# Chiese di Penne
La pagina illustra le chiese di Penne, e gli edifici monastici ad esse collegati.

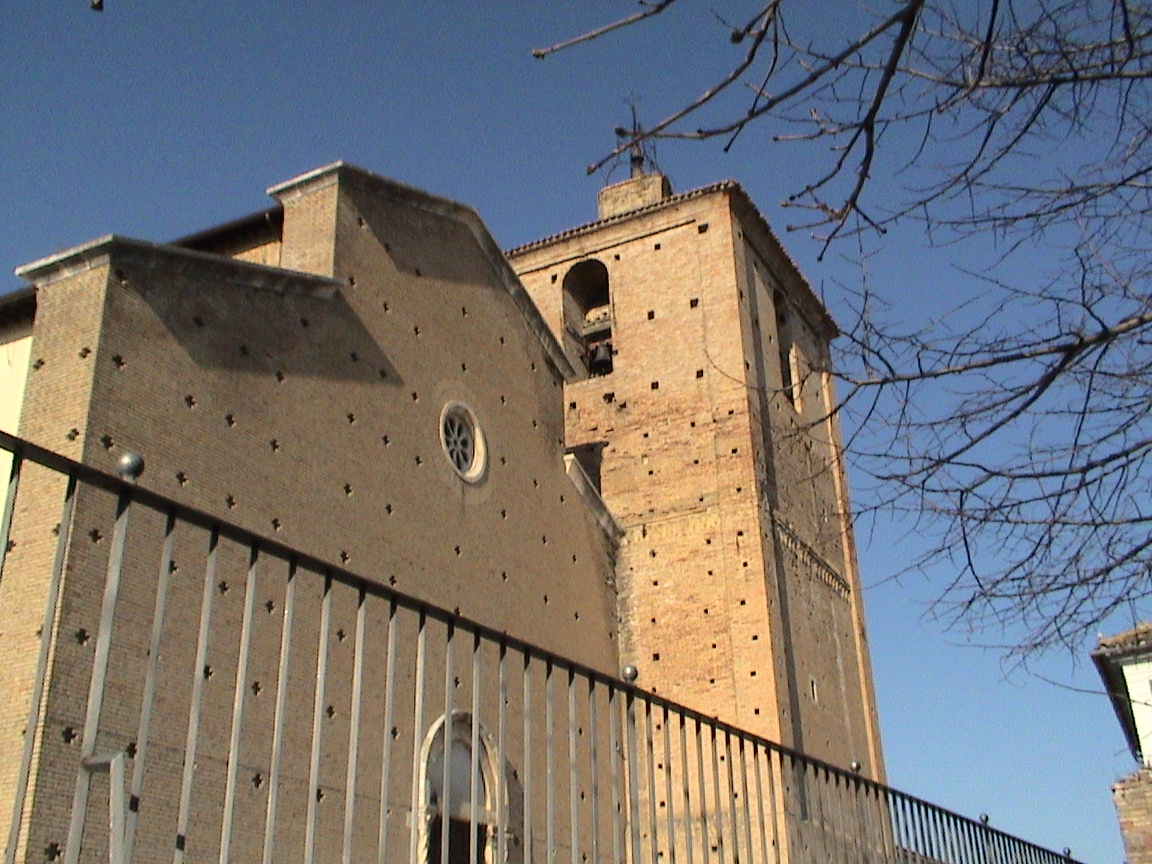
Il Duomo di San Massimo

## Chiese del centro

### Duomo di Penne - Cattedrale di San Massimo e di Santa Maria Regina degli Angeli

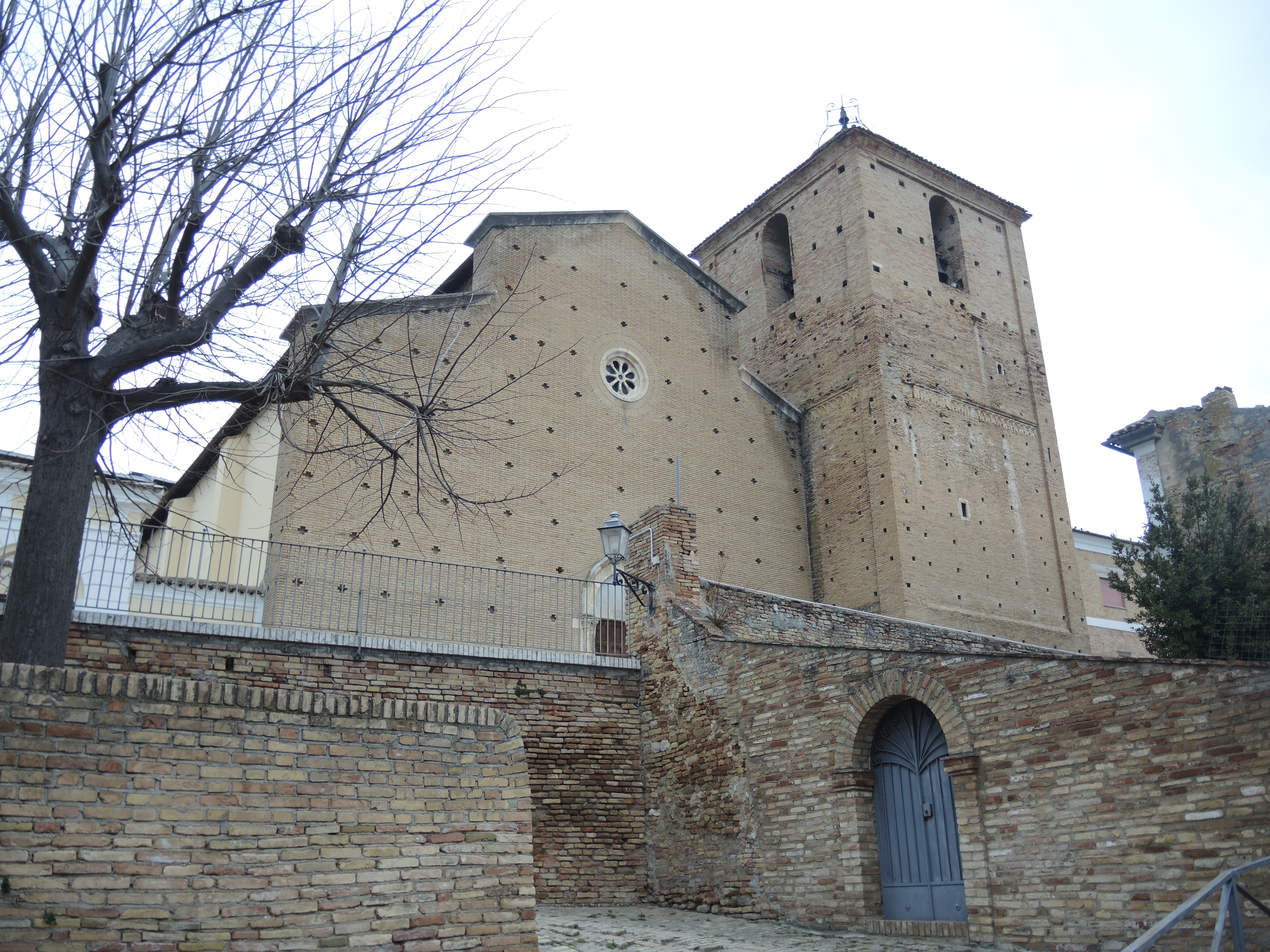
Prospetto
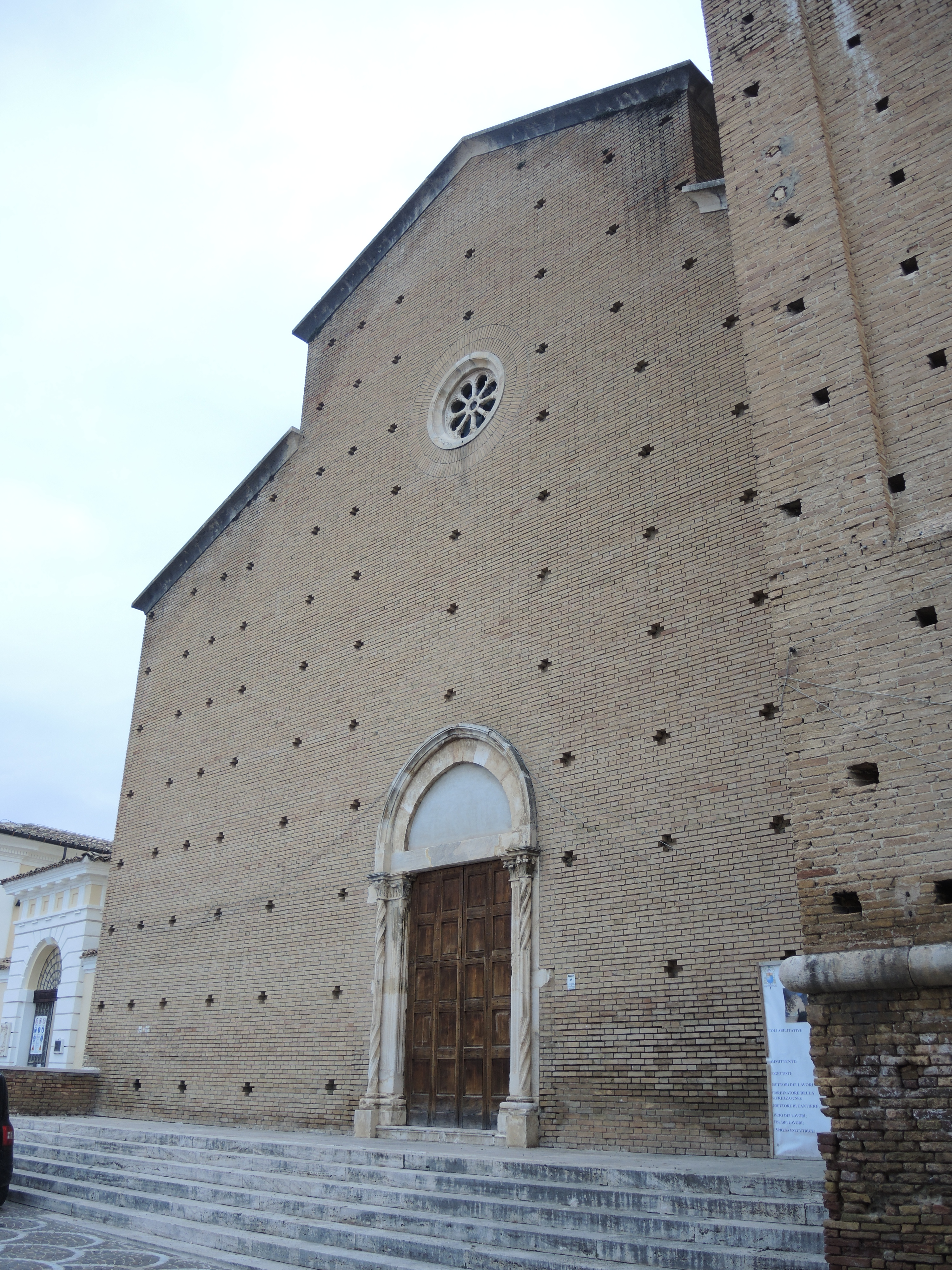
Facciata
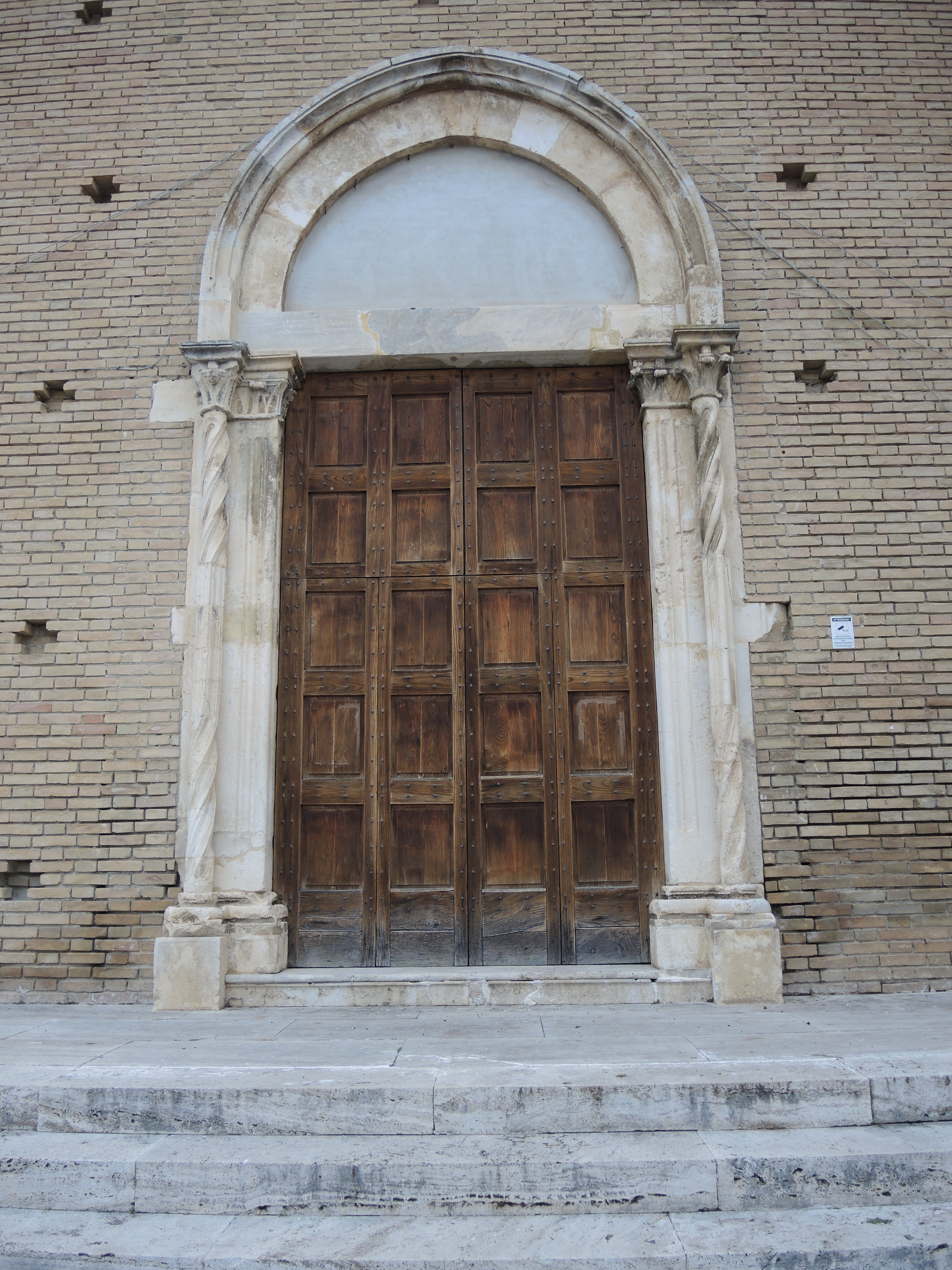
Portale maggiore
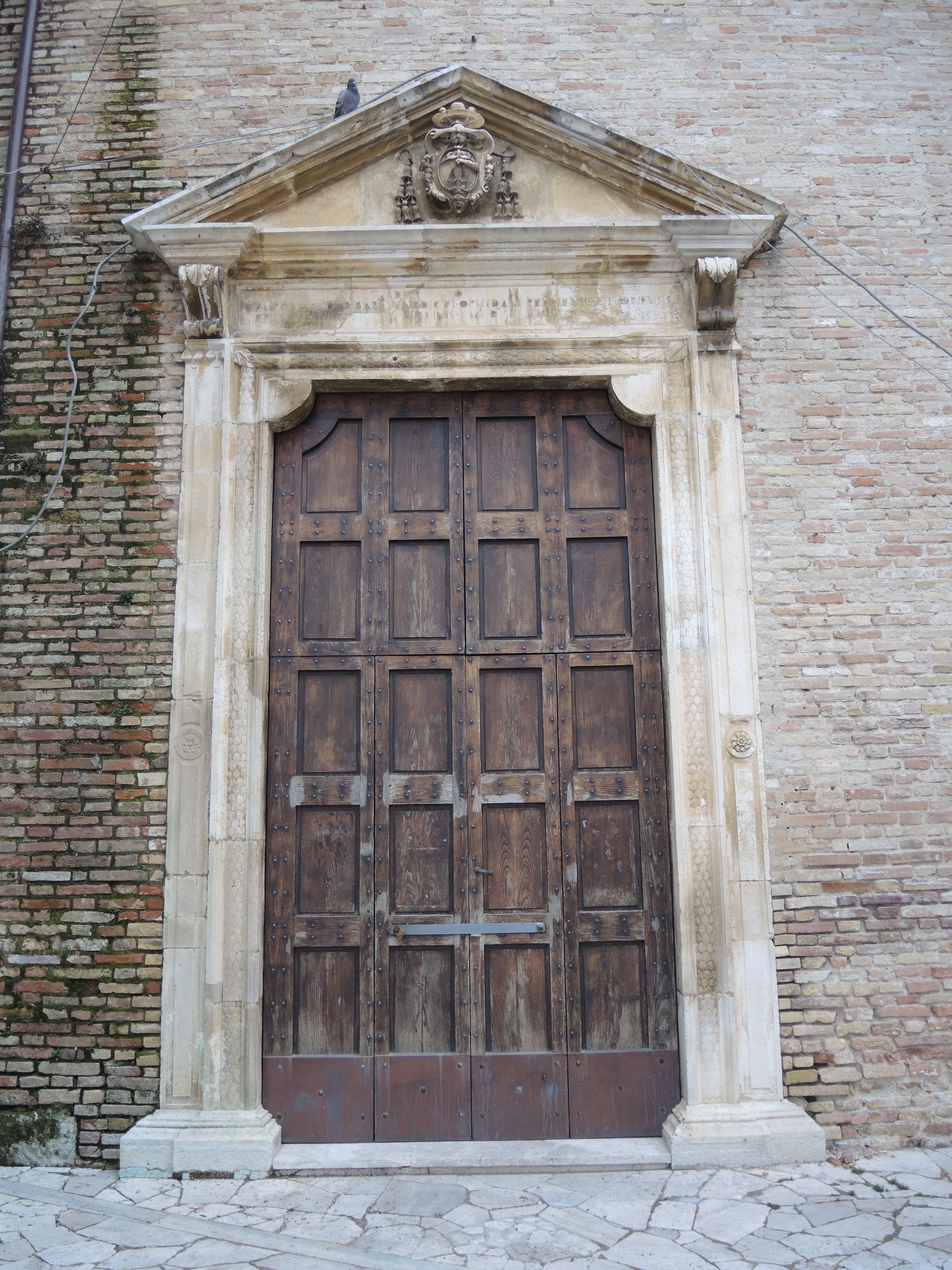
Portale laterale
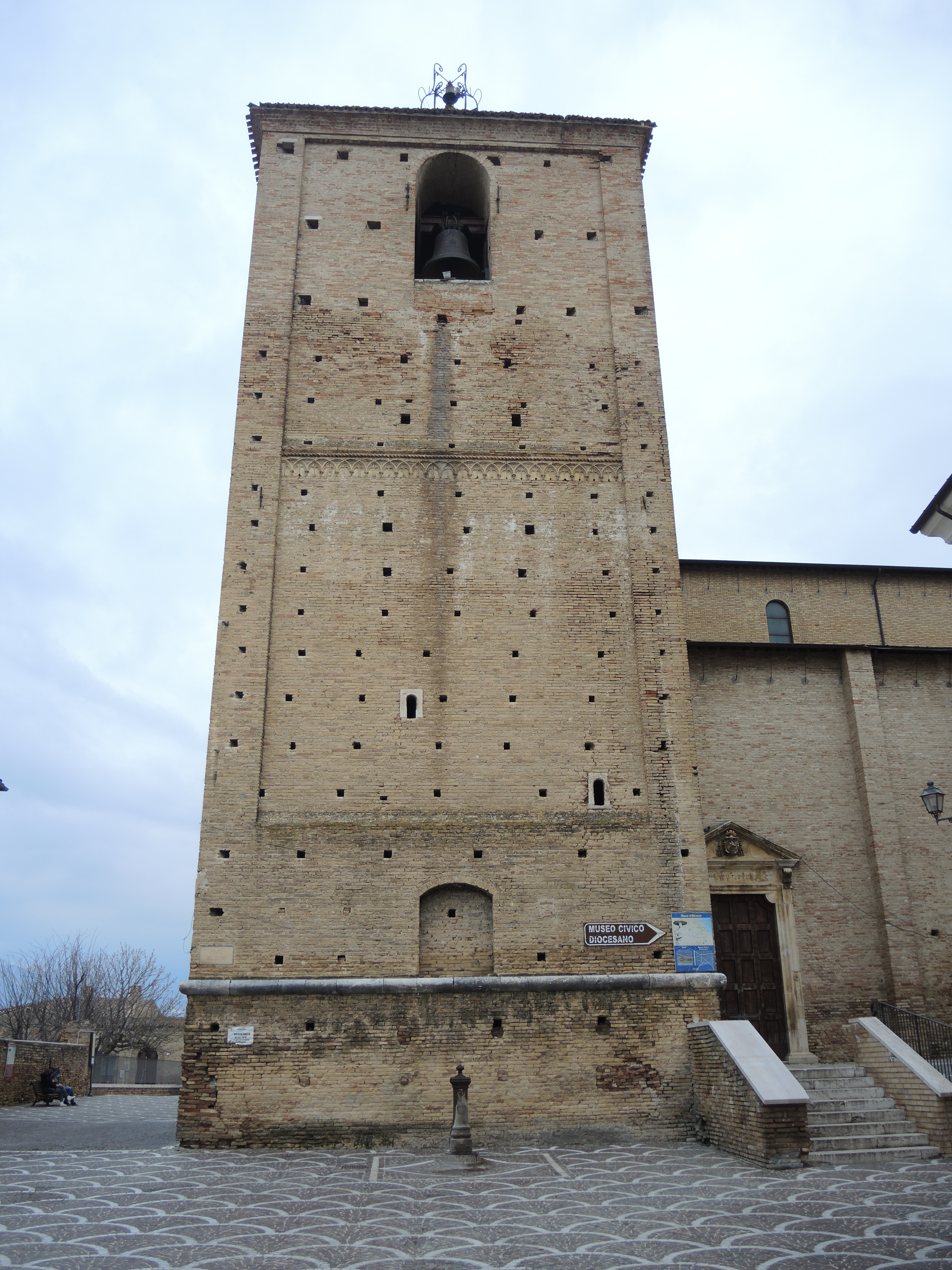
Torre campanaria

Il Duomo si trova sul Colle Sacro, uno dei punti più elevati del centro storico pennese, affacciato su Piazza Duomo. Fu fondata intorno all'VIII secolo sopra il tempio della dea Vesta, la patrona dei Vestini, che popolavano l'antica Pinna, loco capitale. Il sacello del tempio sarebbe stato riutilizzato al culto cristiano, si sono trovate varie lapidi e parti di colonne inglobate nell'attuale cripta, che è la proto-cattedrale. Già nell'868 d.C. la cattedrale esisteva, perché vi vennero traslate, come dimostra un documento vescovile, le reliquie del patrono San Massimo d'Aveia (L'Aquila), infatti prima di allora la cattedrale era dedicata alla Beata Vergine Maria degli Angeli.
La proto cattedrale conserva un bassorilievo del III secolo d.C., raffigurante la Lotta tra gladiatori, conservato nel Museo civico diocesano di Penne, accanto alla chiesa. Nell'XI secolo, dopo l'invasione normanna, la cattedrale fu riedificata in stile romanico, di cui si conserva un prezioso antependium d'altare, e venne rimaneggiata nel XIV secolo in stile gotico, dopo che subì dei danni in una guerra contro L'Aquila. Nell'epoca barocca, intorno al 1660, subì insieme a quasi tutte le altre chiese pennesi un restauro che modificò completamente l'antico impaginato medievale, eccettuata la grande torre campanaria. La chiesa prima del bombardamento alleato del 1944 infatti si presentava ancora nello stile tardo seicentesco, con una facciata a coronamento orizzontale, portale in stile classico a timpano spezzato, finestroni laterali, il rosone era andato distrutto, l'interno a tre navate conservava un fastoso impaginato di stucchi, i pilastri scanditi da archi a tutto sesto, il soffitto a cassettoni lignei con lacunari.
Col bombardamento alleato, venne sfondato il tetto della cattedrale, e si dovette procedere con lavori di ricostruzione terminati nel 1955, che hanno lasciato come era solo la cripta, decorata con affreschi quattrocenteschi; il resto della chiesa è stato completamente stravolto, cercando di essere riportato allo stile medievale originario, la facciata fu adornata di un rosone a raggiera, trasformata a salienti, come le facciate delle chiese romaniche del XII secolo, anche il portale romanico originario , modificato con l'aggiunta di quello barocco, fu recuperato, venne ripristinato l'impianto basilicale a croce latina con bracci del transetto sporgenti, e abside semicircolare; l'interno fu reso molto sobrio, con i mattoni a vista, i pilastri con archi a sesto acuto, e il soffitto a capriate lignee.
Cripta: I fusti sono lisci o scanalati, monoliti di granito o a marmo orientale, provenienti da resti di edifici romani, i capitelli sono cubici, realizzati in Abruzzo dalle maestranze lombarde (XI sec), gli affreschi sono del XIII secolo, altri sono più tardi, e rappresentano le scene di vita di San Massimo Levita. L'altare maggiore del Duomo è di un tal Aucto, realizzato nel 1180, ha un antependium decorato ad intaglio su pietra, in maniera molto simile al portale e al rosone della chiesa di Santa Maria Maggiore o Sant'Angelo di Pianella (PE), nell'iconostasi sono raffigurati animali intrecciati tra loro.
Molte opere del duomo, incluso un Crocifisso ligneo d'epoca gotica, una delle raffigurazioni del Christus patiens più interessanti della regione Abruzzo, sono conservate nel Museo civico diocesano. Attualmente il Duomo e la cripta sono chiusi per i danni del terremoto di Campotosto del 2017.
Il palazzo vescovile si erge sulla piazza, accanto al Duomo; si mostra in uno stile barocco del XVIII secolo, benché esistesse già dal XII. Dal 2001 ospita la collezione del Museo civico archeologico "Giovanni Battista Leopardi", dal nome del barone di Penne che nel 1952 intraprese una serie di ricerche archeologiche nella provincia di Pescara sulla presenza preistorica in Abruzzo e del popolo italico dei Vestini, compresa Penne. Parte della collezione fu devoluta al Comune. Di interessante il palazzo conserva un affresco monumentale del XVIII secolo, nella sala grande, che mostra tutti i vescovi della diocesi di Penne, partendo dal primo semi-leggendario fondatore nel I secolo d.C., San Patras, discepolo di San Pietro apostolo, arrivando sino al Settecento.

### Chiesa e convento di Sant'Agostino

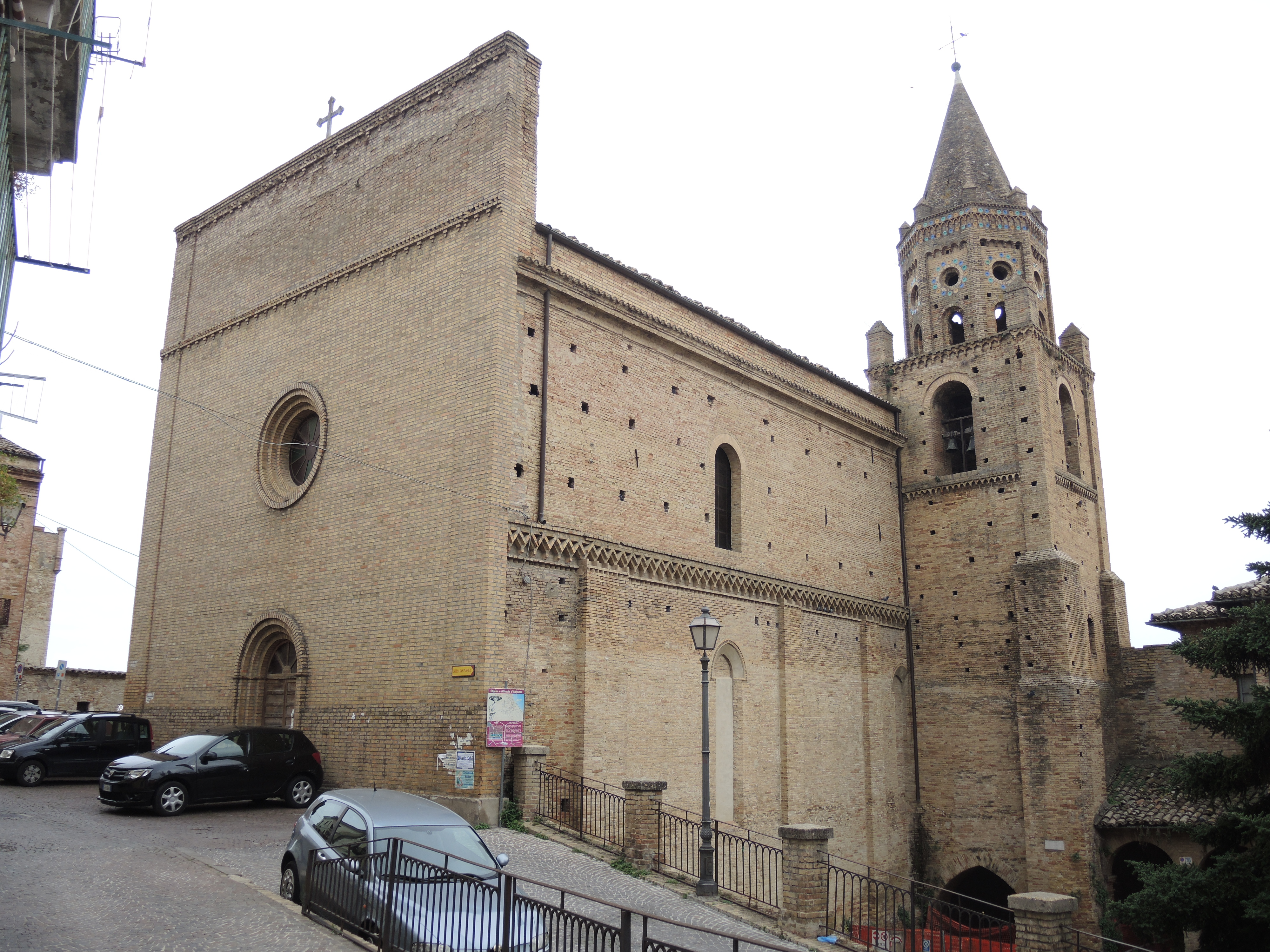
Prospetto
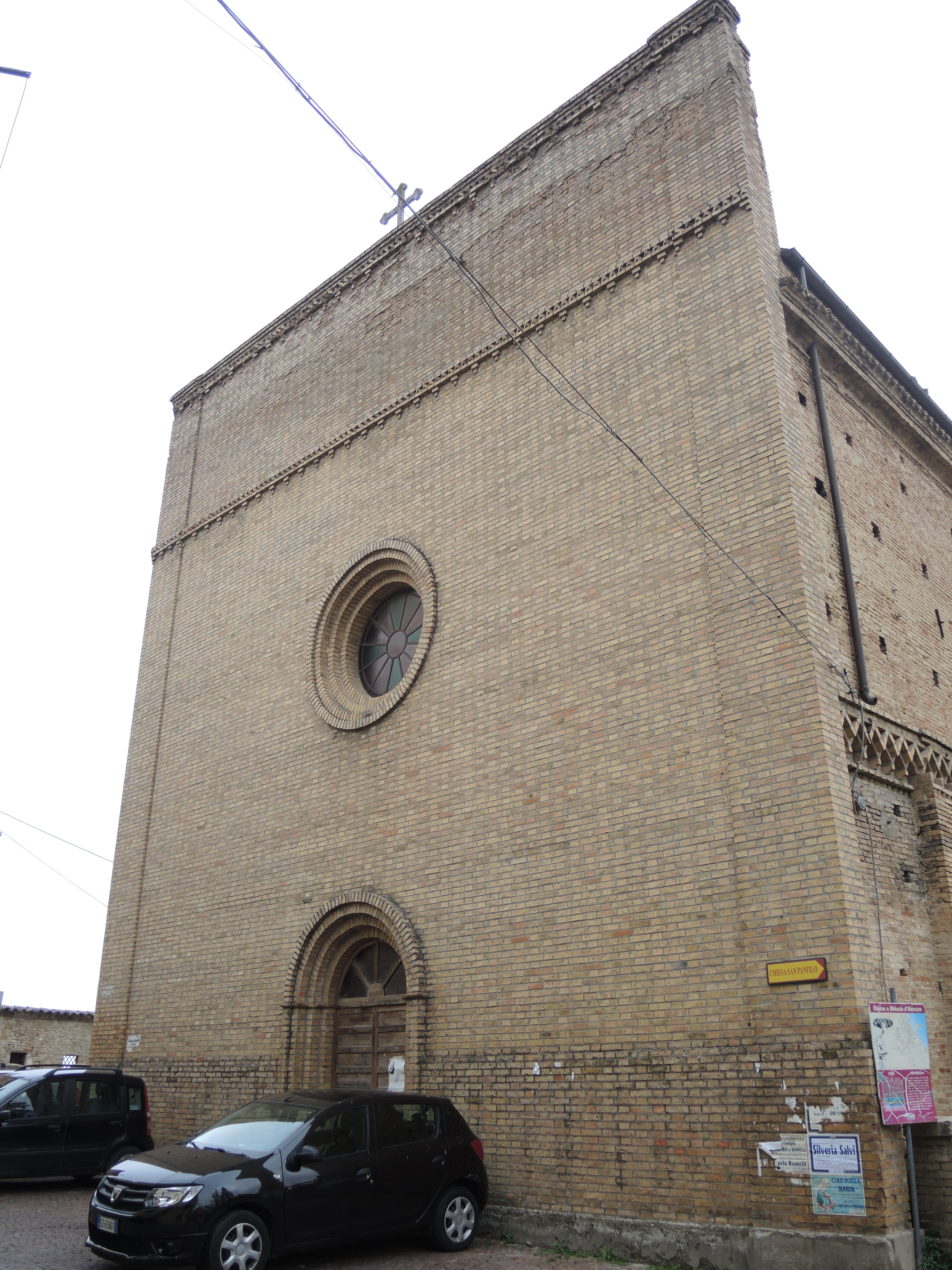
Facciata pseudo romanica
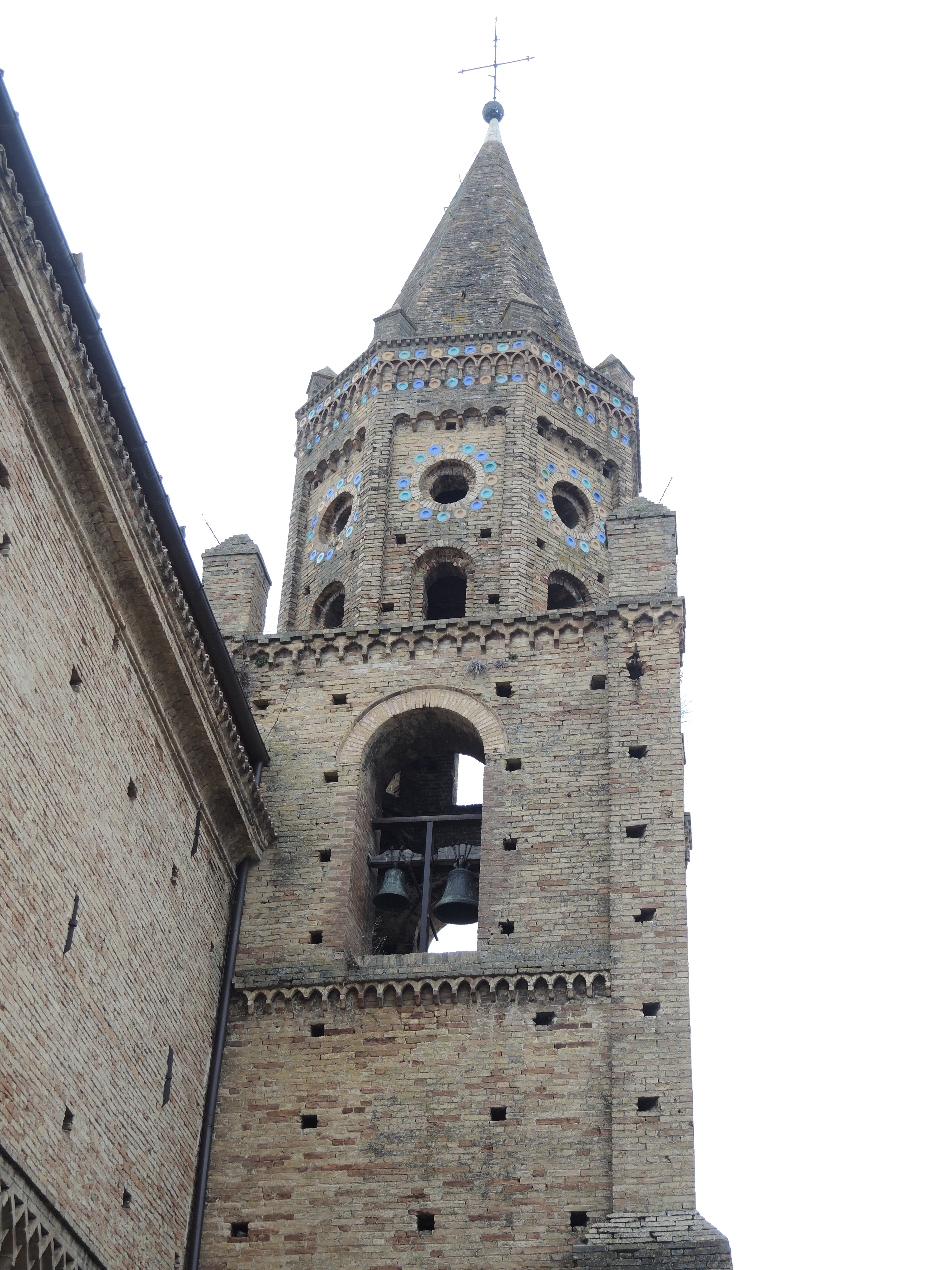
Il campanile quattrocentesco
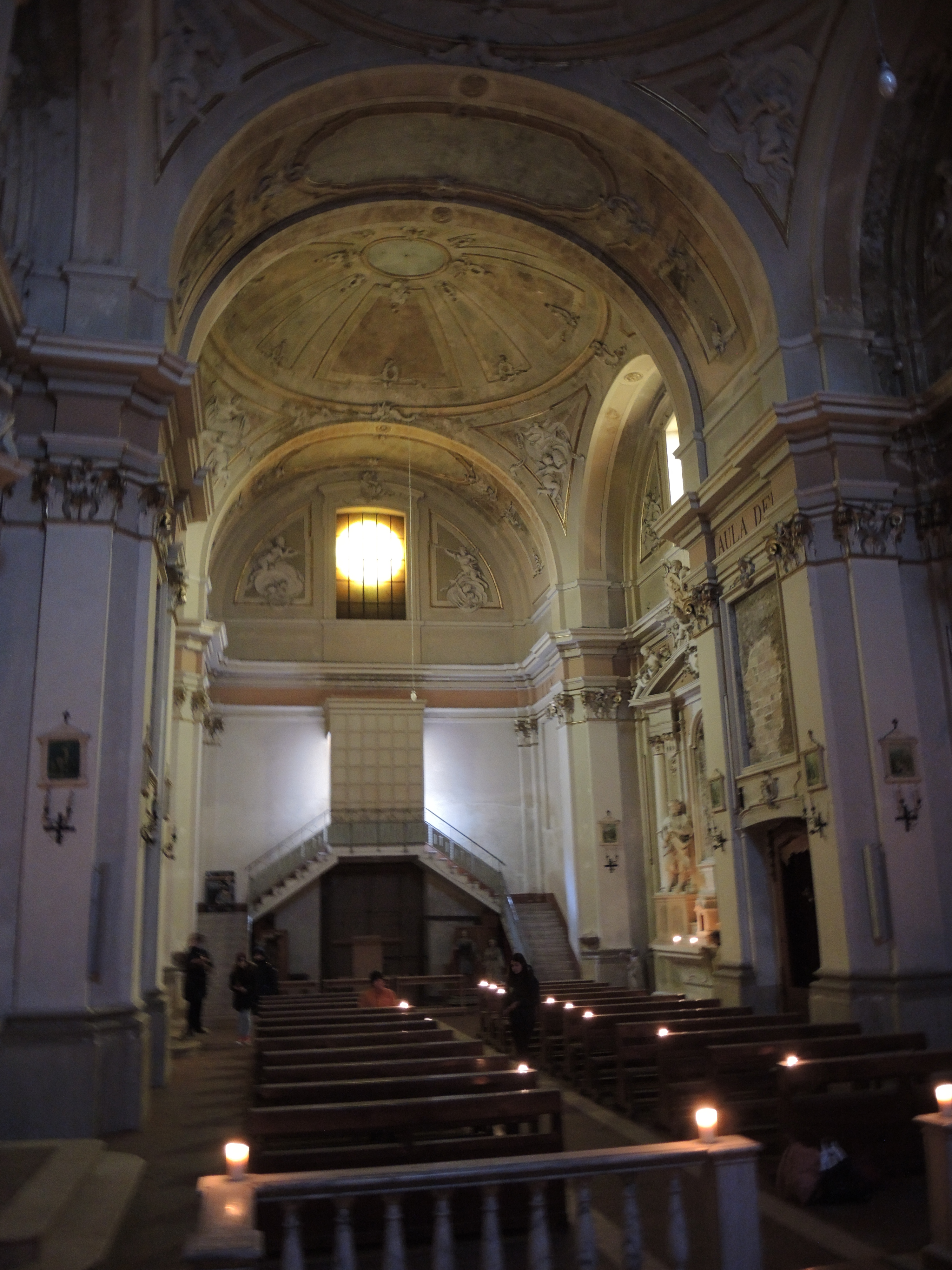
Interno e controfacciata
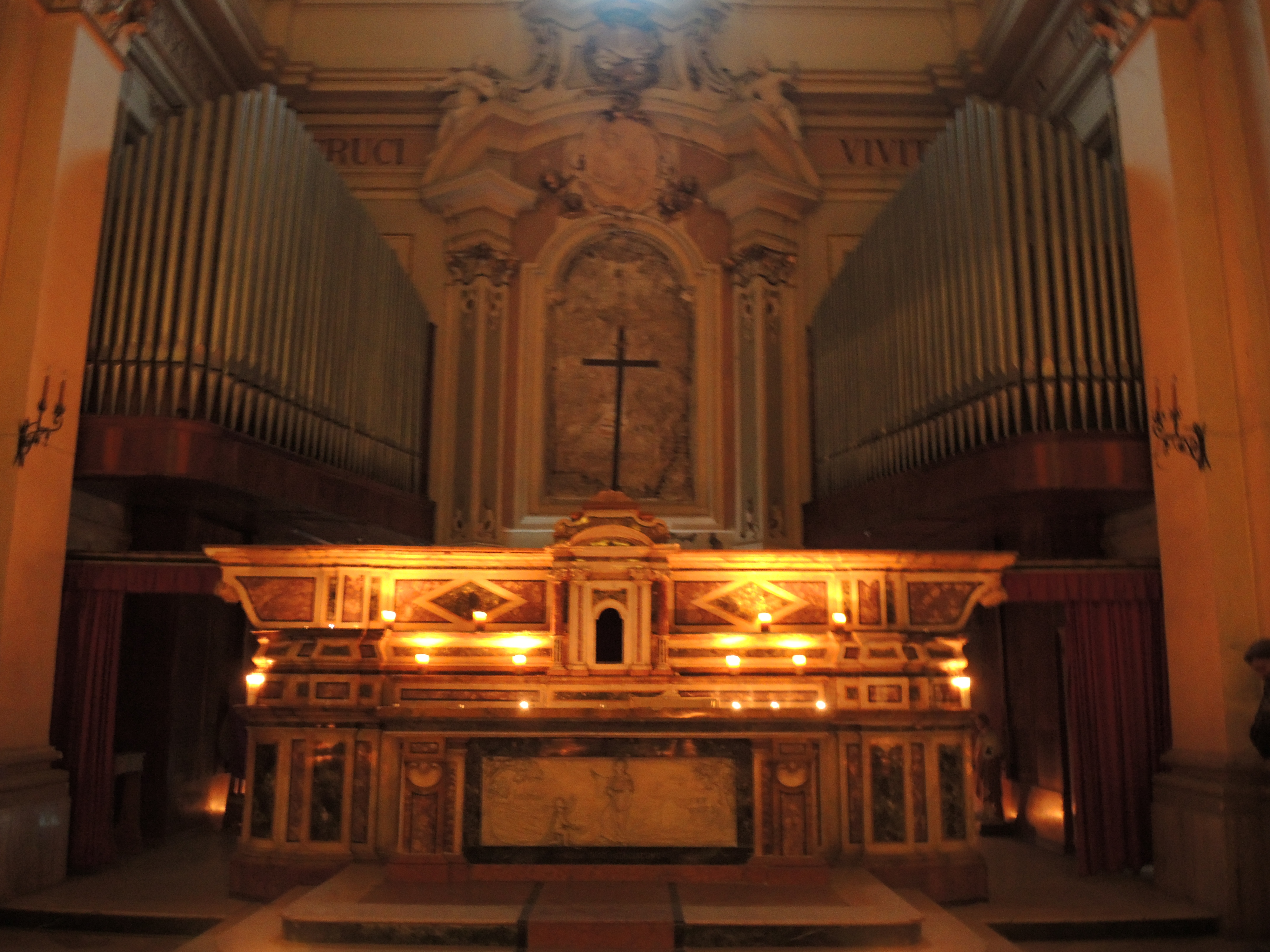
Altare maggiore
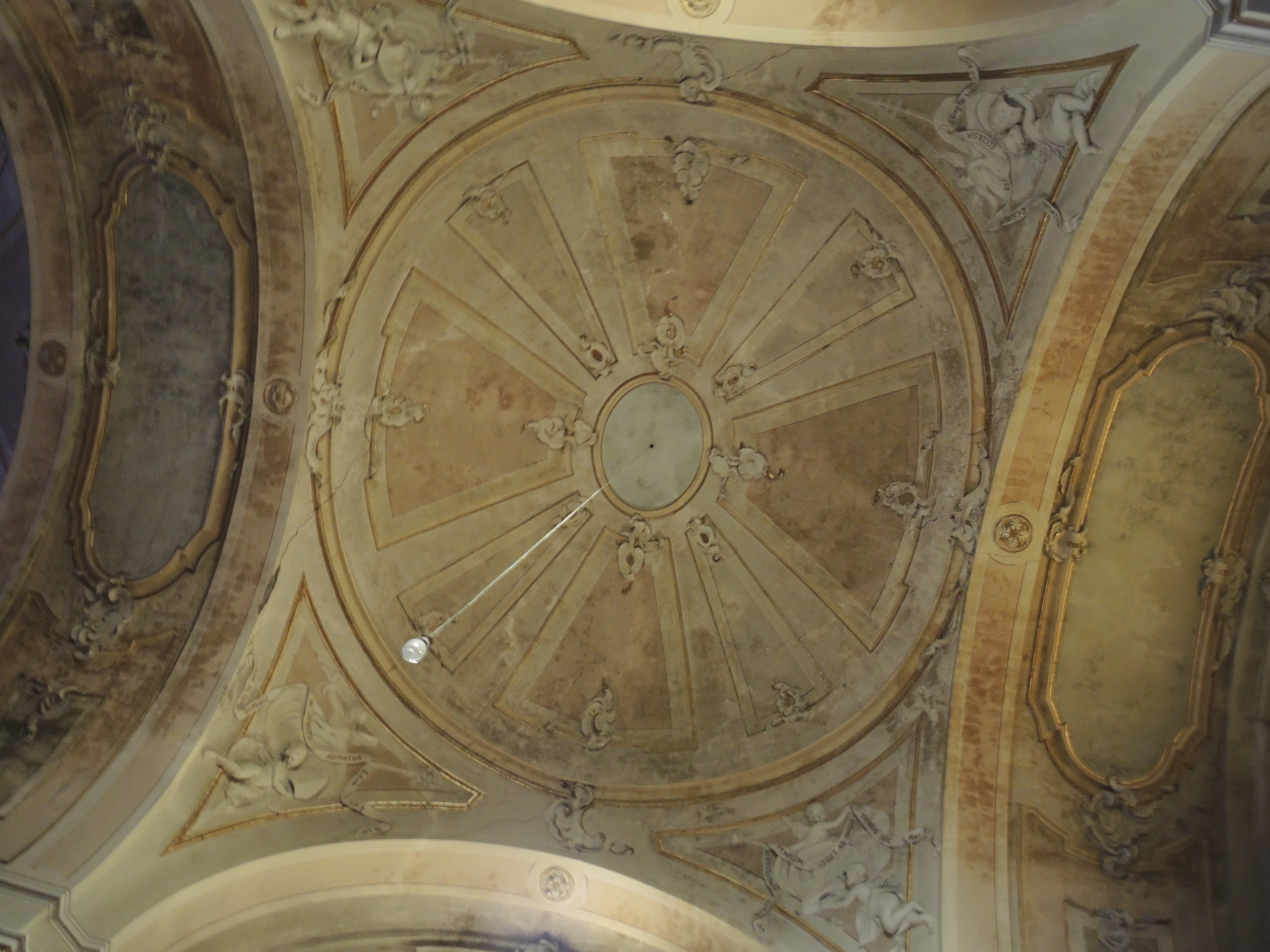
Pseudo cupola a calotta
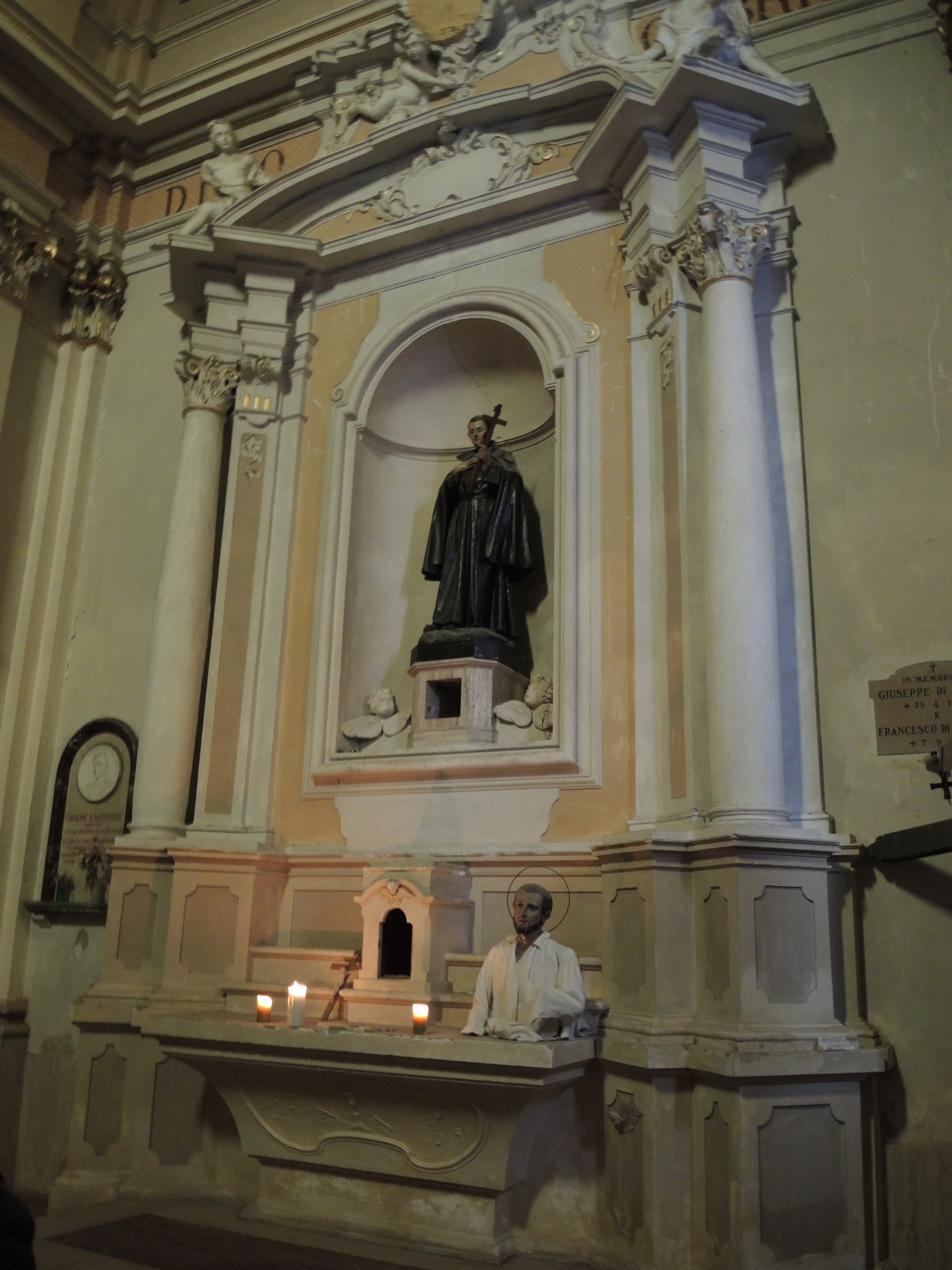
Un altare laterale, quello di San Gabriele dell'Addolorata
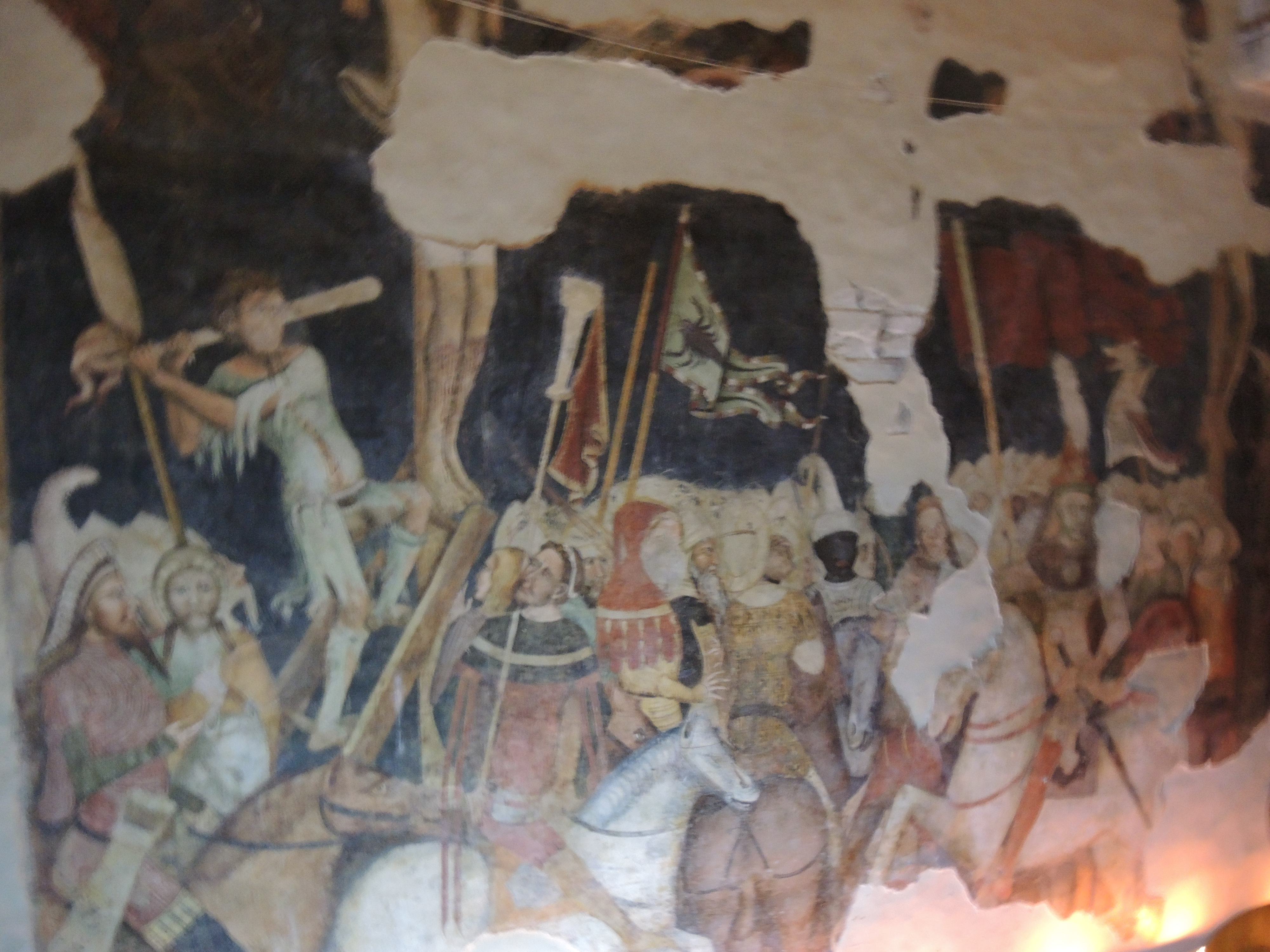
Affresco della Crocifissione, particolare del ladrone con le gambe spezzate
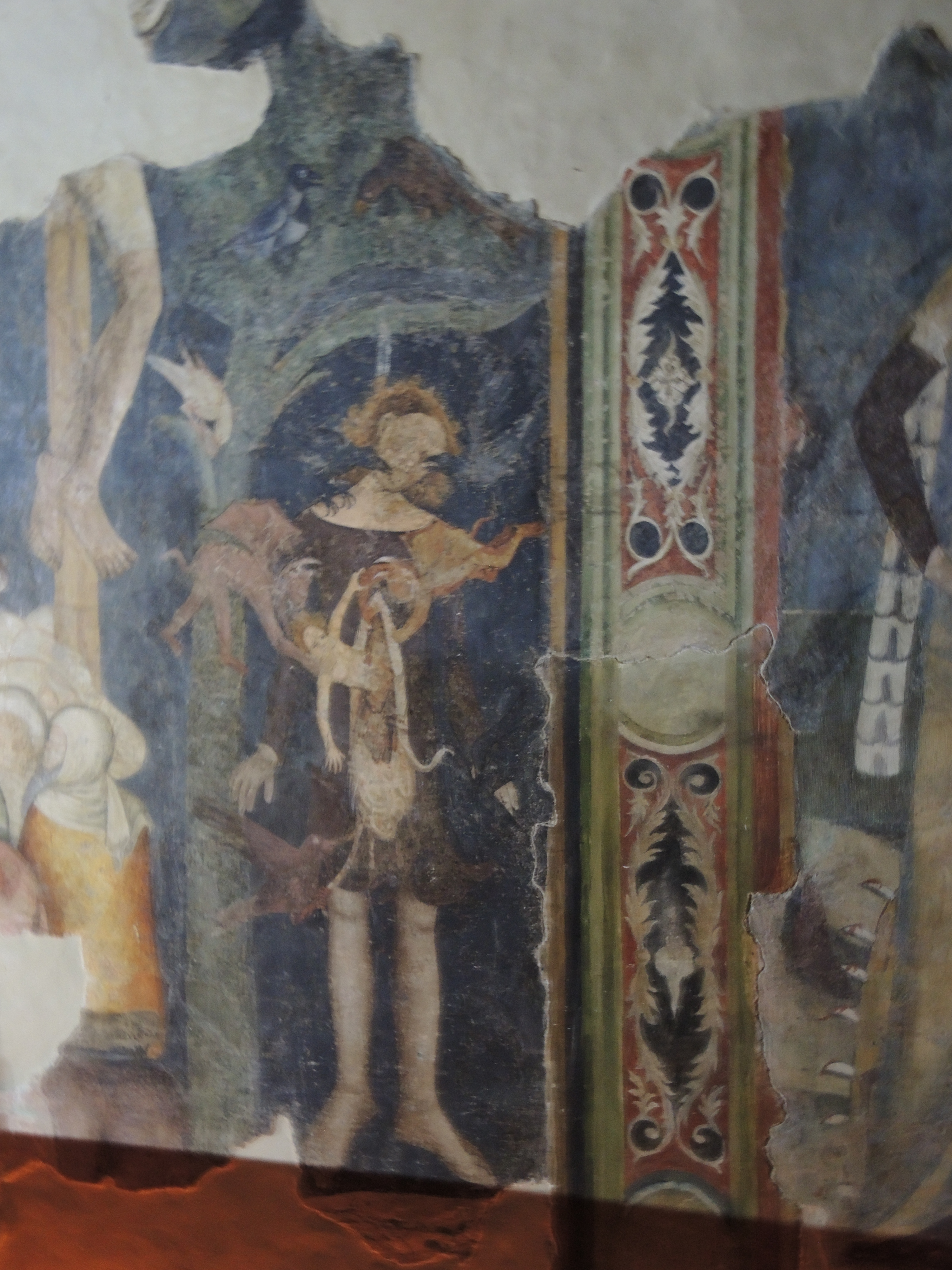
Affresco della Crocifissione, particolare di Giuda impiccato

Poco distante dal Duomo, su Via Coste Sant'Agostino, la chiesa risale al XIII secolo, anche se oggi si presenta in vesti barocche (XVIII secolo). Nel Quattrocento fu realizzata la torre campanaria con il caratteristico tamburo ottagonale superiore e la cuspide, opera di Antonio di Lodi, colui che realizzò gli altri campanili gemelli dell'Abruzzo Ulteriore, per il duomo di Teramo, per il duomo di Atri, per la chiesa collegiata di Città Sant'Angelo e per la chiesa degli Agostiniani di Atri.
L'ultimo restauro invasivo risale agli anni '50 quando venne ripristinata un'ipotetica facciata romanica, che forse non fu mai compiuta in precedenza, visto lo strato di grezzo a vista. La facciata romanica in laterizio è una pallida imitazione del romanico abruzzese, con l'impaginato a coronamento orizzontale, facciata quadrata, con al centro un oculo, e sotto un portale con cornice a tutto sesto.
Di gotico resta ben poco, se non una serie di monofore allungate in stile borgognone, poi tamponate per l'apertura nel XVIII secolo di finestroni più grandi. La chiesa gotica a navata unica senza abside, fu rifatta daccapo nel 1756-59. All'esterno il laterizio non mostra decorazioni, lo spazio longitudinale è costruito sulla duplicazione della cellula campata coperta da calotta, affiancata da due gradi cappelle, collegate alla navata da un raccordo ad arco. L'effetto dei due raccordi laterali è di accentuazione di un asse trasverso, nonostante l'impianto della navata sia longitudinale.
Essendo vicina a Città Sant'Angelo, pare che Penne avesse voluto sperimentare come nelle chiese di San Berardo, Sant'Agostino e Santa Chiara una variante dello spazio unico, ribadito dal restauro barocco, ma allo stesso tempo annullato con una simmetria trasversa delle cappelle, con l'accentuazione dell'asse trasverso tra due campate simmetriche.
All'interno di interesse è un ciclo di affreschi trecenteschi, che rappresenta la Crocifissione: si riconoscono San Giacomo e San Paolo a sinistra, a destra Sant'Antonio abate tra Santa Caterina martire e Sant'Orsola.
Pare che i santi siano stati realizzati in maniera cadenzata e regolare l'uno distante dall'altro, seguendo una prospettiva giottesca. La maniera convenzionale della resa dei volti sembra essere legata al Maestro di Offida, attivo nell'Abruzzo aquilano e teramano, secondo alcuni sembrerebbe essere Luca di Atri, celebrato dal giurista Luca da Penne. Altra particolarità è la resa espressiva del soldato Longino, a cavallo dietro la Maddalena, ai piedi del Cristo in croce, mentre ai lati dove sono crocifissi i ladroni, i carnefici salgono sulle scale con delle clave per spezzar loro le gambe, guardai in basso da una schiera di nobili rappresentati in vesti contemporanee.
La chiesa ospita accanto l'Oratorio della Madonna Immacolata della Cintura, una chiesetta minore, ben visibile, con impianto rettangolare, esterno in laterizio, facciata neoclassica a tempietto, con lesene ioniche (due coppie laterali), e timpano triangolare. L'interno sconsacrato è abbandonato da anni, necessita di urgenti lavori di recupero, conserva l'aspetto settecentesco con soffitto a volta a botte, finemente decorato da stucchi a motivi geometriche, che raccolgono fiori, rose e dei putti che sorreggono, all'altezza del presbiterio, una cornice polilobata, che contiene la tela del simbolo della Confraternita della Cintura, poi altari laterali scanditi da lesene corinzie, che ospitano le tele 12 Apostoli.
Una statua lignea ritraente la Madonna della Cintura, è stata spostata nella chiesa di Sant'Agostino.

### Chiesa e convento di San Domenico

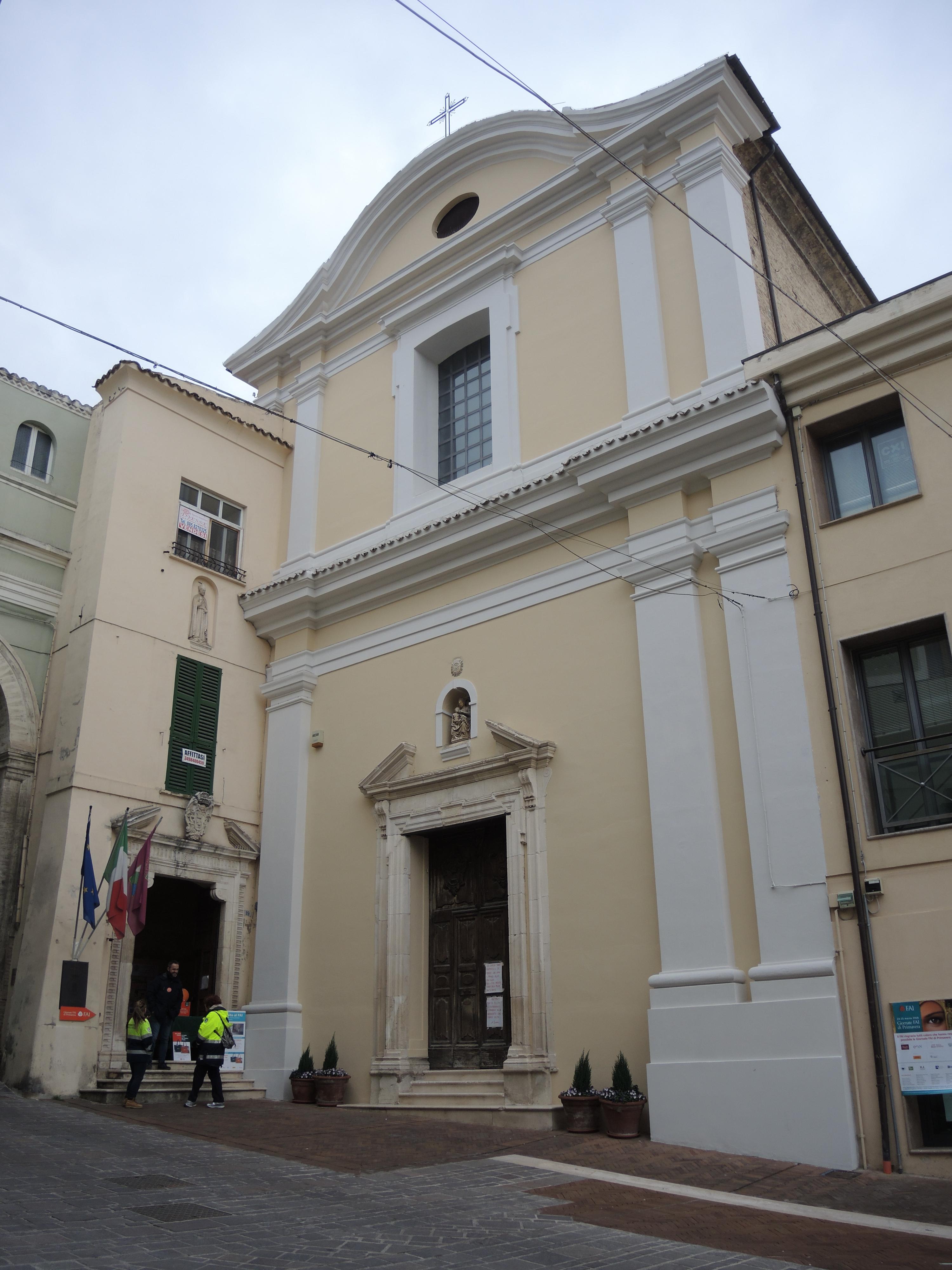
Prospetto
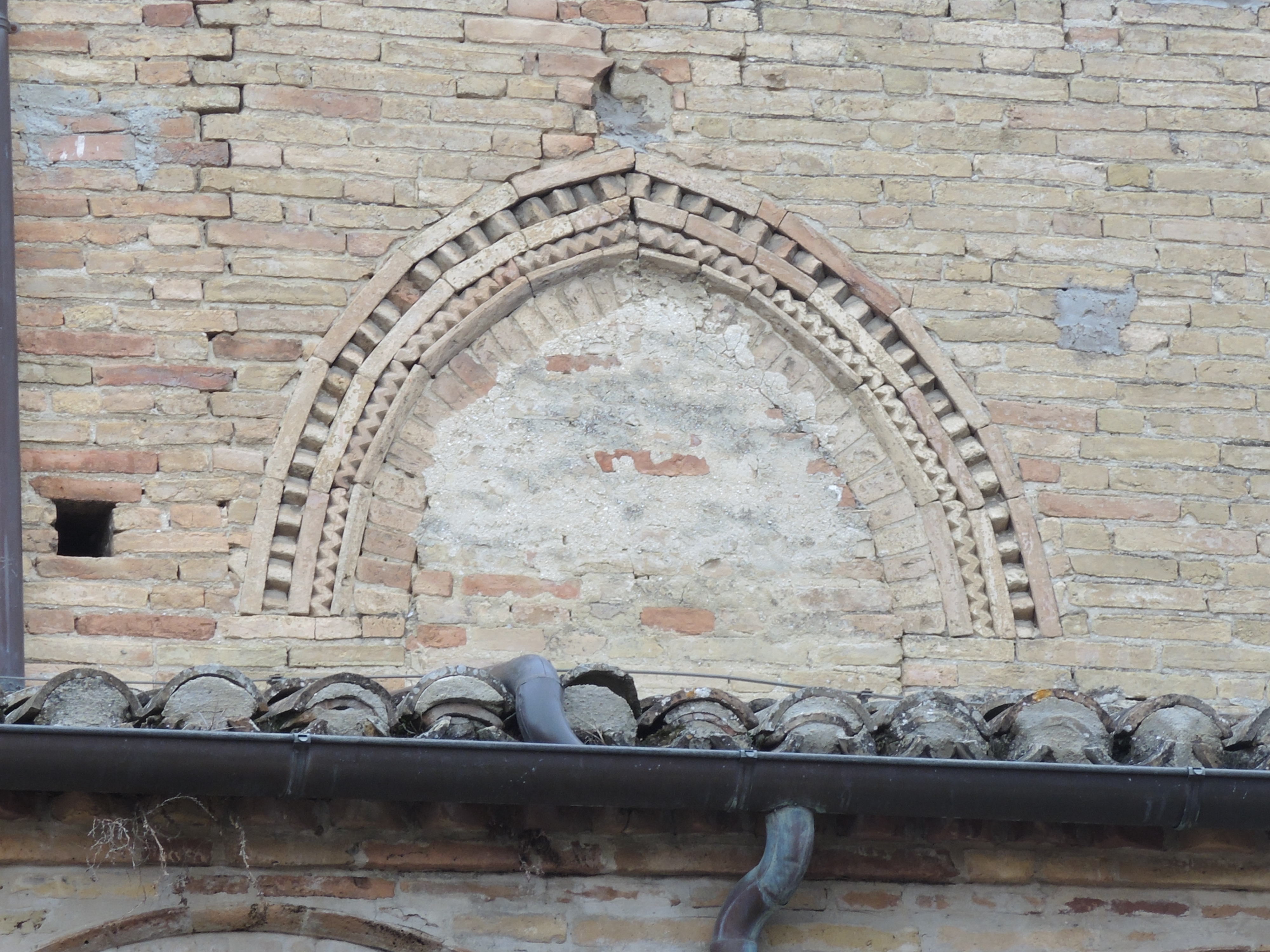
Resti di una finestra medievale, dal chiostro
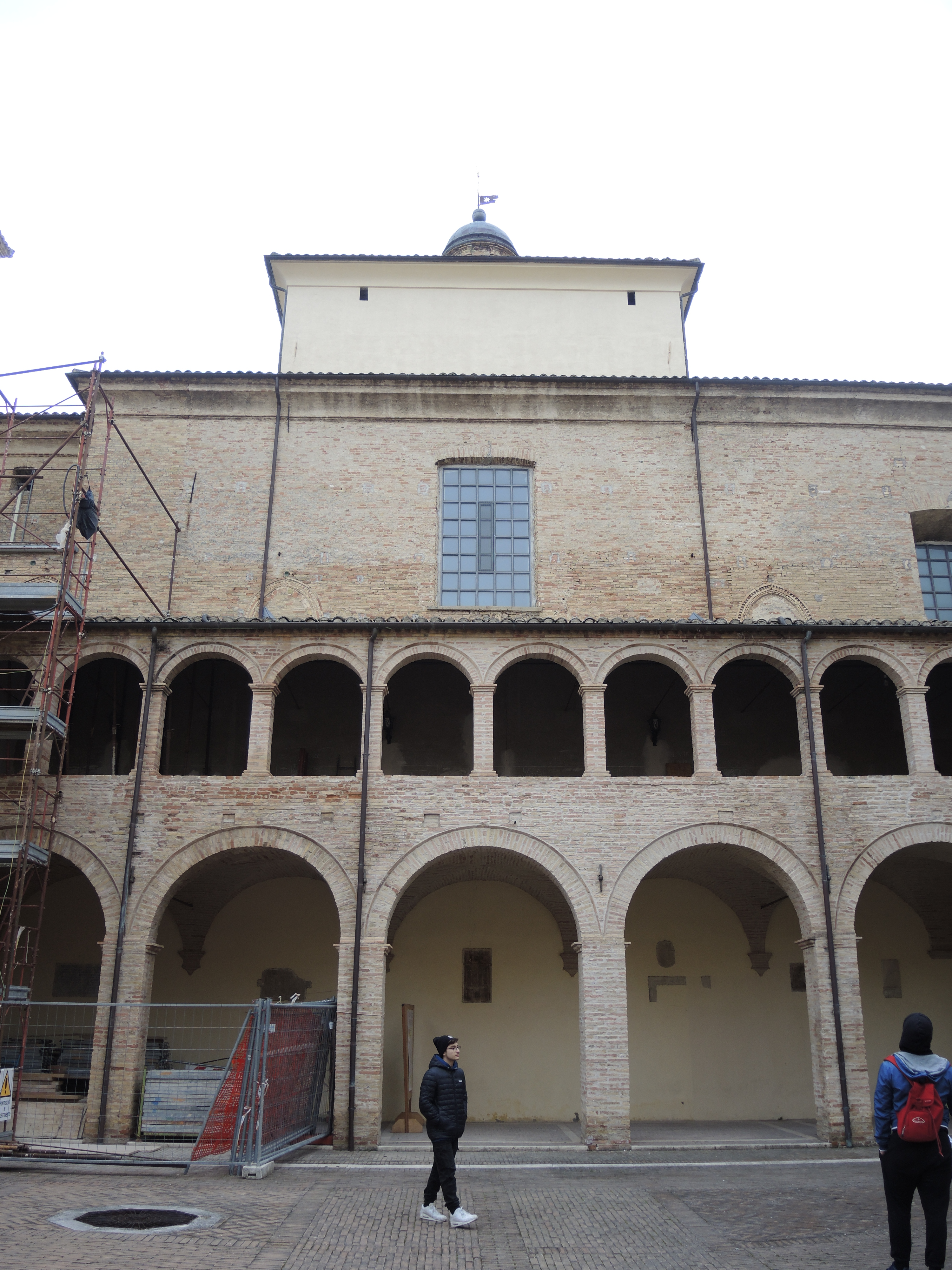
Chiostro e corpo principale della chiesa
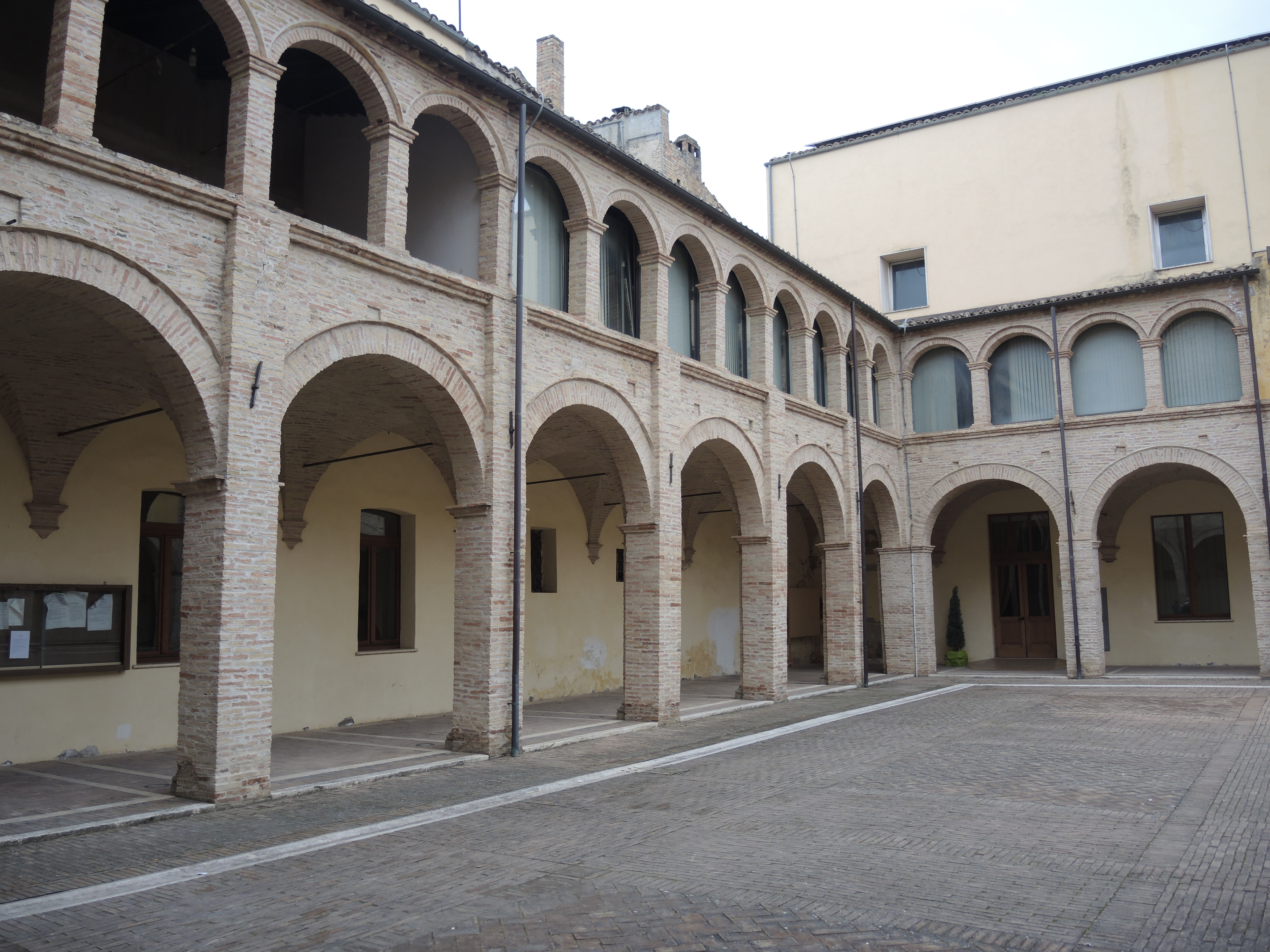
Il chiostro
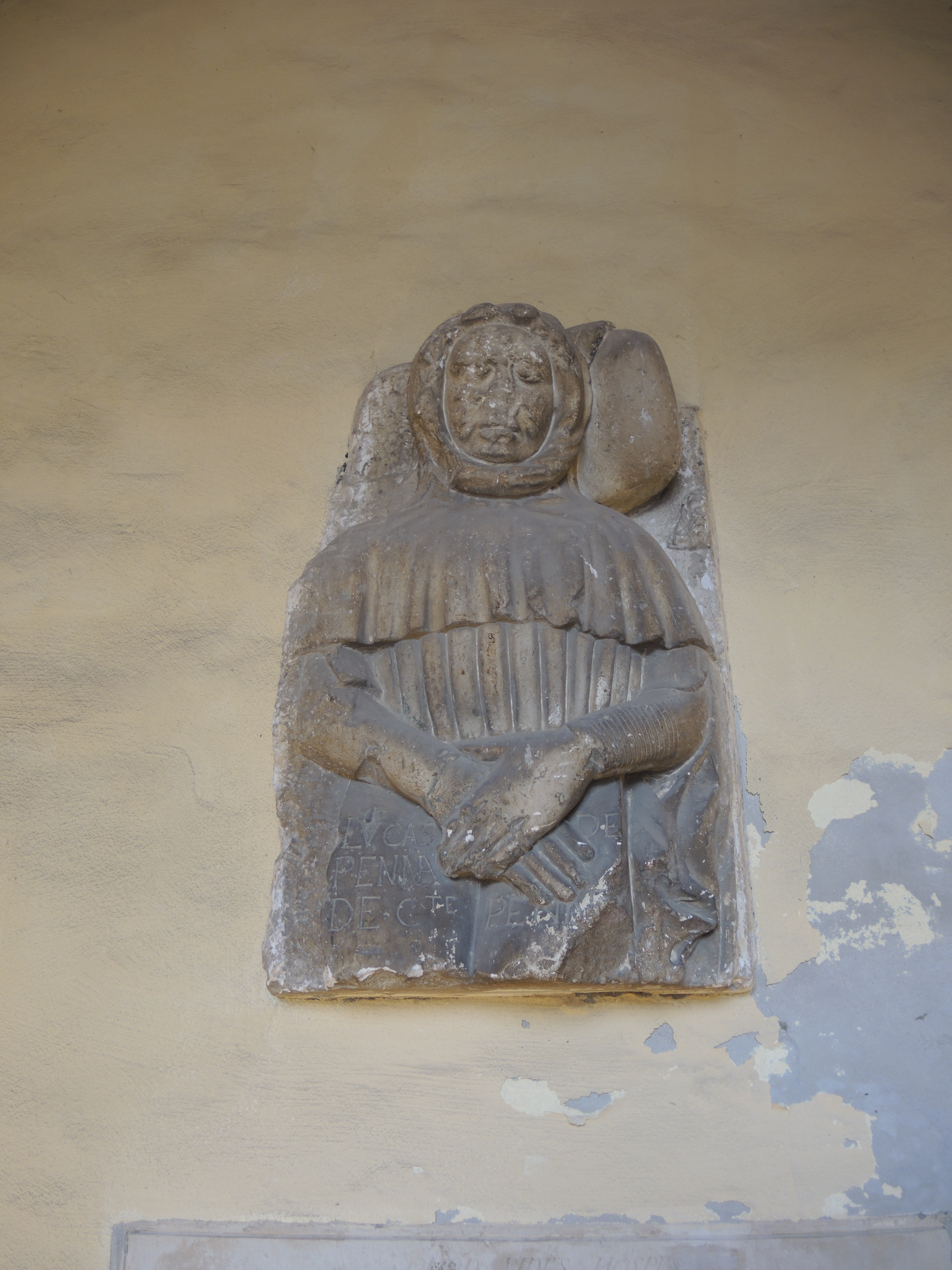
Coperchio del sepolcro del giurista Luca da Penne, sul chiostro

Tra Piazza Luca da Penne e corso dei Vestini, è uno dei complessi conventuali più grandi all'interno delle mura, dopo quello di Santa Chiara e San Giovanni. Fu fondato nel XIII secolo, ma fu modificato nel XVIII secolo, tra il 1722-1730, con gli interni realizzati dal lombardo Giovan Battista Gianni, che restaurerà varie chiese pennesi. Nel 1799 il monastero fu in parte sconsacrato, una parte infatti passò al Comune, che vi ha ancora sede, un'altra su Piazza Luca da Penne fu adibita a teatro civico. Era considerato tra i più bei teatri abruzzesi, ma andò distrutto insieme a parte della piazza dal bombardamento americano del 1944. L'alta non fu ricostruita, mentre parte della piazza veniva rifatta con la costruzione del moderno Municipio adornato dai portici, che mal di adattano allo schema settecentesco della piazza.
La facciata della chiesa presenta una decorazione semplice, con paraste sovrapposte e timpano triangolare, il portale è datato 1667, al centro del timpano spezzato si trova una nicchia con la scultura quattrocentesca della Madonna in trono col Bambino. Sul retro della chiesa a navata unica si trova il campanile a torretta, un altro monumentale campanile decorato da stucchi, si trovava rivolto sulla piazza, abbattuto dal bombardamento.
All'interno la semplice navata unica presenta uno spazio articolato da una serie di stucchi, è movimentata da cappelle laterali molto strette, con la nicchia, l'altare con la tela o la statua. All'altezza del presbiterio vi è una cupola senza tamburo; la decorazione in stucchi dello Gianni rende vivacità all'architettura, a dare movimento sono anche marmi policromi presso l'altare maggiore, poi vi sono il coro ligneo degli ebanisti Ferdinando Mosca e Bencivenga di Castelvecchio Subequo. Le cappelle più interessanti sono quelle del Rosario e della Beata Vergine Assunta, con la tela del pittore Ragazzini (XVI secolo). Particolarmente notevole è la grande cappella del Rosario, una chiesetta dentro la chiesa, realizzata nel 1613, vi si conservano il fastoso soffitto a lacunari di Sebastiano Carniola (1638-41), dorato da Stefano Tereo nel 1642, l'altare in legno intagliato e dorato, con la tela di Giovan Battista Spinelli, ritraente la Vergine del Rosario, e infine la scultura lignea del gruppo "Pietà", del XVII secolo.
Interessante è anche il chiostro dei Domenicani, che fa parte dell'ex monastero, rivolto sulle mura settentrionali, affacciato in parte sul corso e su piazza XX Settembre. Il convento fu realizzato nel 1330, ha il portale di ingresso sotto l'arco di corso dei Vestini, conserva una statua di San Biagio ex voto, del 1425 di Matteo Capro di Napoli, attivo in Abruzzo nel teramano. Il chiostro conserva il lapidario civico, una collezione di stemmi nobiliari e lapidi di chiese, il cenotafio del giurista Luca da Penne del 1625, un bassorilievo marmoreo di epoca imperiale, scoperto presso la cripta del Duomo, lapidi funebri come quella del decurione romano Gneo Vario Festiniano e Lucio Eleno, del pontifex municipalis Caio Elvacio Flacco.

### Chiesa di San Giovanni Battista ed ex monastero delle Gerosolimitane dell'Ordine di Malta

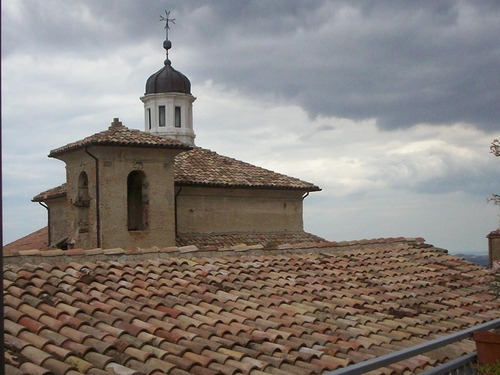
Veduta dall'alto della chiesa
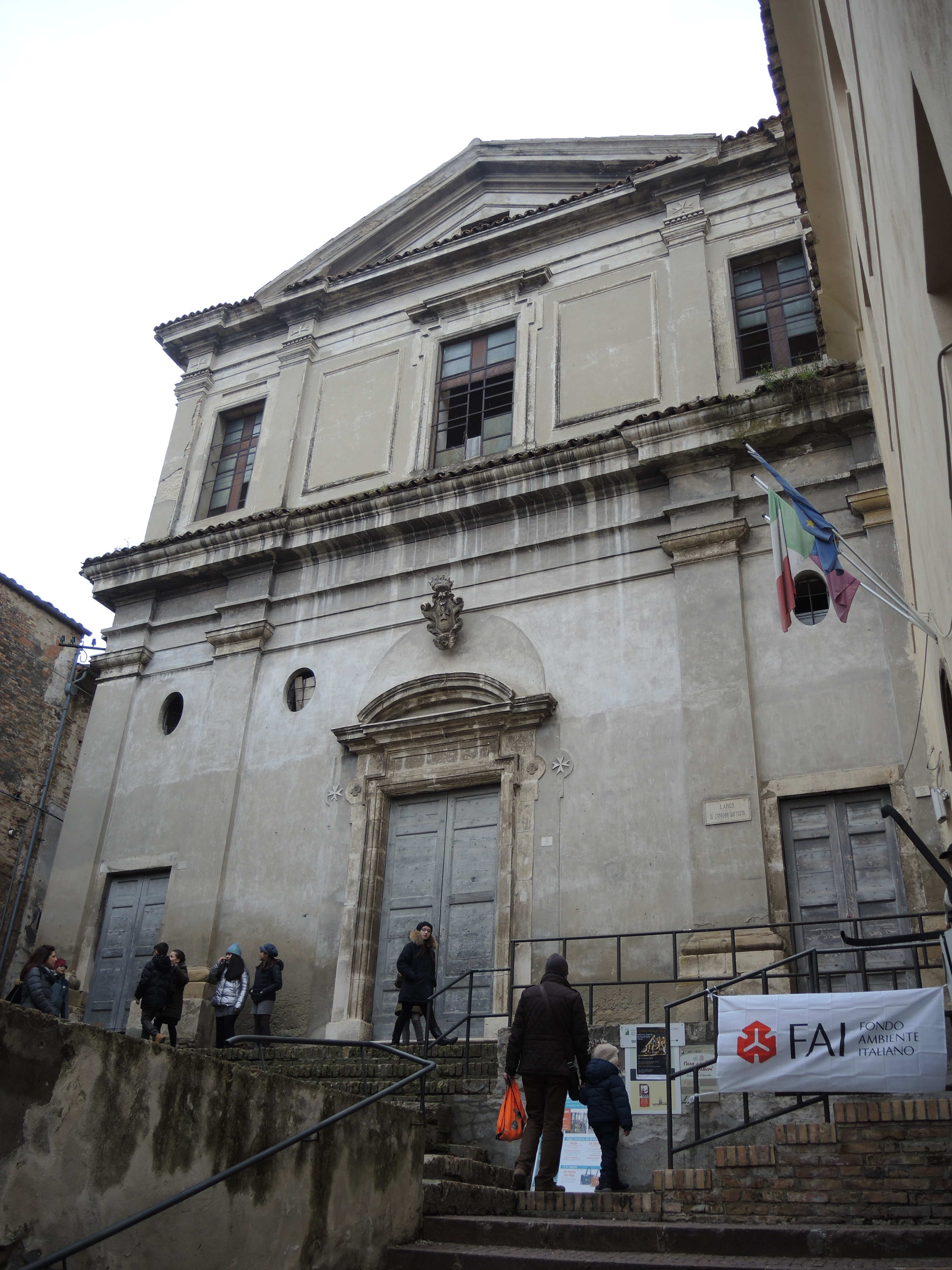
Prospetto
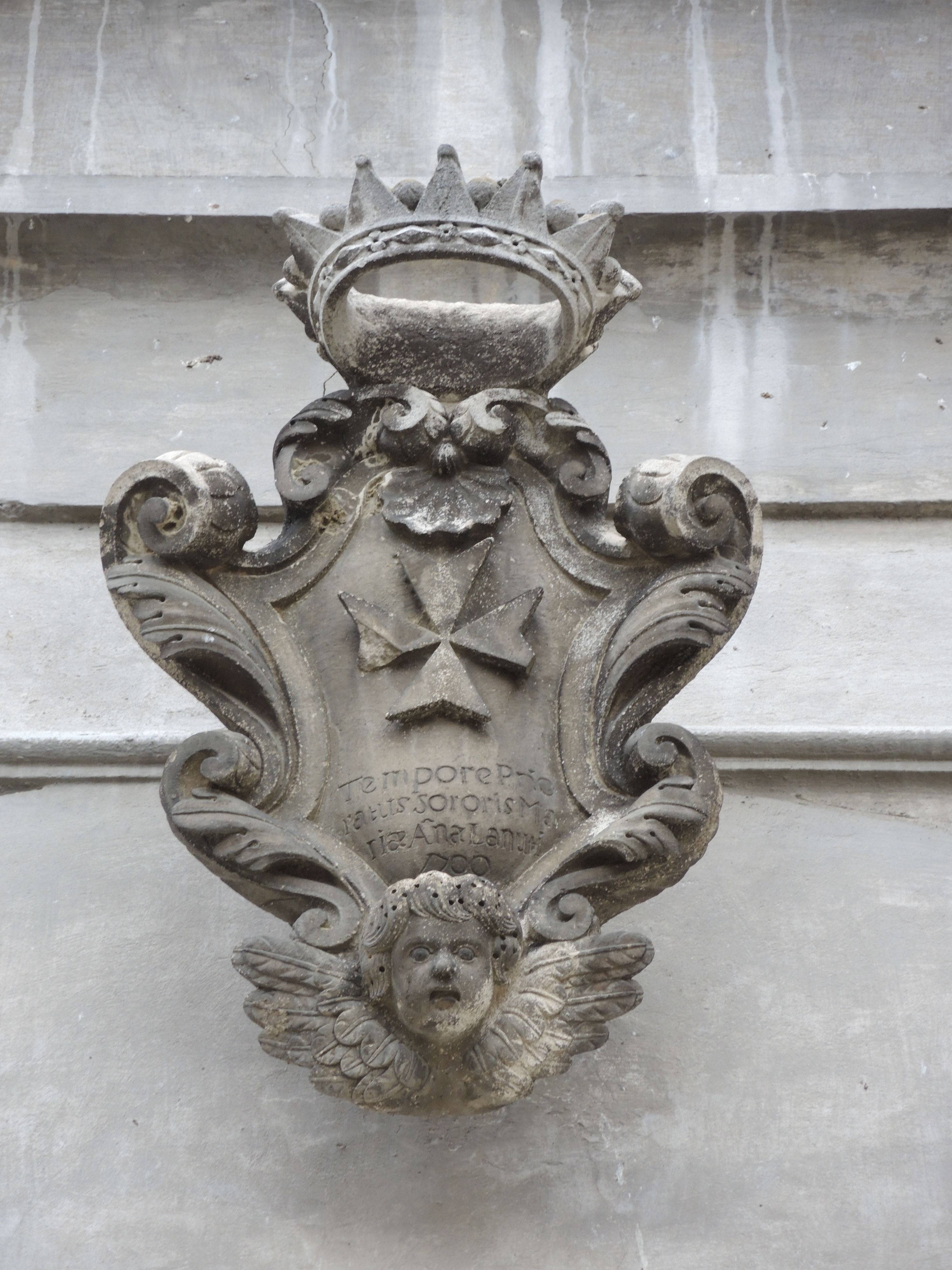
Stemma dell'Ordine, sul portale principale
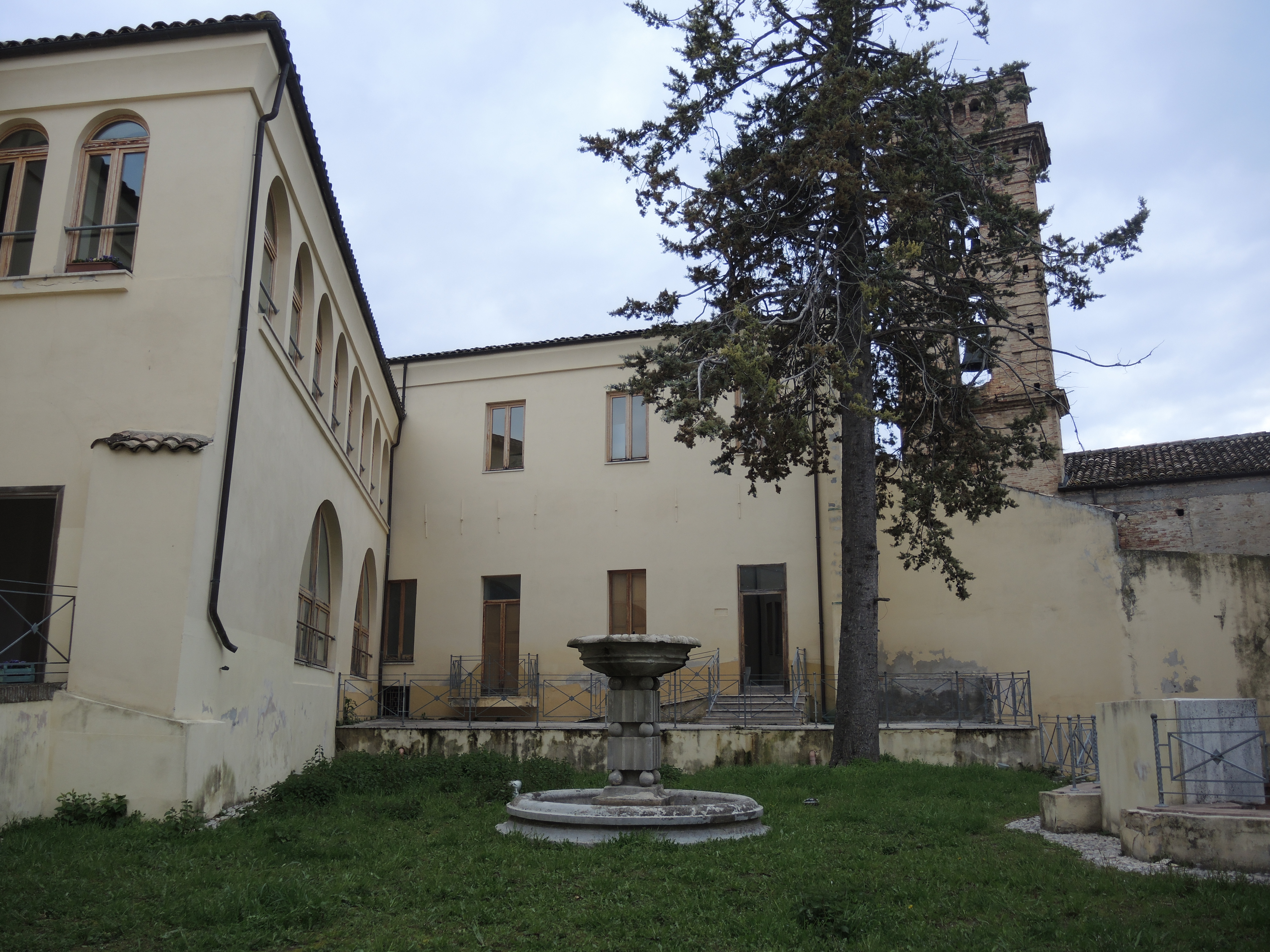
Chiostro dell'ex convento
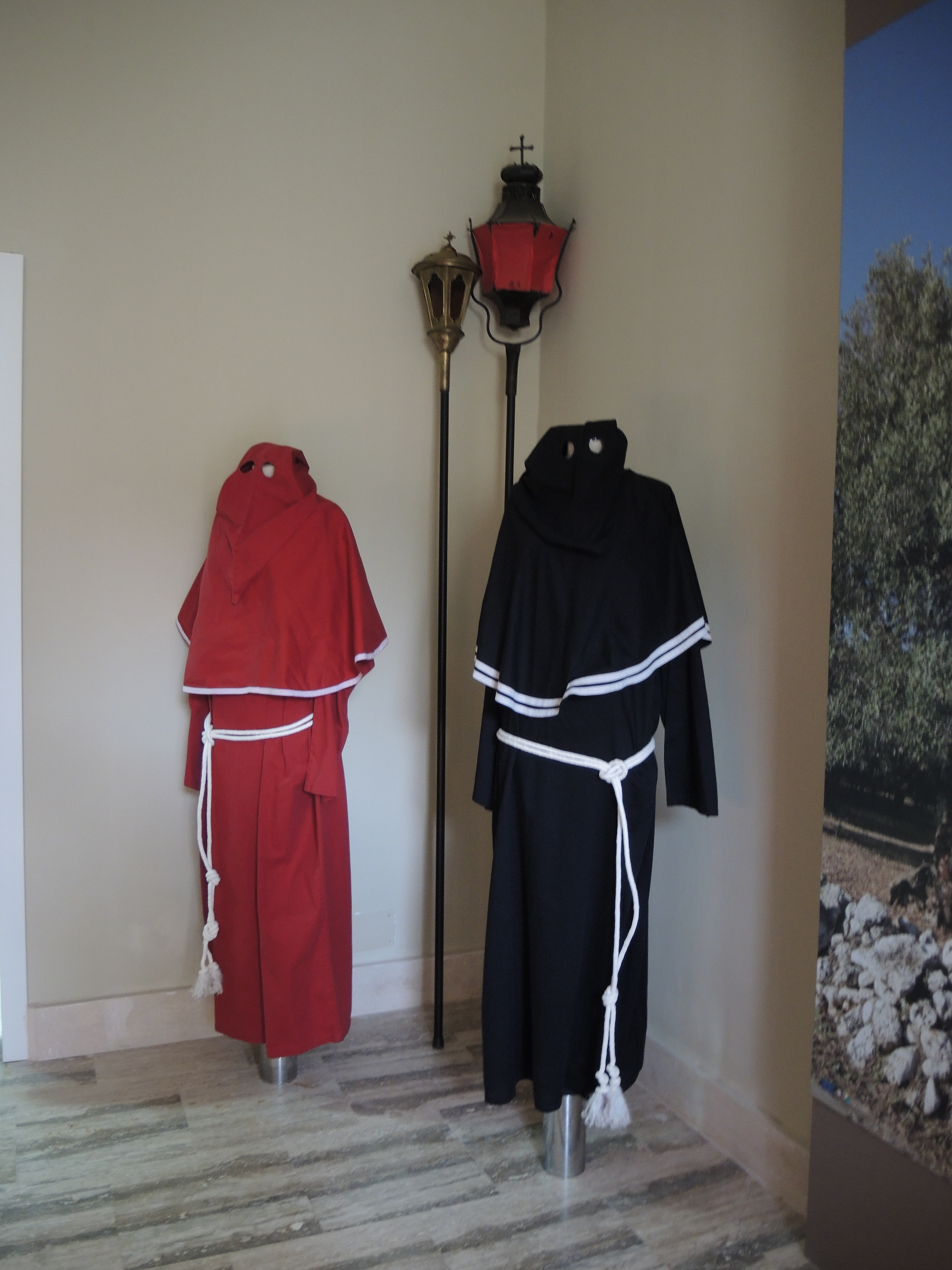
Vestiti del confratelli del Monte di Pietà dei Morti
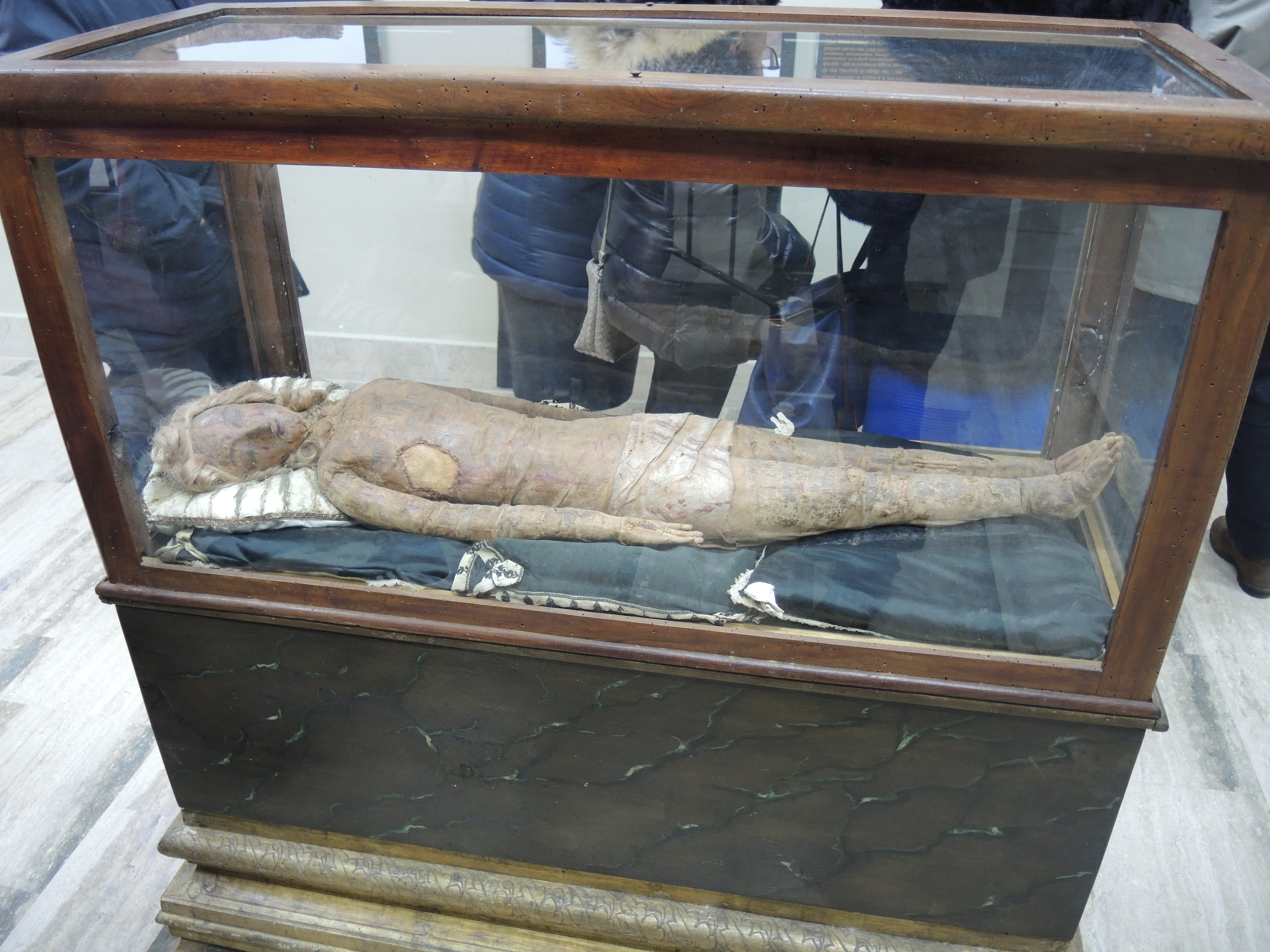
Statua del Cristo morto, ex convento

È una delle chiese più importanti d'Abruzzo, poiché è l'unica oggi rimanente dell'Ordine dei Cavalieri Templari di Malta consacrati a San Giovanni di Gerusalemme. La chiesa si trova nel cuore del centro storico, presso uno slargo ricavato dietro i portici monumentali dedicati a Cola Salconio di Penne, realizzati sopra altri edifici nel primo Novecento, lungo il corso dei Vestini sud, poi intitolato al magistrato pennese Emilio Alessandrini. Inoltre è disdicevole che la chiesa, chiusa al culto da anni insieme al monastero, dopo le leggi piemontesi, non abbia subito interventi di restauro.
La chiesa fu edificata insieme ad altri monasteri dell'Ordine di Malta in Abruzzo, come la chiesa di San Giovanni a Chieti, che si trovava in Largo del Pozzo (oggi piazza Valignani), demolita nel 1876, la chiesa di Santa Gerusalemme a Pescara (l'ospedale si trovava in via dei Bastioni), di cui restano colonne sul viale D'Annunzio presso la Cattedrale, la chiesa dei Cavalieri di Malta a Vasto, che si trovava presso il monastero del Carmine, scomparsa nel XIX secolo, ecc...
Il primo monastero di San Giovanni Battista a Penne fu eretto fuori dalle mura nel XIII secolo, per volere dei conti Trasmondi, ma essendo stata distrutta nel 1446 dalle truppe di Giacomo Caldora, durante la guerra tra L'Aquila e Penne, le monache ottennero il permesso di acquistare delle case sotto il colle del Duomo, edificando il monastero.
Esso fu però distrutto dal Caldora nel 1436, durante la guerra tra Angioini ed Aragonesi per il controllo dell'Italia Meridionale. In quell'occasione, le Gerosolomitane si trasferirono all'interno della città, in case in prossimità del Duomo, dove continuarono la loro opera di assistenza agli infermi ed ai derelitti. L'area vecchia dove sorgeva il convento doveva essere appena fuori Porta San Francesco, poiché si parla di un ospitale di San Nicola de Ferratis, dove in effetti si trova l'attuale chiesa cilindrica di San Nicola di Bari.
Nel 1523 le monache ottennero da Giuliano De Rodolphis, Gran Priore dell'Ordine, residente a Capua, il permesso di riedificare definitivamente il monastero dentro le mura, presso la chiesetta dell'Annunziata, che diventerà sede della Confraternita del Monte dei Morti. La chiesa fu rifatta in stile manierista barocco, terminata nel 1701, come testimoniato anche dallo storico Anton Ludovico Antinori, che parla della consacrazione il 24 giugno del 1701.
Fu la priora Maria Anna Lanuti di Chieti a volere il rinnovamento della chiesetta cinquecentesca, come attesta anche l'iscrizione sullo stemma dell'Ordine di Malta del portale maggiore: TEMPORE PRIORATUS SORORIS MARIAE AN)NAE LANUTI. 1700
I lavori furono eseguiti da Giovanni Bossi, Francesco e Donato Augustone su progetto delle maestranze lombardo ticinesi attive nell'Abruzzo Ulteriore e Citeriore, legate sicuramente a Giovan Battista Gianni, che però non progettò il restauro della chiesa, in quanto era stato assoldato dalla madre superiora delle Clarisse, monastero avverso alle monache di San Giovanni, per il restauro della chiesa.
La chiesa, seguendo i dettami dell'Ordine, presenta un impianto a croce greca con la cupola, con tre cappelle, il lato est è preceduto da un ambiente voltato a botte, terminante con altre due cappelle laterali e un vestibolo, dunque un allungamento longitudinale di una parte della croce, che fu realizzato per ospitare la cantoria della controfacciata. La facciata è scandita da una scalinata centrale, portale principale incorniciato con lo stemma, sovrastato al centro da un finestrone rettangolare, e timpano triangolare.
La chiesa conserva un impaginato di stucchi barocchi, le superfici alternano spazi pieni e vuoti, volti a dare plasticità all'edificio: i tre altari principali sono decorati da statue di santi, decorati con timpani spezzati, a ricciolo, medaglioni, figure allegoriche, festoni, che sembrano ispirarsi ai canoni barocchi romani del Bernini e di Ercole Ferrara e Pietro da Cortona. Tra le novità usate ci sono la valva di conchiglia di San Giovanni a ricordo del suo ruolo di battezzatore di Cristo, la stella a 8 punte emblema dell'Ordine, riproposta di continuo sugli altri altari.
La presenza di stemmi nobiliari presso gli altari testimonia come la chiesa fosse particolarmente privilegiata in Abruzzo, frequentata dalle persone più facoltose, cui erano legate le stesse monache gerosolimitane.
Presso gli altari vi sono coppie di santi: Sant'Orsola/Santa Caterina, Santa Lucia/Santa Margherita da Cortona, San Biagio/San Liborio.
Si trovano anche affreschi, realizzati da Giambattista Gamba, attivo anche a Chieti, L'Aquila e Sulmona, qui realizzò le quattro tele che si trovano attualmente nel Museo civico diocesano: San Giovanni evangelista - San Carlo Borromeo, che stavano presso le due cappelle subito dopo l'accesso, nel vano centrale l'altare ospitava una tela del Samberlotti del 1617: San Giovanni in gloria, che affiancava la tela della Madonna assunta con San Francesco di Paola ai piedi: la tela fu voluta dalla priora Anna Lanuti, la Madonna in cielo, sorretta da angeli, porge il Bambino al santo paolotto, in secondo piano sulla tela è ritratto il Battesimo di Cristo, tutti elementi legati alla celebrazione di San Giovanni. L'altare sinistro è dedicato al Santissimo Crocifisso, con una lapide dell'indulgenza plenaria concessa da papa Benedetto XIV nei giorni della nascita e decollazione di San Giovanni
La chiesa subì un restauro nell'Ottocento, come testimonia l'iscrizione AMARIA RAPHAEL COSTANZO PRIORISSA A TEATE A.D. MDCCCXLIX. Fu realizzato un partito geometrico a triangoli rosa, bianchi e neri, collocati nel vestibolo allungato, poi un pavimento alla veneziana, con un granulato variopinto a scagliette di marmo e ciottoli di fiume, opera di Giovanni Pallarin, nel 1848. Nel 1866 il monastero fu sconsacrato, la chiesa rimase attiva, asino a rimanere sconsacrata anch'essa.
Il convento abbraccia gran parte della zona centrale di Penne, un'altura posta a metà tra la strada del corso Alessandrini, via Roma, vico Portello, appena sotto il Colle del Duomo. Ha impianto irregolare, e ospita al centro un chiostro porticato. Nel 1924 fu riadattato a Scuola di Arti e Mestieri, ma dopo la guerra rimase abbandonato. Attualmente è stato riqualificato, fa parte dell'Istituto artistico "Mario de' Fiori" di Penne, e conserva i principali paramenti liturgici provenienti dalla chiesa, nonché i vestiti di una mostra museale dedicato alla Confraternita del Monte di Pietà dei Morti, che ha sede nella vicinissima chiesa dell'Annunziata, che si occupa da almeno 300 anni dell'organizzazione della processione del Venerdì santo.

### Chiesa di San Giovanni Evangelista ed Apostolo, ed ex monastero

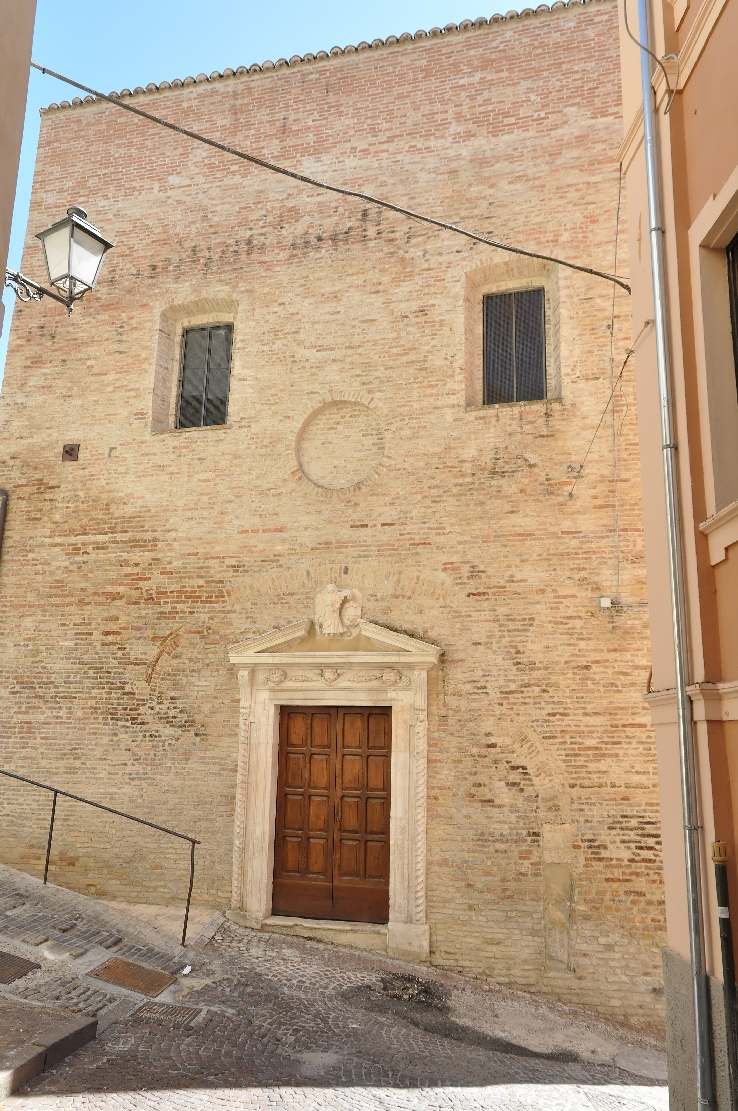
Prospetto della chiesa di San Giovanni Evangelista

L'esistenza di questo monastero, che si trova nella parte alta settentrionale di Penne (Rione di Mezzo) tra il Colle Santa Chiara e il corso dei Vestini, è documentata sin dal 1324, successivamente il monastero fu rifatto nel 1715 da Giambattista Gianni. Sconsacrato con le leggi piemontesi, nel 1935 ospitò sino ad oggi l'istituto tecnico "Guglielmo Marconi", ospitato in seconda sede anche in una parte del Palazzo Aliprandi De Sterlich, sul corso Martiri Pennesi.
La chiesa oggi è sconsacrata, adibita ad auditorium comunale, ma conserva perfettamente lo stile barocco, ha impianto longitudinale rivolto ad ovest, con un grande monastero che si snoda in più palazzi lungo il corso dei Vestini e parte del corso Martiri Pennesi, scendendo verso piazza XX Settembre. La facciata della chiesa conserva lo stile tardo romanico del XIII secolo, a coronamento orizzontale e quadrata, con un oculo centrale tamponato e un portale ogivale, rifatto però nel 1604 con un timpano che conserva la nicchia con la statua dell'Evangelista, risalente alla chiesa medievale. Il portale laterale della chiesa è medievale, anche se presenta caratteri rinascimentali, rifatto nel 1594.

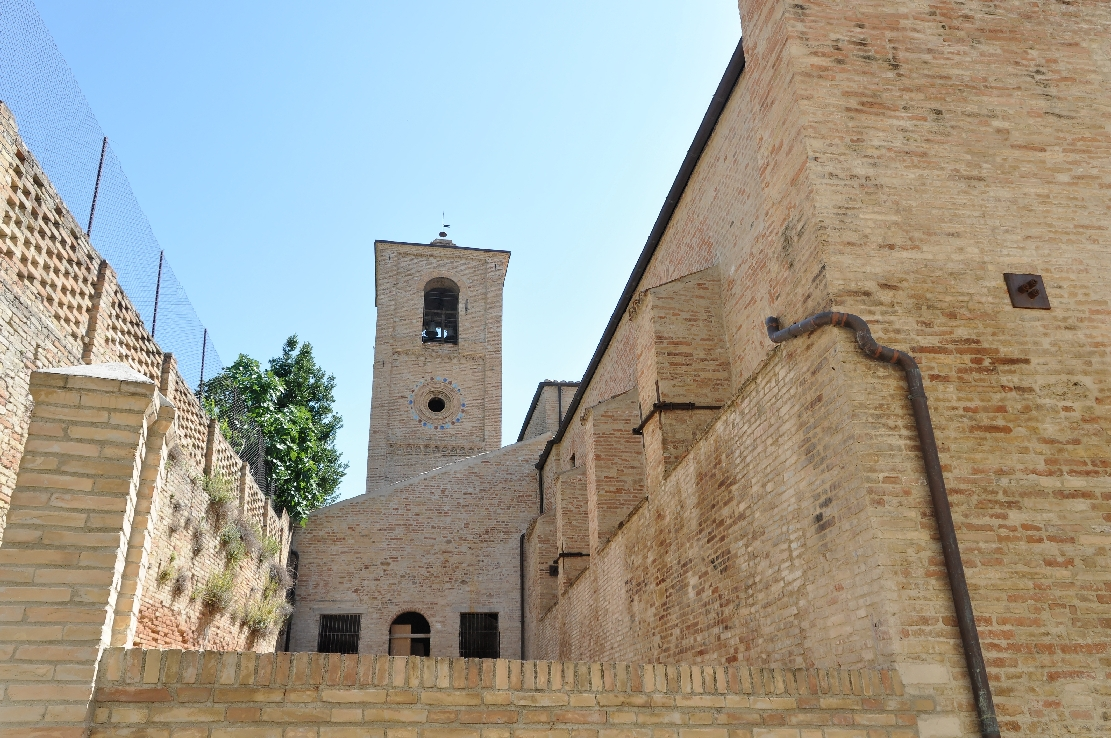
Il campanile

La chiesa originaria fu rifatta nel XIV secolo da Antonio di Lodi o dalla sua scuola, di medievale rimangono la torre campanaria, decorata con i classici cammei presenti anche nelle torri di Teramo, Atri, Città Sant'Angelo, e poi l'abside semicircolare. L'interno a navata unica con volta a botte lunettata, presenta la decorazione di cappelle laterali in fastosi tabernacoli a stucchi movimentati, tipici del Gianni; ciascun lato ha tre cappelle a nicchia, intervallate da pilastri a capitello corinzio, che sorreggono una trabeazione aggettante con dei cartigli situati presso ciascuna nicchia, che ha la decorazione a tabernacolo, con colonne laterali, elemento geometrico ad arco a tutto sesto, e decorazione a timpano spezzato con angeli e putti.
Dato che la chiesa è sconsacrata, le statue e le tele sono state traslate nel Museo civico diocesano.

### Oratorio di Sant'Antonio di Padova del Palazzo Aliprandi
Si trova sul corso dei Vestini, all'altezza quasi di piazza XX Settembre, ed è annessa al Palazzo Aliprandi de Sterlich, una costruzione civile monumentale a pianta quadrangolare irregolare, che ha uno dei vertici all'incrocio del corso con il Corso Martiri Pennesi. La cappella palatina degli Aliprandi, alla stessa maniera dei de Nardis dell'Aquila, devoti a Sant'Antonio, fu realizzata per la loro devozione a una tela del santo, progettata dall'architetto seguace del Gianni: Carlo Piazzola, che insieme a Girolamo Rizza restaurò varie chiese dell'Abruzzo Citeriore, tra Chieti e Lanciano.

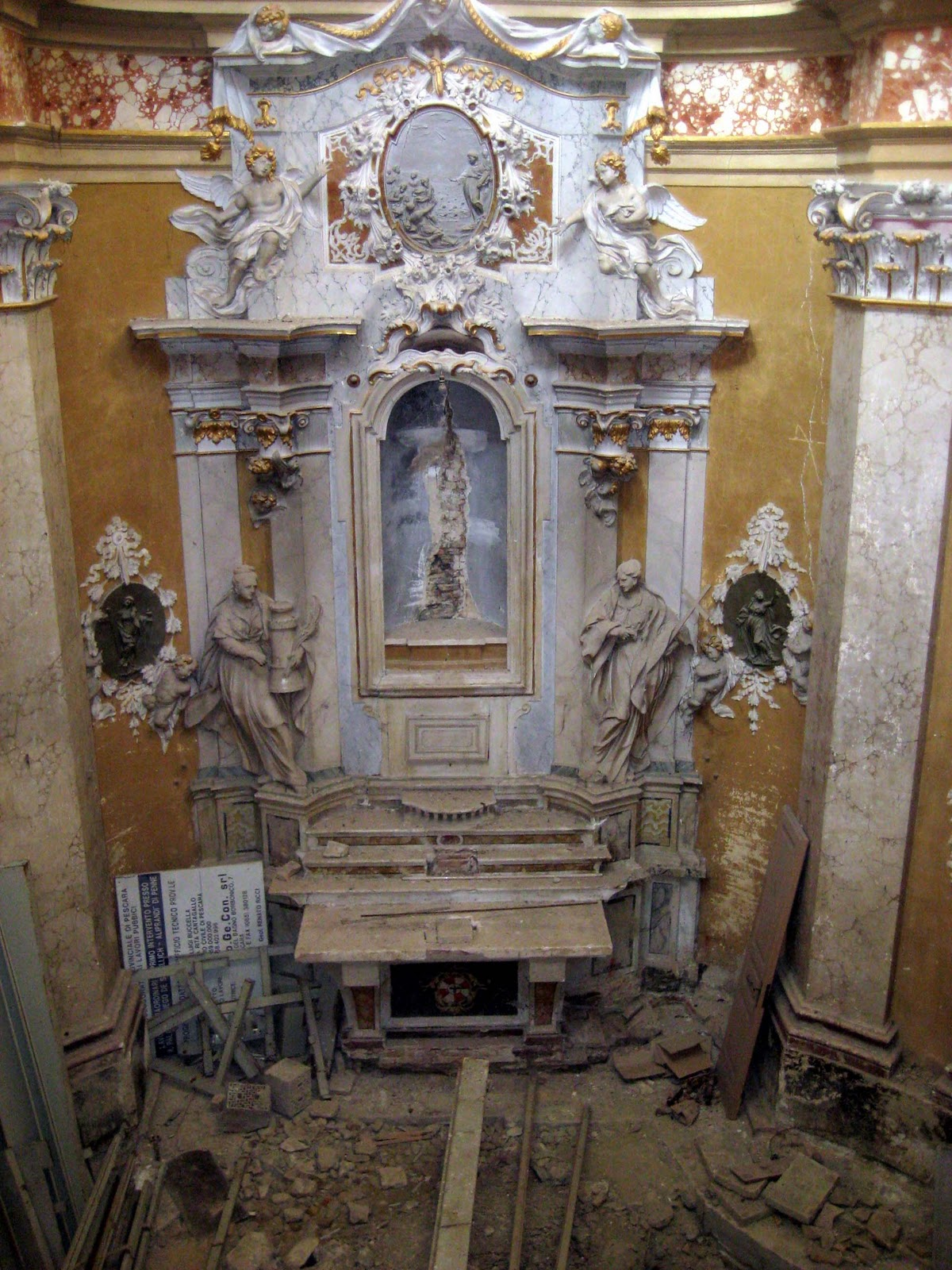
Interno della cappella di Sant'Antonio, prima del restauro

Completata nella metà del Settecento, la chiesa ha pianta circolare, consistente quasi in tutta la circonferenza della grande cupola centrale, eccettuata la facciata piana rivolta sul corso. All'interno, accessibile dal piano del palazzo, poiché era privata, si conserva il monumentale altare in marmo policromo dei maestri pescolani. Il portale della plebe, sul corso, è a timpano spezzato. Attualmente è sconsacrata, l'ultima messa fu celebrata negli anni '80, e dopo il terremoto del 2009 ha visto un totale abbandono, sino al progetto di recupero.

### Ex chiesa di San Comizio
Si trova nel rione occidentale di Penne, presso il piazzale omonimo, alla fine di via Pultone. Risale al XIV secolo, presenta un semplice prospetto laterale, leggermente avanzato rispetto al campanile a vela a tre fornici, che spicca per la sua vetustà. Accanto alla chiesa ci sono il palazzo Gioioso Cardone, e a destra la casa De Fabritiis. Ai tempi dell'avvocato di Chieti Niccolò Toppi, la chiesa era ancora la parrocchiale del rione, fu dedicata a San Comizio, uno dei santi molto venerato a Penne insieme a San Donato d'Arezzo, San Luciano, San Venanzio e San Massimo di Aveia.
In una relazione vescovile del 1593, conservata presso l'Archivio Vaticano, la chiesa di San Comizio era una delle cinque parrocchie della città, come detto dal vescovo Orazio Montani, insieme a San Nicola, San Massimo (ossia Santa Marina, presso Roccafinadamo), San Giovanni Evangelista e San Panfilo. Lo stesso è confermato dall'Antinori, e dal catasto De Mattheis del 1757, la chiesa era proprietaria dei terreni di Sant'Amico, Trifonti, Valleria, e il barone Ciro Scorpione le pagava 8 carlini annui per un terreno in affitto a Porta da Capo. Nella relazione del Toppi, la chiesa era piena di reliquie, vi si celebrava la messa il 1º maggio, e nel XVIII secolo era sotto la gestione della Compagnia di San Carlo, dell'Ordine degli oblati di Sant'Ambrogio.
Presso l'altare maggiore conservava una grande tela di Giambattista Gamba ritraente San Carlo Borromeo in preghiera, oggi conservata nel museo diocesano. Vi si veneravano l'immagine di Santa Maria di Costantinopoli, conservato poi a L'Aquila nel Museo Nazionale d'Abruzzo, la leggenda vuole che l'icona fosse approdata nel lido di Silvi da una barca proveniente da Oriente, ritenuta miracolosa da subito. Il dipinto risalirebbe al XIII secolo, ancora risente dei caratteri bizantineggianti, sicché Giovanni De Caesaris pensa che in origine il dipinto fosse situato nella scomparsa chiesa di San Simone fuori Porta della Ringa, e che in seguito venisse portato a San Comizio. Secondo la critica moderna il dipinto sarebbe stato eseguito da Luca di Atri o il "Maestro di Offida". Nel 1916 il dipinto fu restaurato a Roma.
Nel 1875 fu costruito il muraglione presso la fine della ripa del centro storico, a causa di un incidente accaduto a una ragazza, che si ruppe un braccio, sempre in quest'anno iniziarono i problemi di staticità della chiesa, che necessitava di restauri, nel 1906 ci fu un contenzioso tra il Comune e la confraternita della chiesa, sicché i lavori di riparazione del tetto ci furono nel 1939. La chiesa negli anni '60 fu sconsacrata, la navata fu modificata come oratorio per ospitare le attività ricreative della parrocchia della Santissima Annunziata sul corso Alessandrini. La chiesa era a navata unica con abside semicircolare, nicchie presso gli altari laterali e soffitto piano. Il pavimento è del 1907, aveva piastrelle cementizie chiare e scure disposte su fasce oblique. Oltre l'arco trionfale si trova il catino absidale, con il medaglione a stucco, con la scritta VIVIT IN ME CHRISTUS.

### Chiesa di San Panfilo o santuario della Madonna della Libera
Si trova sul Colle Sacro, in piazza San Panfilo. La facciata presenta uno schema barocco, su impostazione romana, in laterizio a vista con fori pontai, fu realizzata dagli architetti Francia e Castiglione, il campanile a vela si innalza sulla parte destra, in corrispondenza della parete di fondo della casa canonica. La chiesa è documentata sin dal 1260, dedicata a San Panfilo, vescovo e santo patrono di Sulmona, poi fu rifatta tra il 1752 e il 1804 con nuova dedicazione alla Madonna della Libera, ricostruzione di Pietropaolo Francia.
L'interno è a croce greca allungata, con un'aula unica che è preceduta da un vestibolo, come la chiesa di San Giovanni Battista, il vestibolo fu costruito per ospitare la cantoria e l'organo. Lo spazio centrale ha una cupola e due cappelle laterali, con la campata finale sopraelevata. Le pareti hanno la scansione in lesene con capitelli di ordine composito, rossi e dorati, seguite in alto da trabeazione continua. Gli altari laterali erano più grandi, oggi sono poco più che nicchie, perché demoliti negli anni '70, per lasciare spazio sulle strade di vis San Panfilo e della casa canonica, si conservano solo le pale.

### Chiesa di San Ciro e convento della Sacra Famiglia
Posto tra piazza Santa Croce e l'inizio del corso dei Vestini, nella parte alta del Colle Santa Chiara. Il monastero fu eretto nel XVI secolo quando la duchessa Margherita d'Austria cedette un'ala del suo palazzo del Governo, già di proprietà degli Scorpione, ai monaci della Sacra Famiglia. Come le altre chiese pennesi, presenta un esterno semplice in laterizio, decorato dagli elementi tipici del barocco romano, e l'interno a navata unica finemente decorato dagli intonaci e gli stucchi.

### Chiesa della Santa Croce, sede dei Padri Passionisti

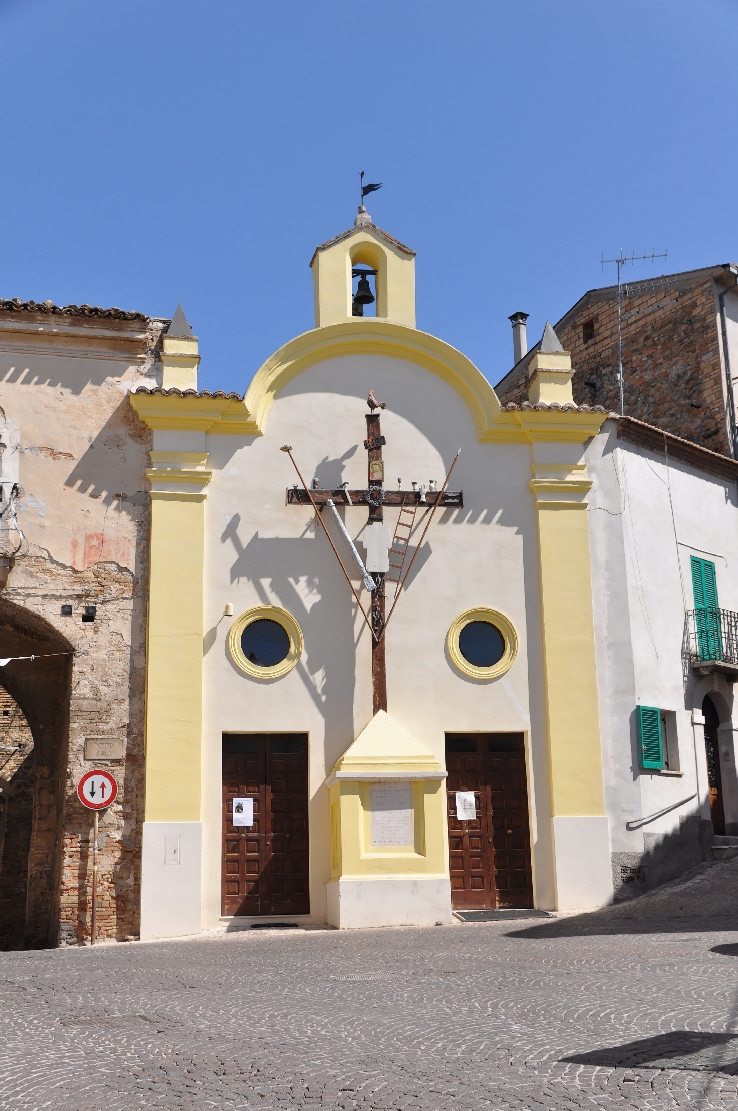
Chiesa di Santa Croce

Si trova presso Porta da Capo o da Teramo, nella piazzetta Santa Croce, sul Colle Castello, o di Santa Chiara. In origine era dedicata a Sant'Erasmo (1324), fu restaurata poi nel XIX secolo, quando andò in gestione ai Padri Passionisti, suffragati alla confraternita del Monte di Pietà della Santissima Annunziata in Penne. Vi collocarono presso la semplice facciata neoclassica la croce della Passione, simbolo del loro Ordine. La facciata presenta una leggera rifinitura in intonaco, con lesene angolari sormontate da trabeazione curvilinea, con due porte di ingresso laterali, sovrastate da piccole finestre ad oculo. In sommità al centro sorge il campanile, a vela.
L'interno è a navata unica, a pianta rettangolare, con soffitto a capriate, rifacimento degli anni '50 sopra la volta a botte. Si conserva l'altare maggiore settecentesco in legno con la rappresentazione della Deposizione dalla Croce.

### Chiesa della Santissima Annunziata e Confraternita del Sacro Monte di Morti

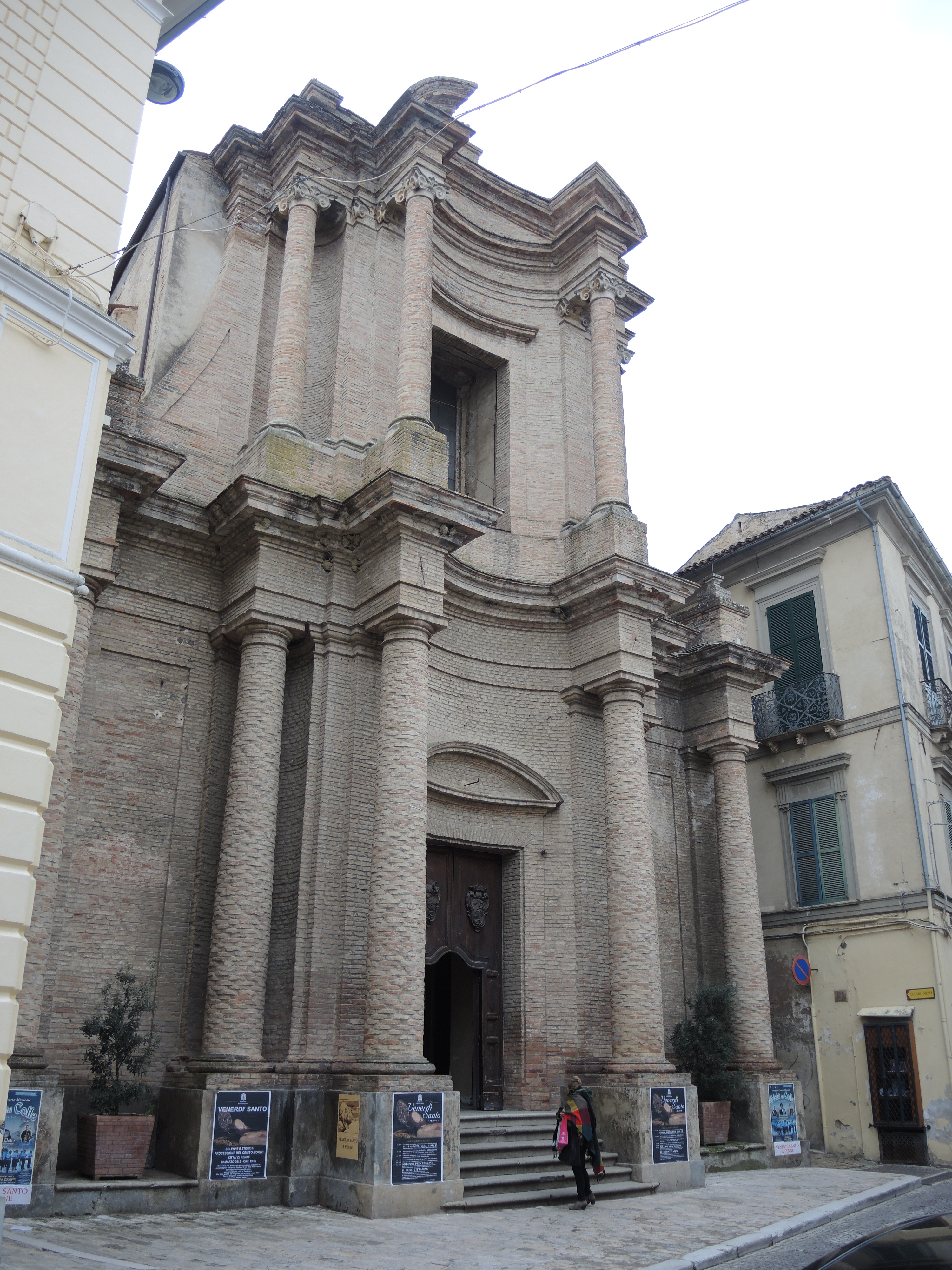
Prospetto da sud
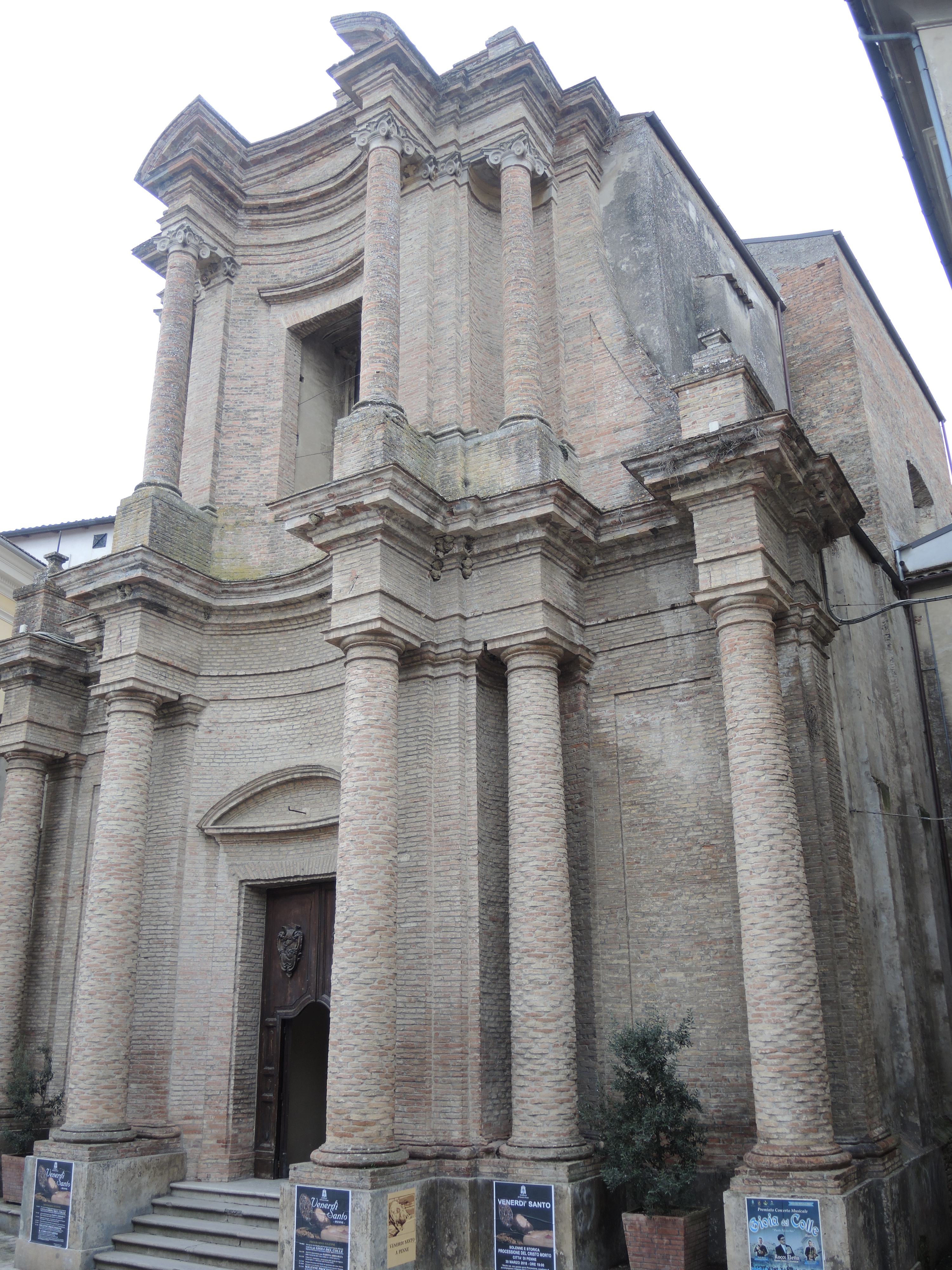
Prospetto da Piazza Luca da Penne
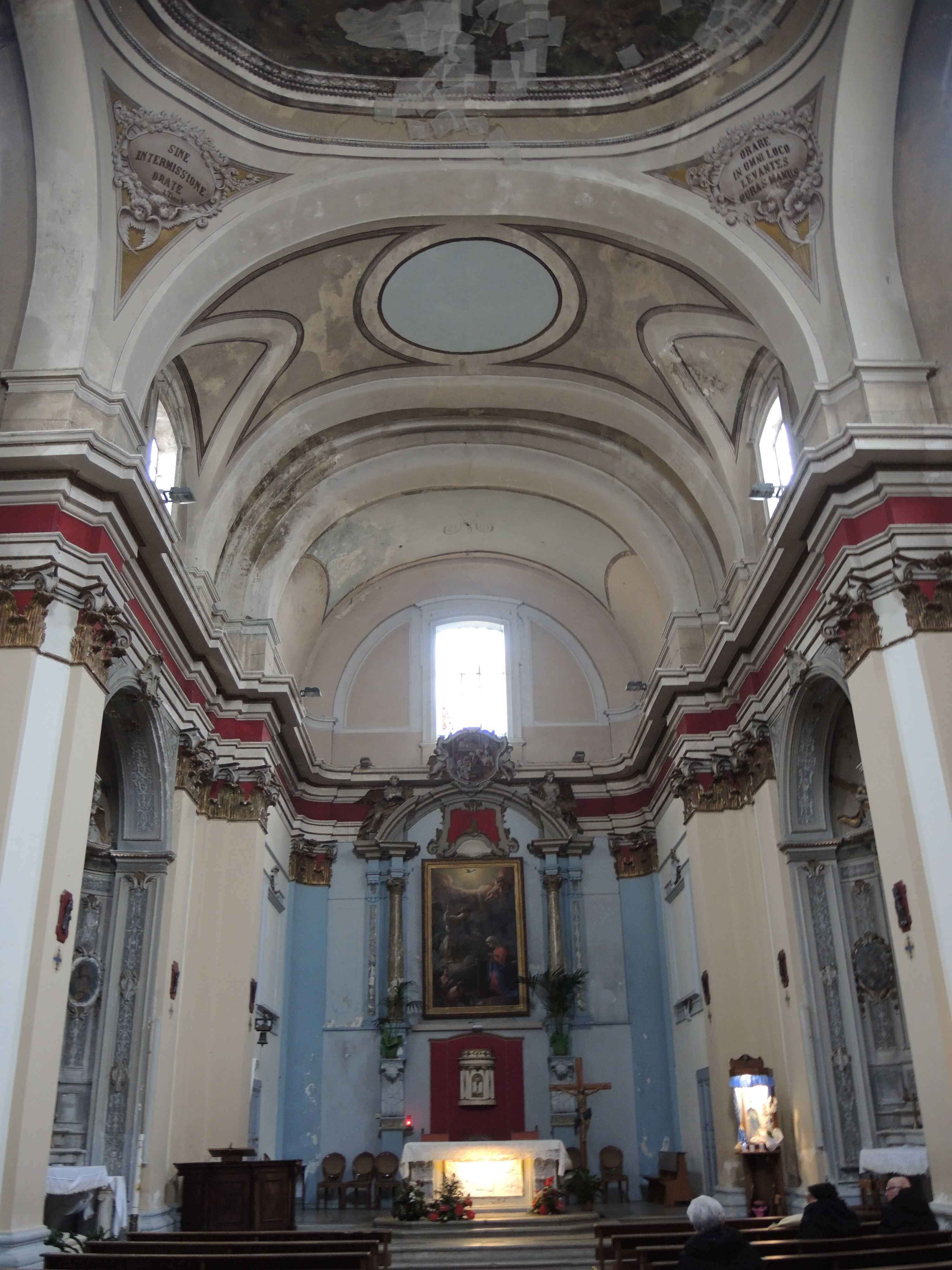
Interno
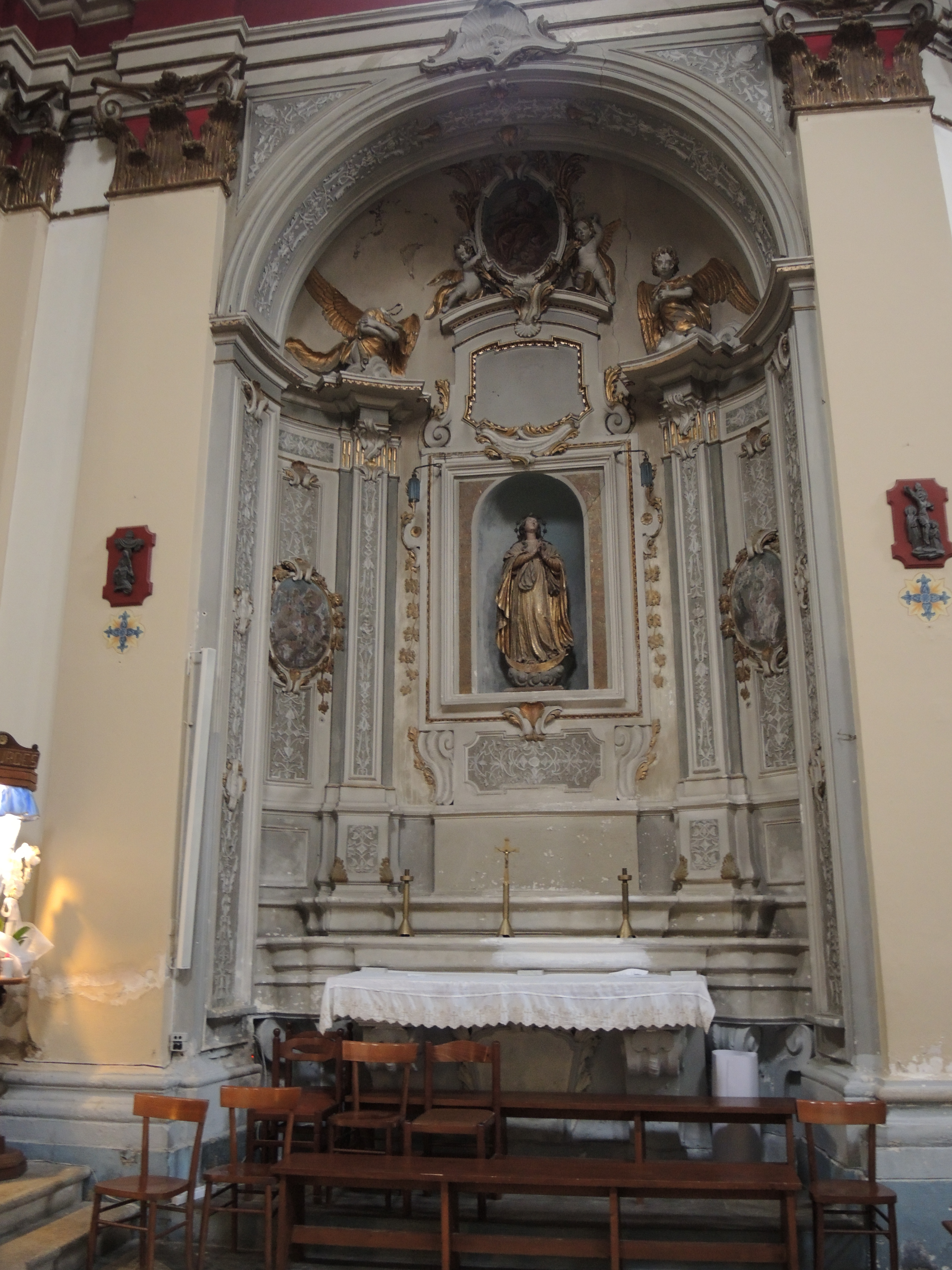
Altare di Santa Caterina
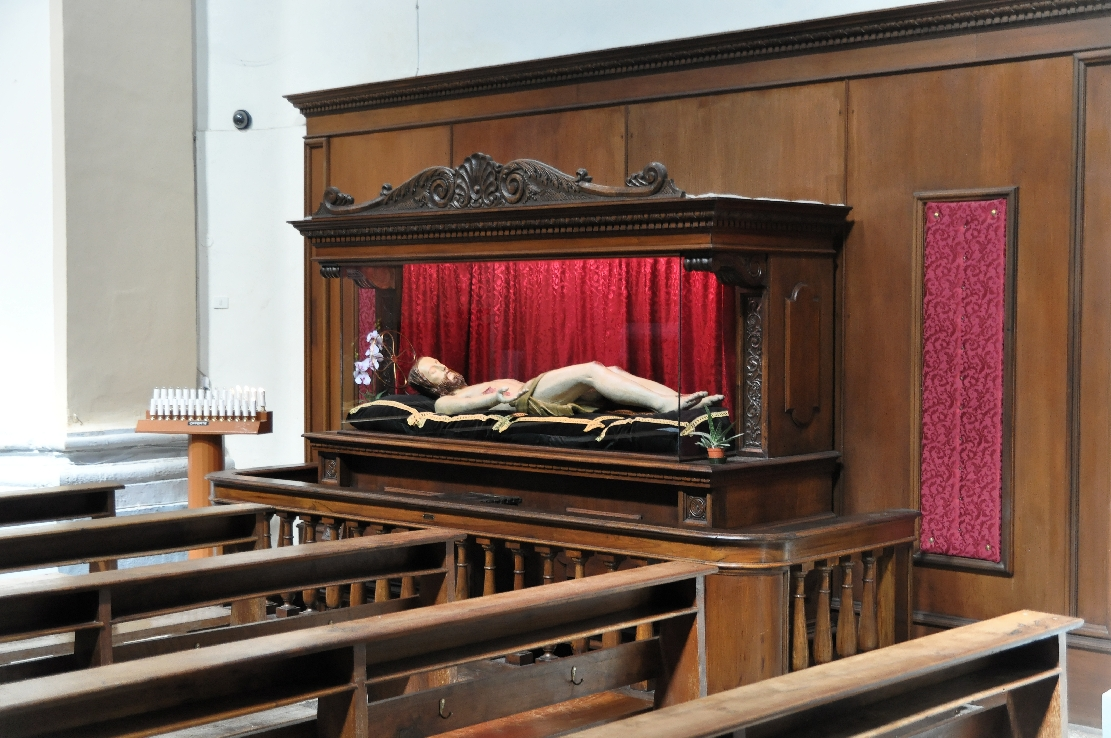
Teca del Cristo morto

La chiesa si trova tra la fine del corso Emilio Alessandrini (già dei Vestini) e la Piazza Luca da Penne, esisteva già nel XIII secolo, dedicata alla Madonna di Costantinopoli, successivamente nel XVIII secolo venne ricostruita daccapo, completata nel 1733. La chiesa è importante perché ospita la sede della Confraternita del Sacro Monte dei Morti, o Monte di Pietà, che si occupava di opere caritatevoli verso gli indigenti, della sepoltura dei defunti, e soprattutto dell'organizzazione della processione del Venerdì santo.
La confraternita era gestita da 6 nobili famiglie pennesi, tra cui i Castiglione, nel catasto del 1754 la chiesa era possidente di casali presso le contrade di Marzengo, Carpineto, Porta Caldara. Nel Catasto del 1757 i possedimenti erano raddoppiati. Come detto, nel 1733 la chiesa fu ricostruita daccapo secondo i dettami dell'architettura barocca romana. La chiesa precedente versava in degrado, era divenuta troppo piccola per ospitare il clero, e conservava numerose reliquie, tra le quali quelle di San Vito e San Francesco da Paola.

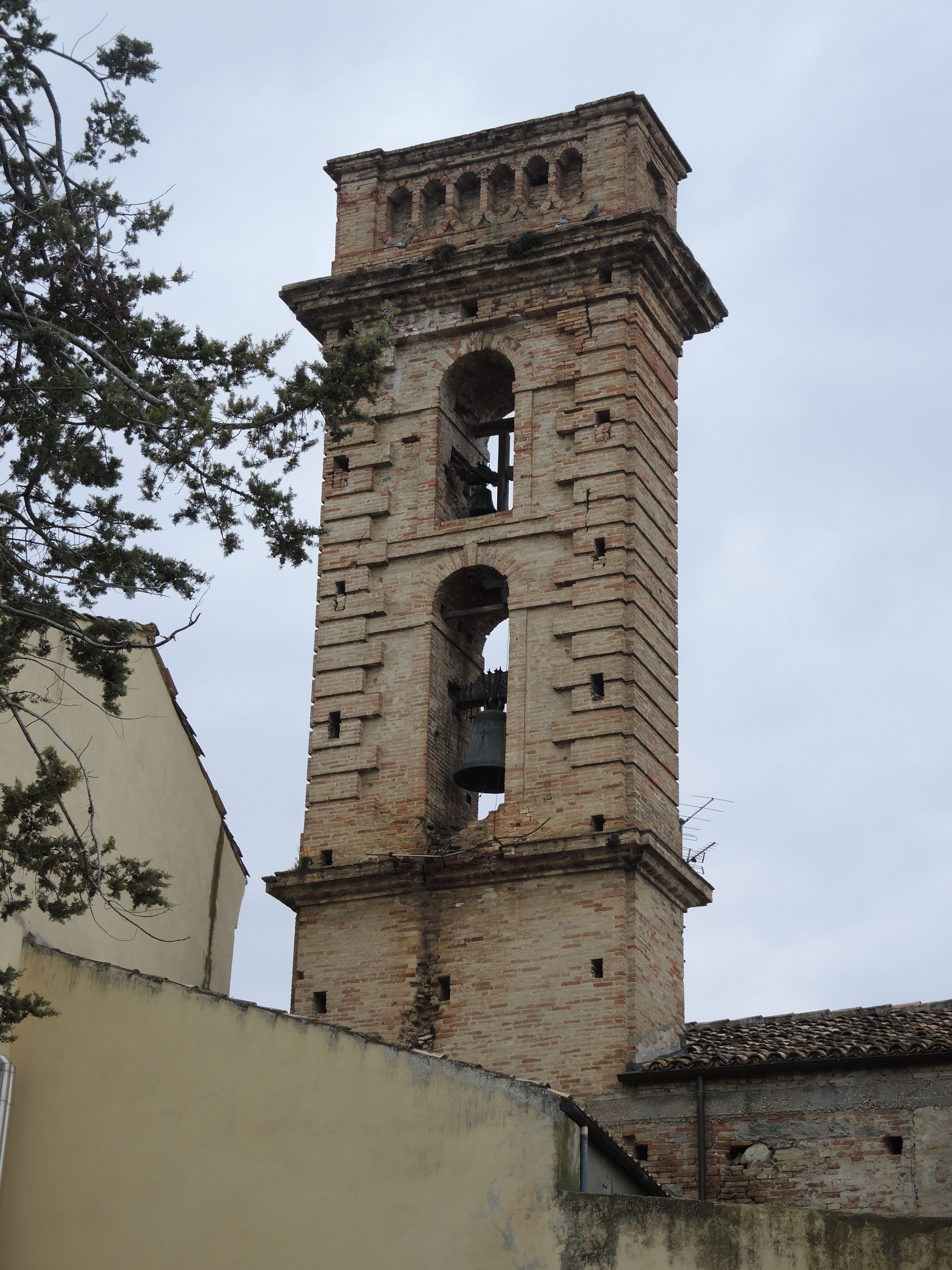
Il campanile dell'Annunziata

Il barone Nicolantonio Castiglione si occupò di raccogliere i fondi per la ricostruzione della chiesa, insieme alla famiglia Toro, che aveva fatto erigere all'interno la cappella di San Francesco di Paola, il primo a sinistra, poi vi era l'altare della famiglia Giardini, il secondo altare da sinistra, ornato con la pala di Francesco Salvatori della "Madonna col Bambino tra angeli e santi e anime del Purgatorio". Fu fatto realizzare sulla destra 'altare di Sant'Omobono, protettore dei sarti, e infine l'altare della Corporazione dei Fabbri, dedicato a Sant'Eligio, l'attuale altare del Sacro Cuore di Gesù
Il progetto di rifacimento con la facciata fortemente concava, fu voluto da Carlo Piazzola e Girolamo Rizza, allievi di Giovan Battista Gianni, eseguito poi da Carlo Cremonini. La chiesa storica, descritta da Niccolò Toppi, lasciò posto a una struttura a pianta longitudinale a navata unica con altari laterali e una pseudocupola sul presbiterio. La chiesa doveva essere più elevata, ma le monache dell'Ordine di Malta, confinanti, si ribellarono non volendo che la chiesa soppiantasse il loro prestigio.
Gli stucchi interni furono realizzati da Michele Clerici, attivo a che a Chieti presso la chiesa di Sant'Agostino: il medaglione con il dipinto della Natività della Vergine Maria, sostenuto da due putti, che conclude la composizione della parete absidale, è riconducibile ai medaglioni degli altari laterali della chiesa di San Francesco d'Assisi a Loreto Aprutino (PE), sempre opera di Girolamo Rizza, l'altare maggiore della Santissima Annunziata voluto dai Trasmondi fu realizzato in muratura laterizia e rifinita a stucco con la tecnica del finto marmo, e fu demolito nel 1963, per il rifacimento del nuovo altare secondo i dettami del Concilio Vaticano II. I resti sono la mensa e gli angeli a decorazione della parete absidale.
L'altare era privilegiato di un Beneficio, fondato nel 1755 da Nicolantonio Castiglione, priore del Sacro Monte dei Morti: una rendita in denaro ottenuta dalla vendita del grano raccolto dalle questue e dal diritto di far celebrare funzioni religiose durante le festività dell'Annunziata e delle Anime del Purgatorio. Questo privilegio esisteva già dal 1732, ma amministrato nella Cattedrale.
Nel 1780 ci furono lavori di restauro del tetto, nel 1801 si provvedette a terminare la facciata concava, con progetto di Francesco De Sio di Napoli, che dovette ispirarsi alle facciate di Santa Maria in Campitelli o San Marcello al Corso presso Roma, opere di Giovanni Antonio Fontana e Carlo Rainaldi; tale facciata rappresenta un caso unico nel panorama abruzzese dell'architettura ecclesiastica barocca. La parete curva ha slancio verticale, innervata di gruppi di pilastri e colonne, che ne sostituiscono le linee di tensione: il campanile a torre, ma schiacciato a vela, è opera di Federico Dottorelli, realizzato nel 1826, finanziato dal priore Bernardo Castiglione, il campanile è ben visibile percorrendo il corso Alessandrini, anche da piazza Luca da Penne.
La chiesa possedeva i simboli della Confraternita di Pietà, i due teschi con ossa incrociate sulle ante del portone, poi coperti nell'Ottocento da due medaglioni di legno raffiguranti l'Annunciazione e le Anime del Purgatorio; una croce raggiata innalzata sul trimonzio decora il paliotto d'altare di Sant'Omobono e quello dell'altare del Sacro Cuore. Presso la destra si trova il monumentale sepolcro in teca con la statua del Cristo morto, e su un altro altare la statua della Madonna Addolorata, che viene portata in processione il Venerdì santo. La chiesa attualmente necessita di restauri per la ripulitura della volta a botte centrale, ammalorata dalle infiltrazioni di acqua.

### Chiesa di San Nicola di Bari alla Porta

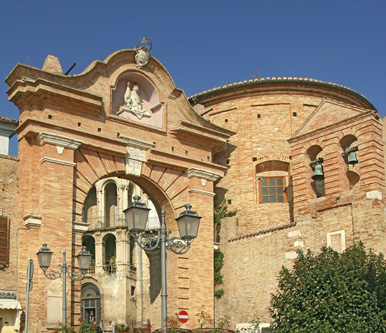
Porta San Francesco e chiesa di San Nicola

Si trova all'ingresso di Porta San Francesco, visibile già da fuori dalle mura, costituisce una quinta scenica del monumentale ingresso a Penne, insieme alla porta e alla torre normanna sulla sinistra. La chiesa antica era del XIII secolo, nel 1822 era in cattivo stato, sicché il vescovo Monsignor Ricciardone nel 1844 la fece abbattere e ricostruire daccapo, su progetto di Federico Dottorelli. La chiesa ha impianto cilindrico, scandito nella facciata, visibile passata la porta San Francesco, da lesene ioniche, il portale è ad edicola con timpano triangolare, il campanile a vela si trova presso la porta monumentale delle mura.
Lo spazio interno è introdotto dal vestibolo ad edicoletta, è a circolare, le pareti sono decorate da motivi a paraste ioniche binate, con delle piccole nicchie disposte in ordine regolare per ospitare gli altarini, nella parte alta del fascione della cornice marcapiano, si trova l'ordine di finestre. Una finestra con la griglia conduce verso la stanza del palazzo Rosa Carassai, una posizione di privilegio per la famiglia che poteva seguire la cerimonia religiosa senza doversi mescolare tra la plebe.

### Chiesa di Santa Chiara e monastero delle Clarisse

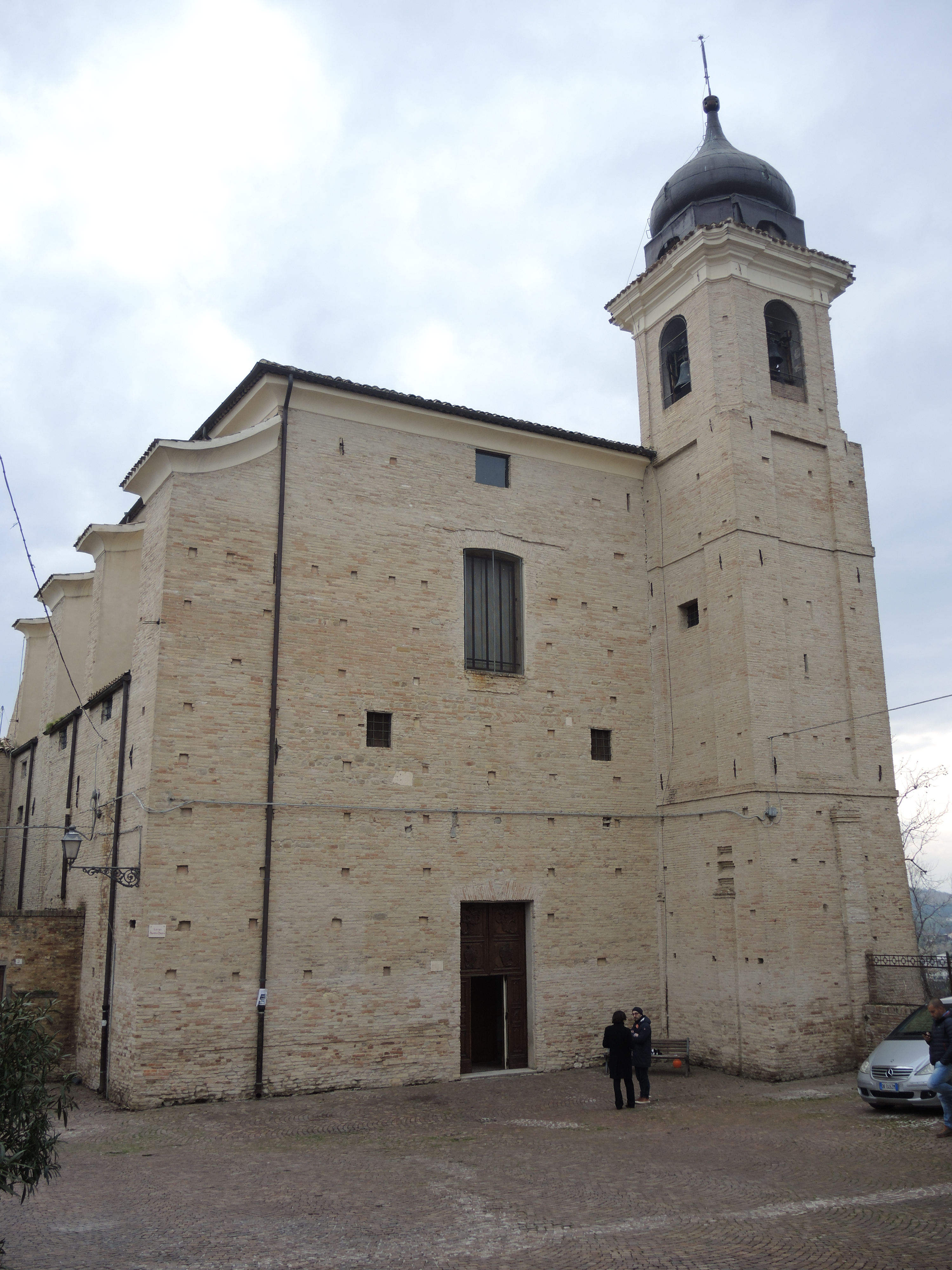
Prospetto
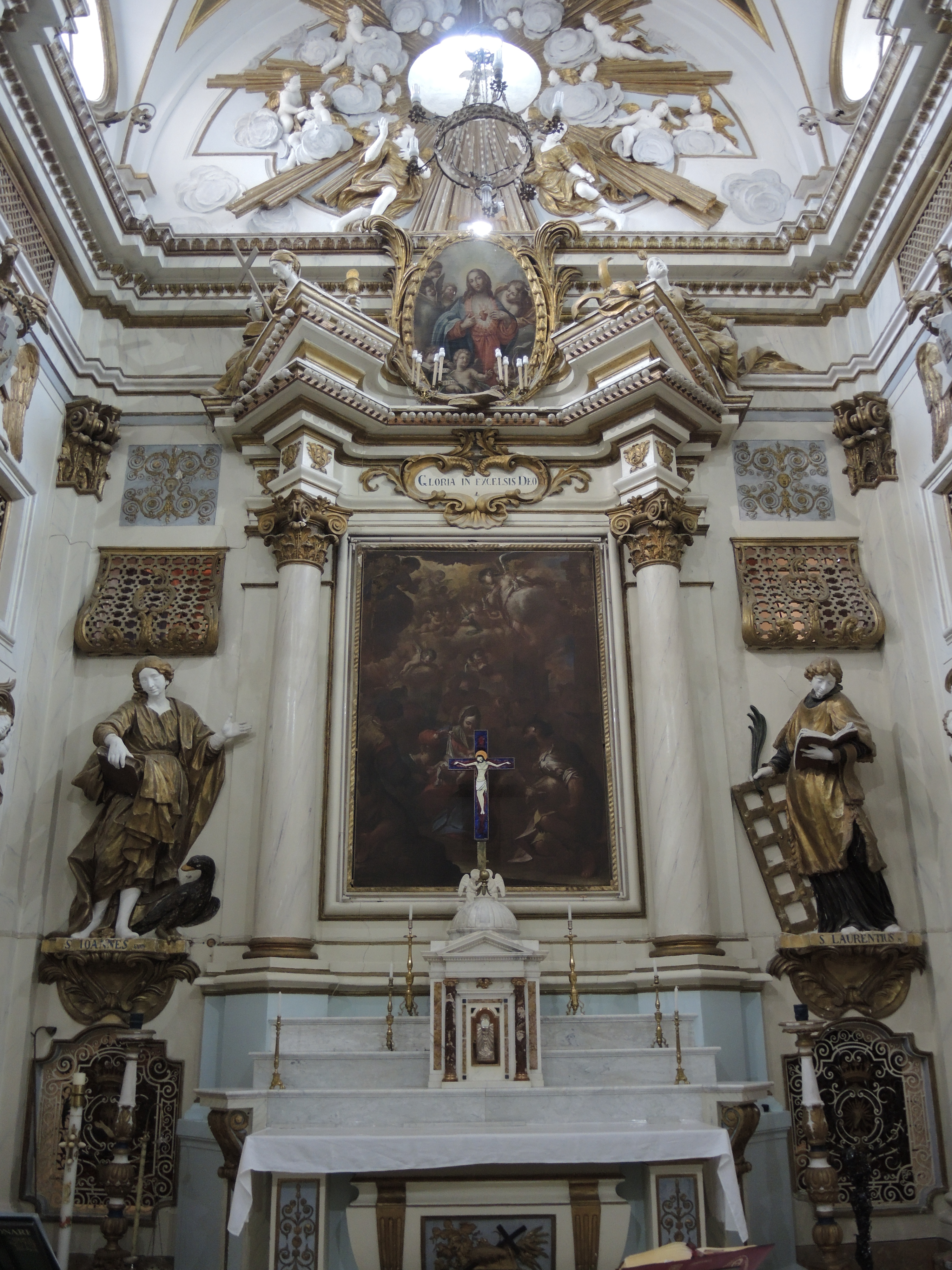
Interno, altare maggiore
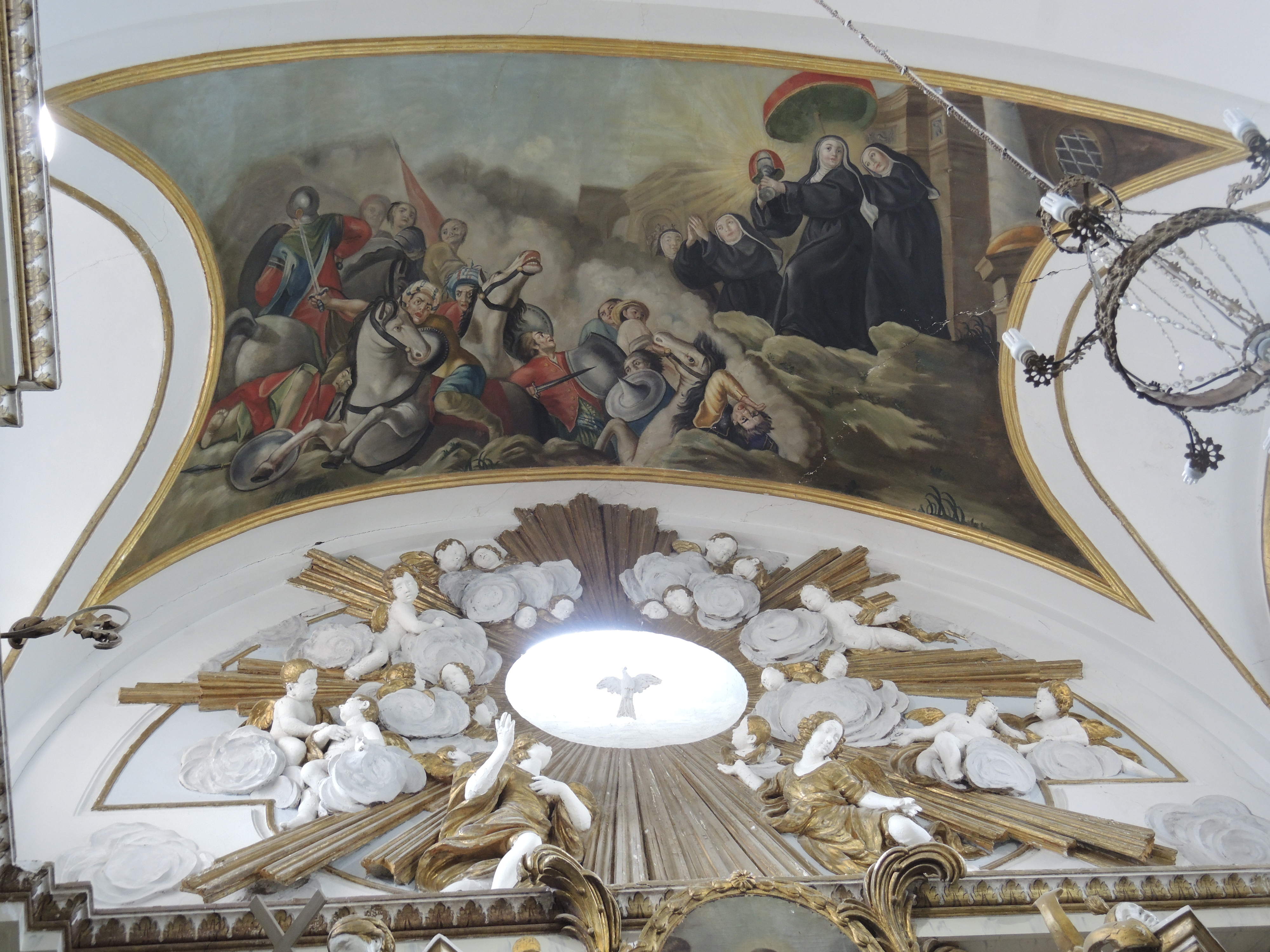
Affresco superiore l'altare maggiore, il miracolo di Santa Chiara
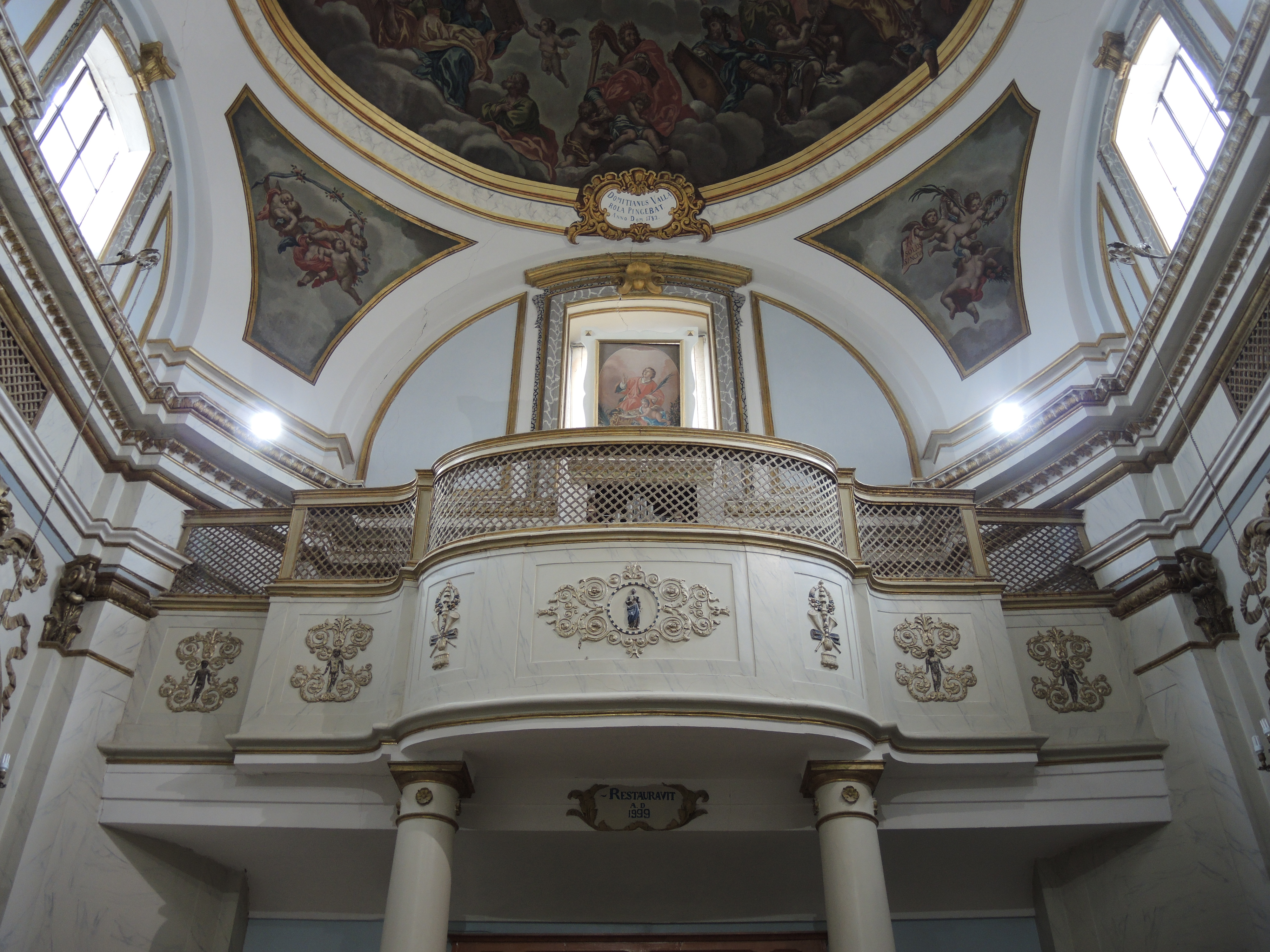
Controfacciata
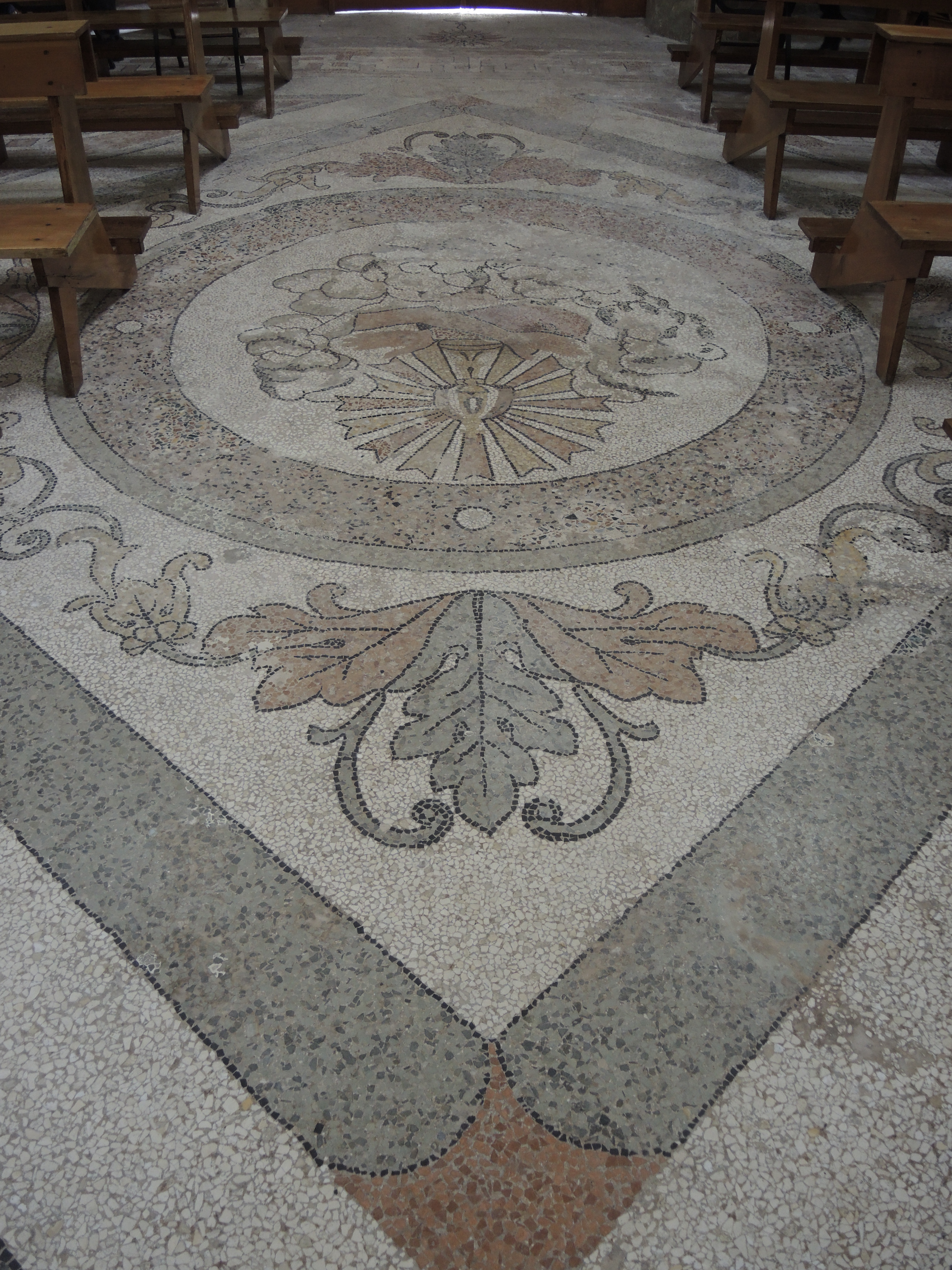
Pavimento mosaicato
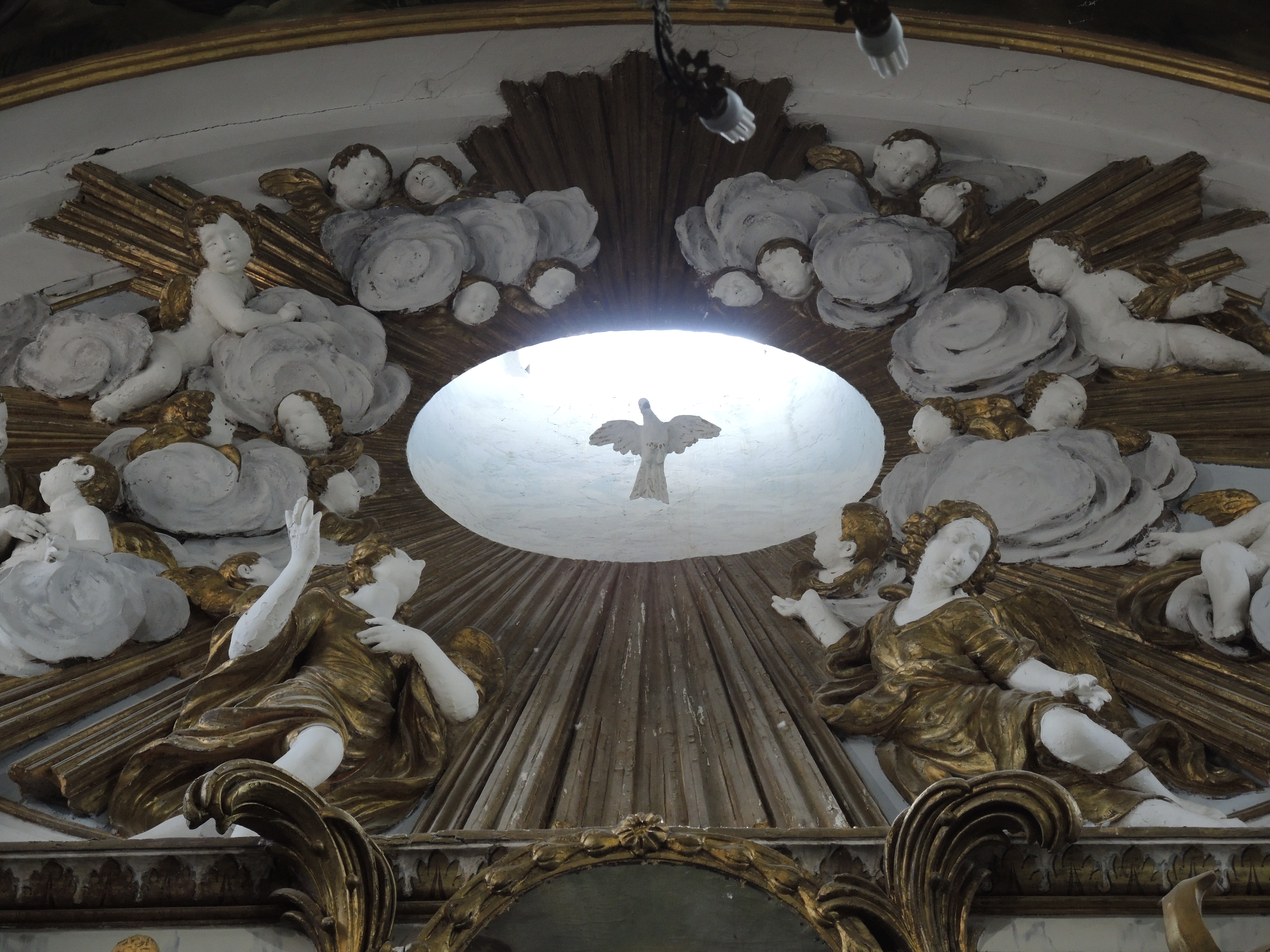
Composizione sopra l'altare maggiore, lo Spirito Santo
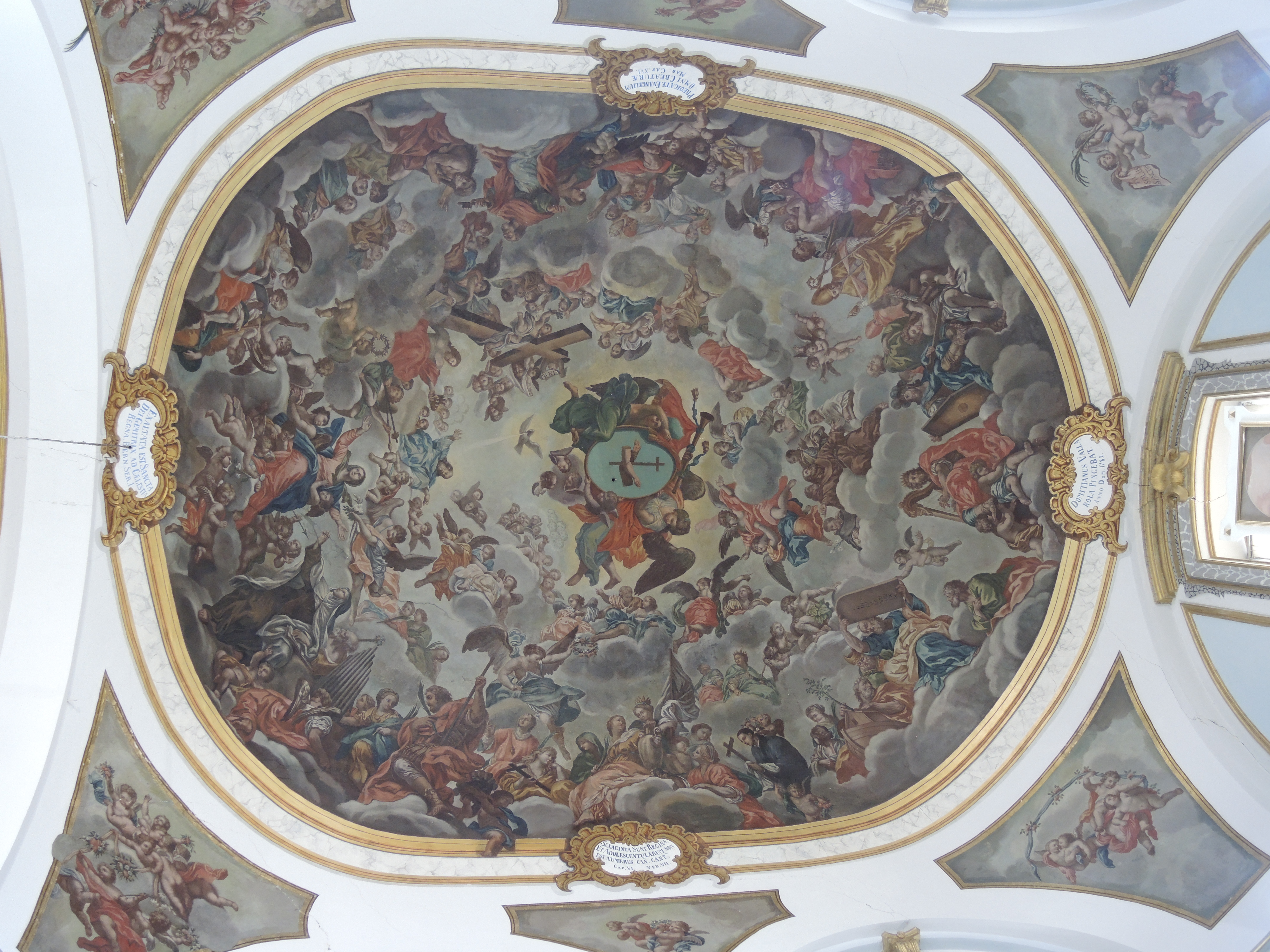
Affresco della calotta cupolare, il Paradiso con al centro lo stemma delle Clarisse
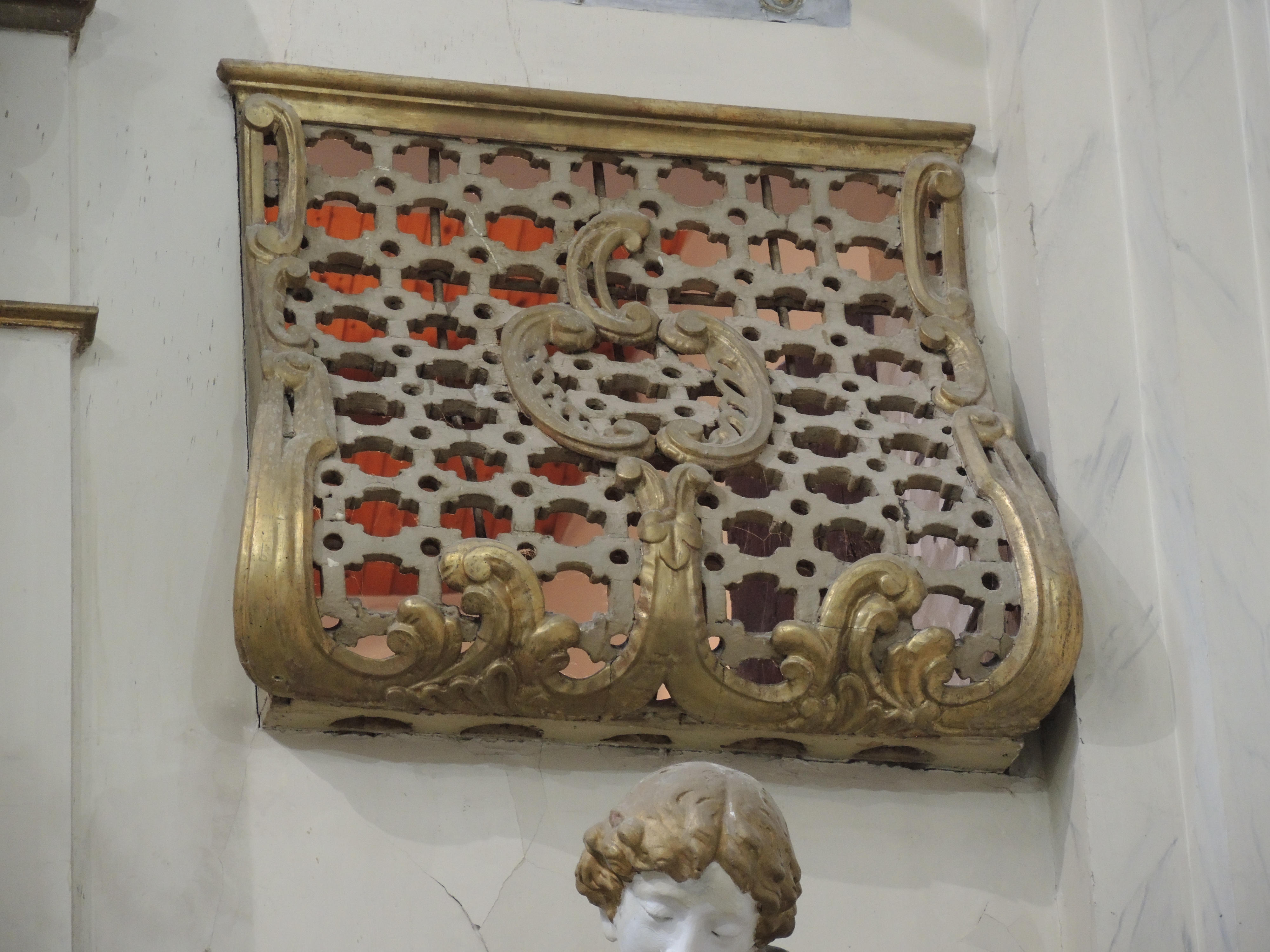
Grata delle monache di clausura
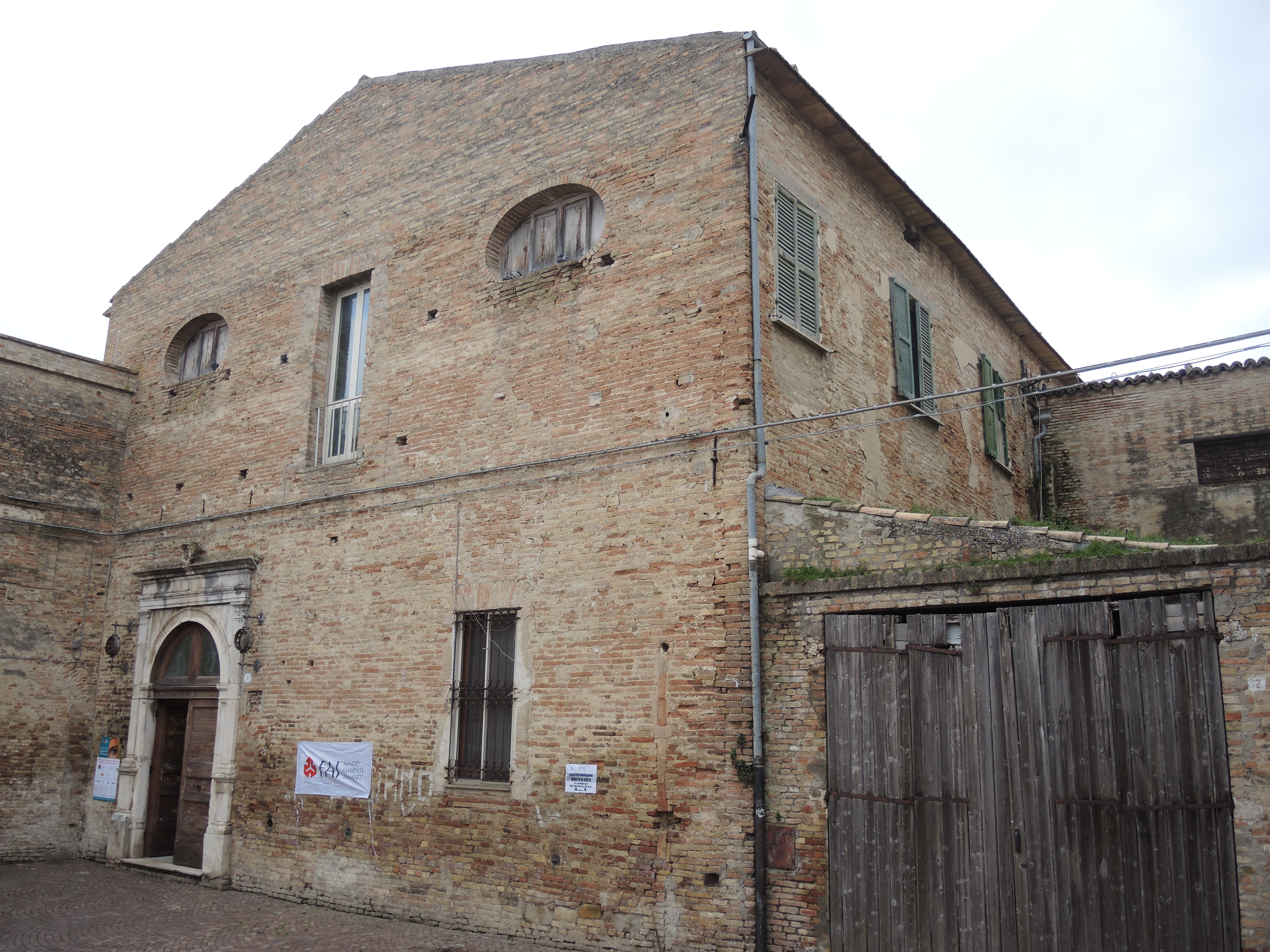
Ex convento e portale laterale
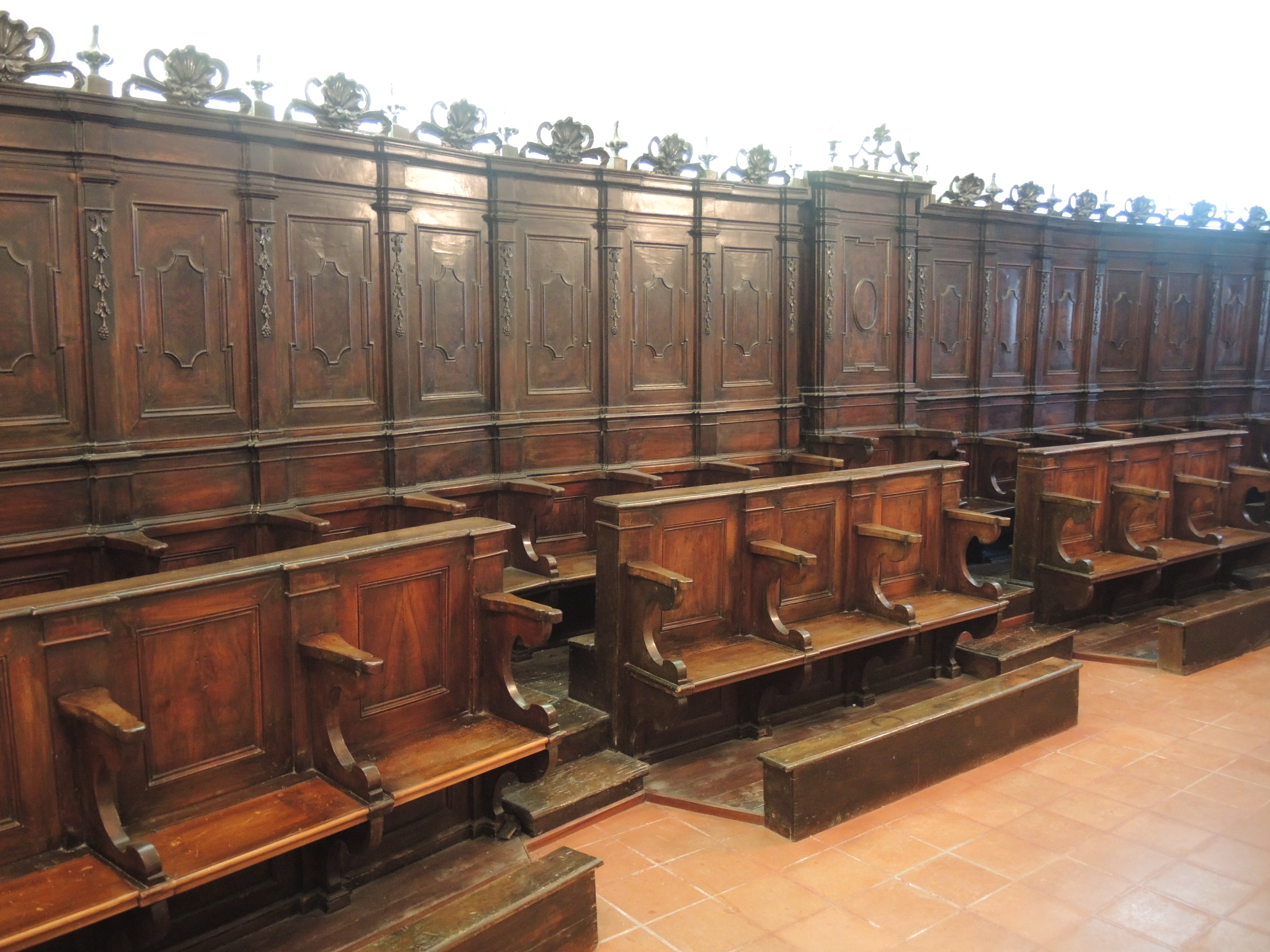
Coro ligneo
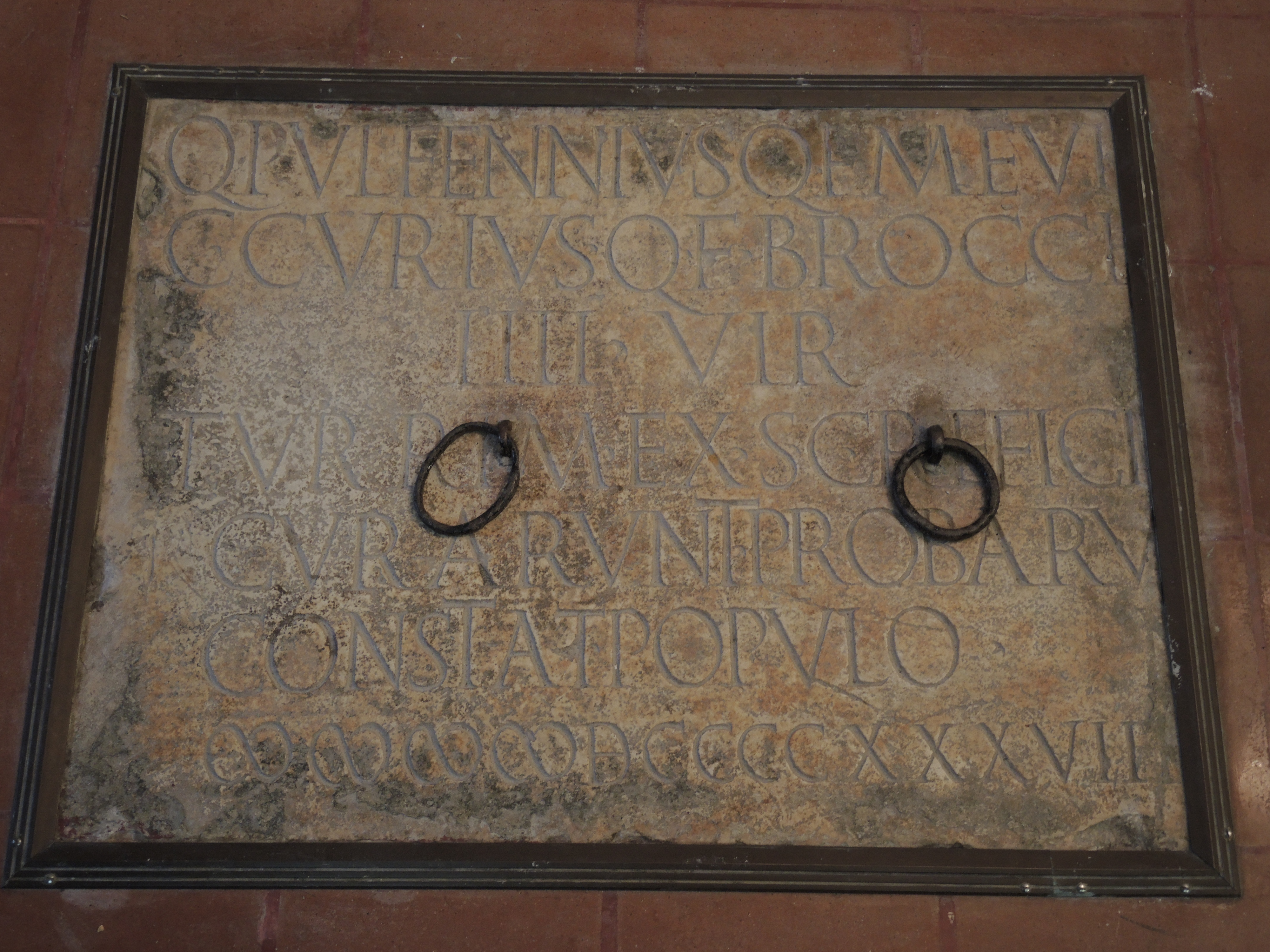
Lapide romana del I secolo, accesso all'ossario

Si affaccia su piazza Santa Croce, edificata nel XIII secolo quando a Penne era giunto San Francesco d'Assisi (1216), per sanare una disputa tra baroni e vescovo. La chiesa inizialmente era dedicata a San Lorenzo, fu una delle principali chiese del Rione da Capo sul Colle Castello, ossia la "Civitas Novella", contrapposta al Rione di Mezzo dell'antica Civitas Pinnese, che raggruppava l'area della chiesa di San Giovanni Gerosolimitano e del Colle Sacro col Duomo.
La chiesa fu rifatta completamente nel XVIII secolo, si presenta con un impianto a croce greca, con quattro bracci uguali e sette diagonali a raccordo, formando un ambiente dinamico e articolato, frutto del progetto di Giovan Battista Gianni. Il pavimento è in mosaico marmoreo, la decorazione interna del Gianni è composta dai fastosi stucchi, un affresco monumentale presso la cupola centrale del presbiterio, a pianta ellittica, opera di Domenico Vallarola, che raffigura la "Gloria del Paradiso con al centro lo stemma delle Clarisse e dei Francescani" (1782).
L'altare maggiore conserva la tela della Natività di Cristo, opera di Paolo Gamba, poi una grata in ferro battuto, opera di Giuseppe Acquaviva, usato dalle monache di clausura per assistere alla messa, senza mescolarsi con la plebe. Una lapide romana del I secolo d.C. fu rinvenuta negli anni del rifacimento barocco della chiesa, e venne riutilizzata con lapide di ingresso all'ossario delle monache. La facciata della chiesa è molto semplice, con portale architravato sovrastato da finestrone centrale. Il campanile turrito ha una cuspide cipollina a bulbo.
L'ex monastero che sorge accanto, a pianta quadrata con il chiostro porticato al centro, risale al XIV secolo, anche se oggi è modificato, soprattutto perché dopo le soppressioni piemontesi fu usato come primo ospedale civile di Penne, cui negli anni '50 fu annessa la nuova struttura del Presidio ospedaliero "San Massimo".

## Chiese periferiche
- Chiesa di Santa Maria del Carmine e monastero[1]: si trova a poca distanza dal centro abitato, nel colle del Carmelo, edificata nel XVII secolo sopra un vecchio romitorio dedicato a San Cristoforo (1642). A causa di un crollo i lavori furono rieseguiti e la chiesa ampliata nel 1754, dandole l'aspetto barocco. L'architetto in un primo momento fu Pietro Canturio (1763), che progettò l'impianto a croce latina e la decorazione a stucco nel 1770.
Nel 1767 subentrò l'architetto Francesco De Sio, che dette più spazialità all'edificio, inserendo il transetto quasi a metà dell'aula, preceduto da tre campate e seguiti da altre due, che costituiscono il presbiterio; all'incrocio dei bracci si alza la cupola ellittica su pennacchi, illuminata da quattro finestre dal profilo a campata. Le tre cappelle che aprono su ciascun lato della navata ospitano degli altari con maestosa decorazione a stucco nelle mostre; ciò nonostante data la loro scarsa profondità, non riescono ad annullare l'effetto di un impianto a croce latina.
La decorazione scandisce l'articolazione dei vani e riflette nell'ornamentazione un raffinato gusto rococò; all'artista pennese Aniello Francia è affidata la realizzazione della facciata per la quale si ripropone il partito architettonico seicentesco, nonostante la chiesa fu ultimata quasi all'inizio dell'800. Delle colonne estradossate dividono la facciata in due registri, in quello inferiore, delimitato da una cornice marcapiano a più modanature, apre il portale maggiore, nell'ordine superiore c'è un'ampia finestra dal profilo a campana. Di fianco alla chiesa c'è il convento dei Carmelitani, sviluppatosi per tutta la lunghezza della chiesa stessa. L'assetto generale risale al progetto del 1763, nell'800 il monastero divenne carcere e fu trasformato, e successivamente fu riconvertito in Museo della Moda. Presso il refettorio si trovano ancora tracce d'arte, come l'affresco di Vincenzo Maria Ronzi della Cena di Betania (1828)
- Chiesa di Santa Maria in Colleromano e Convento degli Zoccolanti[2]: si trova nella zona sud-ovest del centro abitato, presso Colle Romano. La chiesa risalirebbe al XIII secolo dai Benedettini, ma nel corso dei secoli ha avuto numerose modifiche. Aveva inizialmente un impianto basilicale senza transetto, coro tripartito e archi ogivali impostati su pilastri in laterizio, quadrati e ottagoni. Nel 1505 la chiesa furono ceduti ai Francescani, che abbandonarono la chiesa di San Cristoforo, avviando lavori di abbellimento e ampliamento: venne sostituita la copertura a capriate con un sistema di volte a crociera (quelle attuali sono frutto del restauro del 1953-66); nel 1547 furono commissionati nuovi stalli del coro.
Il maestro Altobelli Berardino realizzò l'altare maggiore con mostra in legno intagliata che incornicia delle tele e delle sculture lignee raffiguranti la Vergine Maria, San Francesco d'Assisi, San Bernardino da Siena. Nella seconda metà dei Seicento è avviata una nuova fase di lavori con cui s'incise la conformazione originaria della chiesa: la partitura a stucco fu realizzata da Gianni, Piazzola, Rizza, e la nuova consacrazione ci fu nel 1672.
Con i vari restauri si sono scoperte delle parti di affreschi dell'epoca rinascimentale, presso le cappelle laterali, come il dipinto della Deposizione del primo altare a sinistra, o il Sant'Antonio di Padova del 1544 del quarto; al XV secolo è datato il primo intercolumnio della navatella sinistra raffigurante le Laudi della Vergine. La stagione dei lavori si concluse nel 1792 con la commissione all'architetto Giovanni Antonio Fontana che ammodernò la facciata.
In occasione del restauro del 1960 si volle pretenziosamente recuperare l'aspetto medievale della chiesa, con la demolizione della facciata del Fontana, che da barocca ritornò romanica, e la ricostruzione delle volte a crociera. La facciata barocca era stata definita un'armonia delle parti tra il barocco e il romanico, poiché si era conservato l'antico portale, ed era stato sormontato da una nicchia con la statua della Madonna che aveva in grembo il modellino della chiesa, in collegamento con le tipiche sculture romaniche. Il complesso conventuale degli Zoccolanti è una delle tanti sedi francescane di Penne, dato che le sedi originarie furono distrutte, come il monastero principale, appena fuori Porta San Francesco.
L'interno si articola intorno a due chiostri con ingresso principale dalla piazza antistante, in questi e in parte dei corridoi porticati, sono sistemati pregevoli pezzi del lapidario tra i quali i resti del primo altare benedettino del XIV secolo, una colonna scanalata, un capitello corinzio, e l'epigrafe che ricorda l'insediamento dei Francescani a Colleromano nel XVI secolo. Il convento ospita una biblioteca diocesana e il Museo Etnografico Missionario, che raccoglie testimonianze dei Frati Cappuccini nei vari Paesi del mondo.

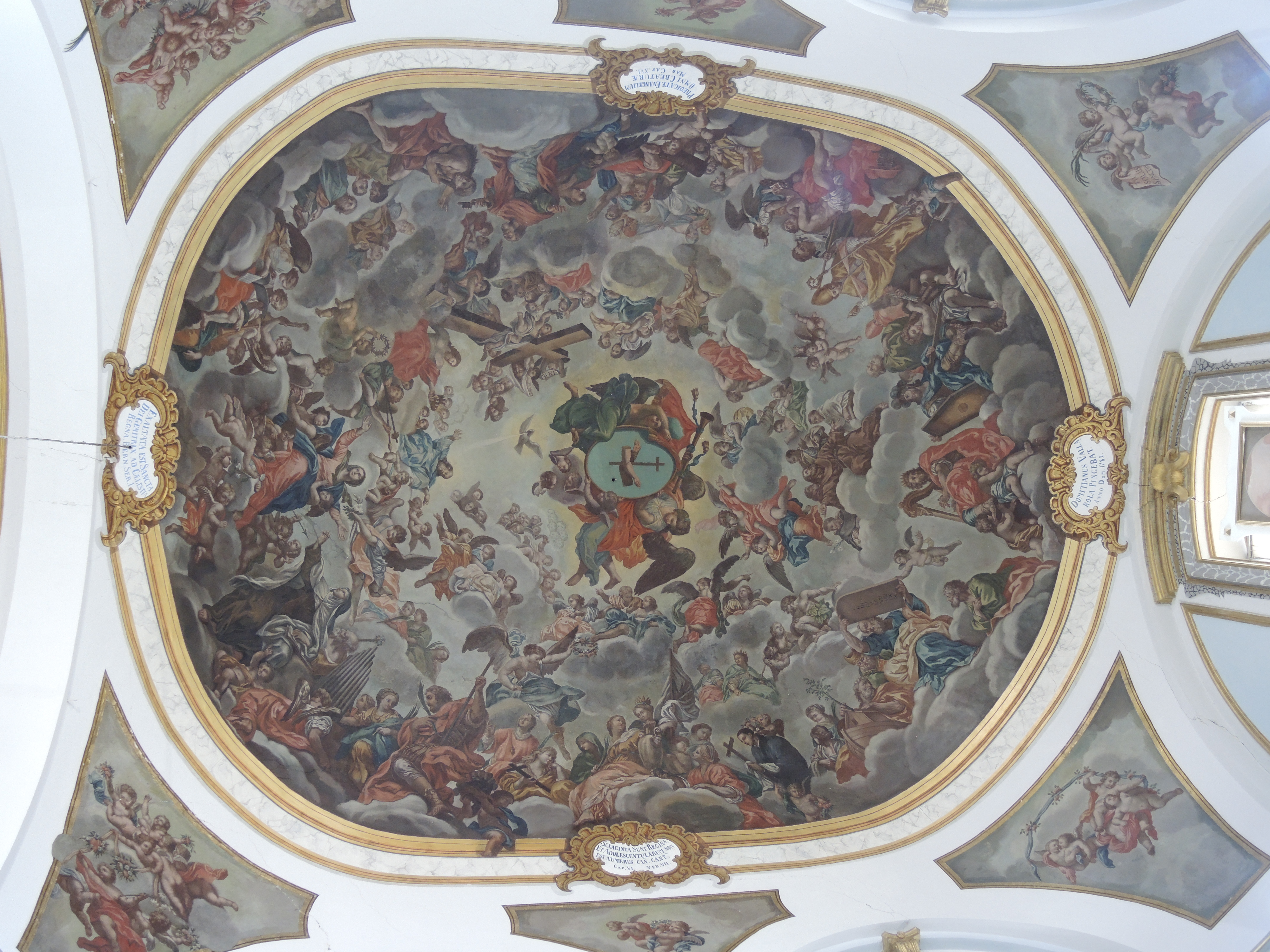
Volta cupolata della chiesa di Santa Chiara

- Convento Natività di Maria Ss.ma dei Padri Cappuccini[3]: è noto anche come il convento dei Frati Cappuccini. Fu eretto nel 1575 su Colle Cappuccio, a nord del centro, da padre Lorenzo Bellarmino da Montepulciano, che vi visse sino alla morte nel 1601. Il convento fu centro di formazione e spiritualità cappuccina, sede del noviziato sino al 1811. Ripristinato dall'operosità dei religiosi, nel 1866 subì nuovamente la chiusura in seguito alle leggi eversive, ma il municipio incaricò padre Isaia di Cugnoli di gestire la struttura insieme con due monaci. Il convento fu nuovamente riscattato nel 1900, riaperto l'anno seguente dal ministro provinciale Padre Giuseppe da Sulmona, e nel 1909 accolse il primo seminario della provincia, che fu trasferito nel 1914 al convento dell'Incoronata di Vasto, mentre a Penne tornò la scuola di noviziato.
Nel 1953 furono eseguiti dei lavori di restauro che cambiarono radicalmente l'aspetto del convento, nel settembre 1969 il noviziato fu trasferito nel convento delle Clarisse dell'Aquila, e l'ultimo anno scolastico di Penne fu il 1985-86. L'aspetto attuale ricorda quello dei conventi romanici, benché si tratti di una ricostruzione tarda, ha facciata molto semplice, ornata da un portico ad archetti, la pianta è a navata unica, con il complesso monastico quadrangolare a fianco.
La navata è ornata da cappelle solo sul lato destro, e vi si conservano la tela di Domenico Andrea Malinconico di San Felice (XVII sec.), e due tele anonime del Padre Eterno e della Santissima Concezione. Di rilievo è il cinquecentesco altare maggiore con ciborio barocco, ornato dal tabernacolo e da un Crocifisso intagliato dai fratelli Marangoni (XVIII sec.).

### Altre chiese
- Chiesa della Beata Vergine Maria Regina: moderna chiesa appena fuori dal centro storico, in contrada San Pellegrino, realizzata nel 1960. Il volume si basa su un cilindro parabolico che riprende la forma della capanna, e si solleva spazialmente con delle discontinuità da cui si ricavano fenditure con luce zenitale. La pianta ricorda i modelli romanici a tre navate, con le navate laterali relegate a deambulatori. La parabola giunge da terra aprendo passaggi dalla navata centrale alle secondarie. La facciata è in mattoni, tripartita ottenendo una sorta di tetto a spioventi. La parte centrale è a parabola, e si solleva per illuminare la navata interna. Al centro si trova il portale, sormontato da un oculo.
- Parrocchia di San Massimiliano Kolbe: si trova nel quartiere moderno a sud-est, in via Fonticoli, inaugurata nel 2010, con impianto tipologico a pianta centrale con l'intento di realizzare una "chiesa assemblea", concetto dominante delle basiliche tradizionali. Tuttavia il rapporto con l'antichità è perseguito mediante l'uso del mattone faccia vista per gli esterni dell'edificio, elemento di grande caratterizzazione dell'immagine di Penne. La facciata rettangolare è completamente in mattoni faccia vista con ricordi orizzontali in cemento intonacato di bianco, e cantonali aggettanti. Al di sopra un semplice cornicione in cemento, si intravede l'estradosso della cupola e la lanterna ottagonale con vetro a cuspide.

## Chiese delle frazioni
- Chiesa di San Rocco: questa chiesa è ancora in buono stato, sorgente sul Colle Cappuccio. Non ci sono fonti che ne attestino l'epoca di fondazione, ma fu edificata, a giudicare dallo stile, nella metà dell'800. La pianta ad aula unica rettangolare è suddivisa in quattro campate da tre grandi archi a tutto sesto che sorreggono la copertura a due falde intonacata. La facciata è delimitata agli angoli da due paraste in laterizio e presenta una terminazione curvilinea, sottolineata da un cornicione non aggettante. Nella campata centrale si aprono il portale e un oculo sovrastante in laterizio. L'interno in intonacato di bianco, con la statua di San Rocco presso l'altare.
- Chiesa di San Pietro: si trova nella contrada omonima, fuori Portacaldaia, ed è in cattivo stato, benché potrebbe essere recuperata. La chiesa risale al Settecento, in stile barocco rurale, tipica cappella campestre, con facciata decorata da un portale architravato e da un oculo. Il soffitto è crollato, non ci sono opere d'arredo interno, completamente invaso dalla vegetazione
- Chiesa di Santa Maria delle Grazie: è una delle chiese campestri più interessanti della città, su Colle Cappuccio, benché in stato di abbandono dagli anni '80. Ha un impianto rettangolare con facciata tardo barocca, con architrave a timpano triangolare, e grande campanile a vela laterale. Il soffitto è crollato, ma restano importanti tracce del passato come gli stucchi settecenteschi, le pitture ad affresco, e conservava la canocchia della Madonna, conservata oggi a Santa Croce.
- Chiesa di San Vincenzo: si trova in Casale Gaudiosi sul Colle Trotta, risalente al XVII secolo, e benché con il soffitto crollato, ancora recuperabile. Ha il tipico aspetto di una chiesa settecentesca di campagna, con l'interno intonacato e stuccato, e nicchie che accolgono varie statue.
- Chiesa di Santa Maria della Brecciosa: anche questa chiesa è in abbandono, sebbene ancora in discreto stato di conservazione. Si trova lungo la Strada statale 81 in contrada Santa Caterina. Era in gestione dei Cappuccini, ma dopo gli anni '60 cadde in abbandono. La chiesa nel 2011 circa fu ripulita dalle erbacce che la occultavano completamente alla vista, ma necessita ancora di interventi di consolidamento. L'impianto rettangolare settecentesco è più elaborato, con un presbiterio ad abside semicircolare. La chiesa attualmente conserva alcuni muri perimetrali, parte della facciata e dell'abside semicircolare.
- Chiesa della Madonna della Pietà: si trova nella contrada omonima nella periferia sud di Penne, verso il campo sportivo; la chiesa fu rifatta nel XVIII secolo, poi nel Novecento venne abbandonata, con il conseguente crollo del tetto.
- Chiesa di Santa Marina: parrocchia di Roccafinadamo, è citata sin dal 1593, detta "San Massimo", perché vi era conservata una tela del santo patrono di Penne. La chiesa attuale è una ricostruzione post bellica in forme vagamente medievali, che riabbracciano lo stile romanico toscano, per la presenza del motivo ornamentale delle arcatelle cieche presso il cornicione del timpano triangolare di facciata. Ha navata unica rettangolare, con scansione in quattro campate coperte a crociera, da tre arconi a sesto ribassato. La facciata pseudo romanica è delimitata da due lesene angolari, cornicione con arcatelle, un rosone centrale e portale pseudo romanico ad arco a tutto sesto con la cornice strombata. Il campanile laterale è una torretta in mattoncini a pianta quadrata.

## Chiese scomparse
- Monastero di San Francesco d'Assisi: sorgeva nel piano della villa comunale, lungo viale San Francesco. Dal monastero si accedeva a Penne mediante Porta San Massimo o di San Nicola, ribattezzata poi "porta San Francesco", benché conservi in una nicchia sopra l'arco la scultura del santo patrono Massimo levita e martire di Aveia. Fu fondato direttamente dal poverello d'Assisi, quando era a Penne per sanare una disputa tra i signori e il vescovo. Fu demolito nel XIX secolo. Era ancora esistente nel XVIII secolo, come dimostra un'illustrazione cartografica dell'abate Pacichelli. Alcune lapidi sono state rimosse in tempo e conservate nel chiostro del convento di San Domenico.
- Chiesa di San Simone: si trovava presso la fontana omonima, appena fuori dalle mura del rione San Paolo. Esisteva ancora nel XVIII secolo.
- Chiesa di San Paolo: dava il nome al rione omonimo del centro, si trovava pressappoco dove sorge la chiesa della Madonna della Libera.

## Documenti utili
- L'illustre e venerabile convento di dame religiose spedaliere di San Giovanni di Gerusalemme di Civita di Penne, su italianostrapenne.org. - Italia nostra, sezione di Penne
- Le origini del Venerdì santo Pennese e la Confraternita del Monte della Pietà e la Confraternita del Monte della Pietà - Il Sepolcro, scenografie e simbologia, su italianostrapenne.org. - Italia nostra, sezione di Penne

https://www.gelsumino.it/Di_Vincenzo/La_Parrocchiale_chiesa_di_San_Comizio_de.pdf  La Parrocchiale chiesa di San Comizio